# فهرست شهرهای کنتاکی

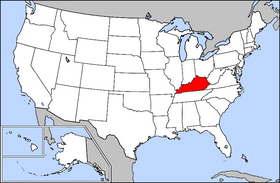
Map of USA & Kentucky

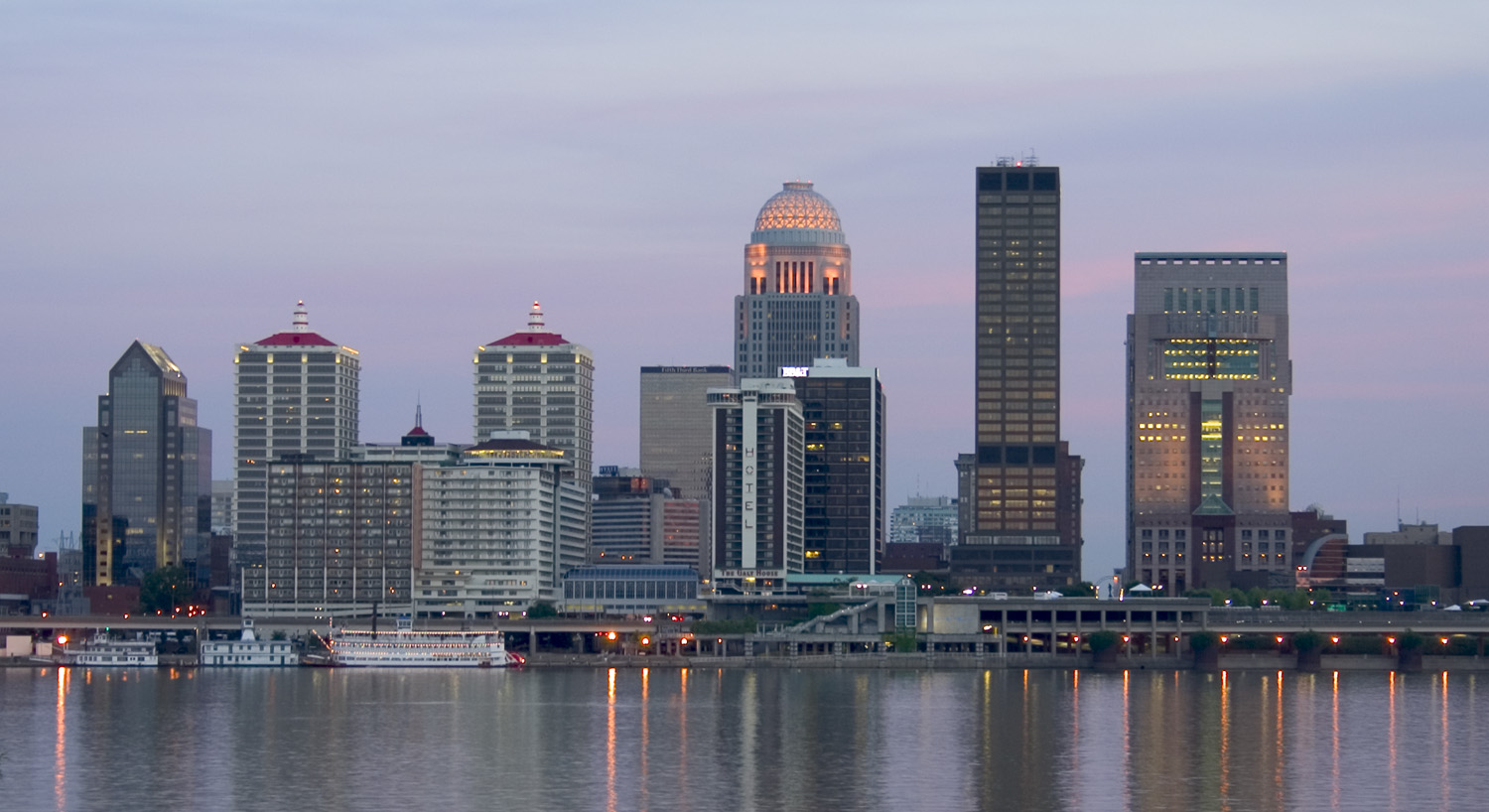
لویی‌ویل, بزرگترین شهر در کنتاکی

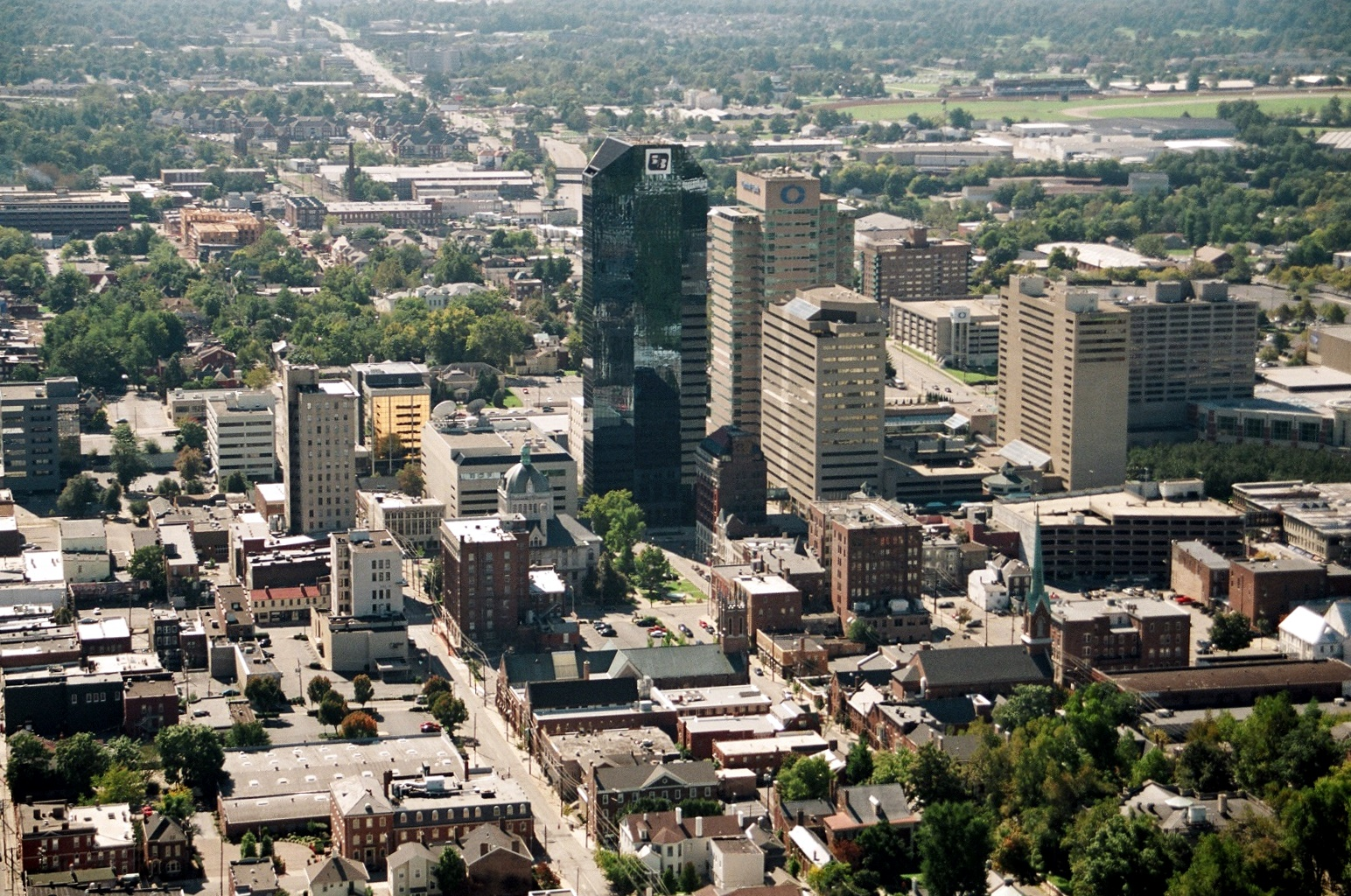
لکزینگتون

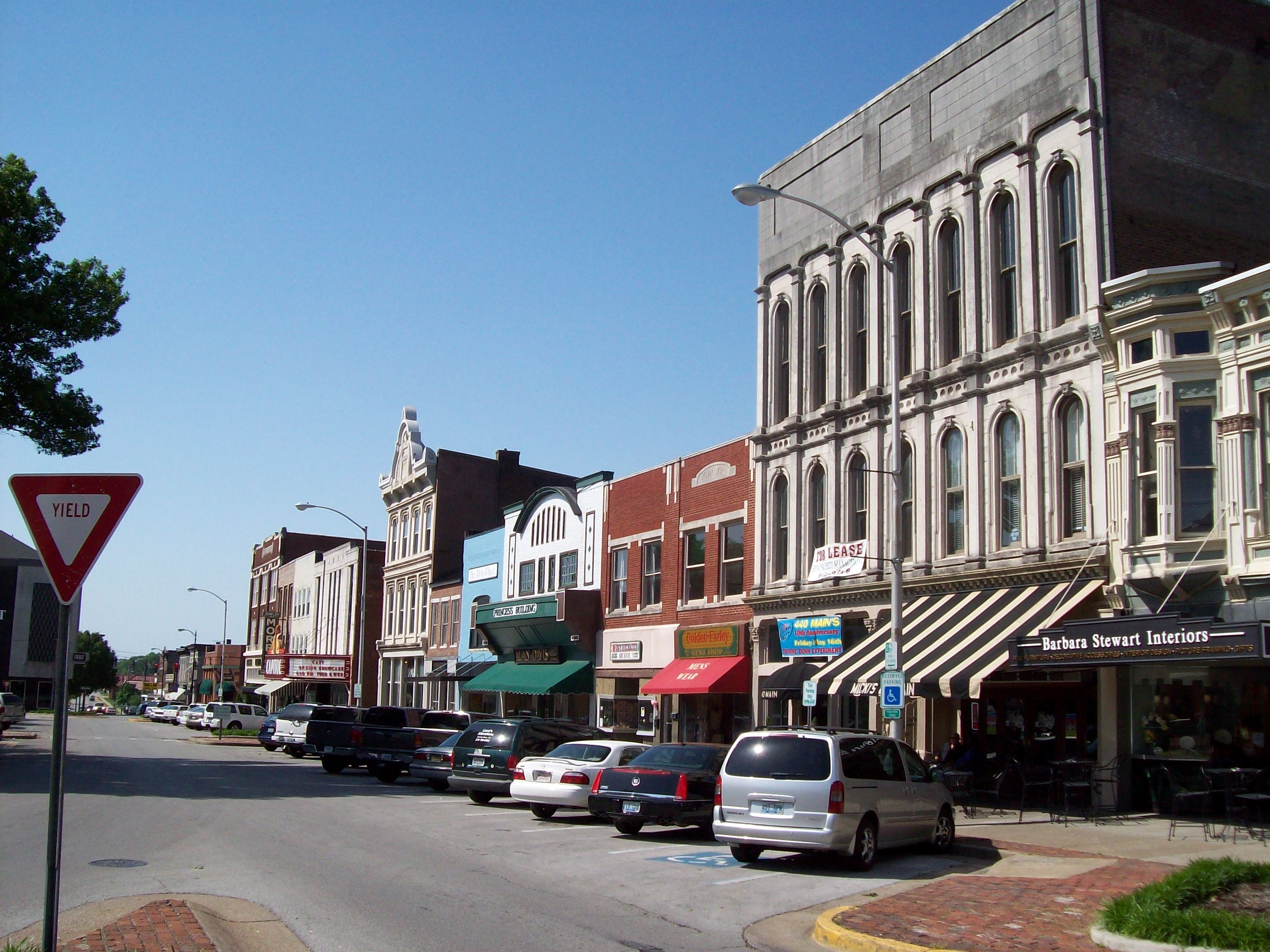
بوولینگ گرین

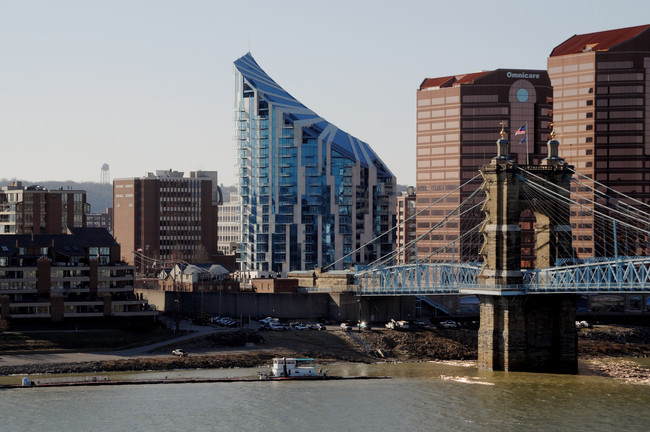
کاوینگتن

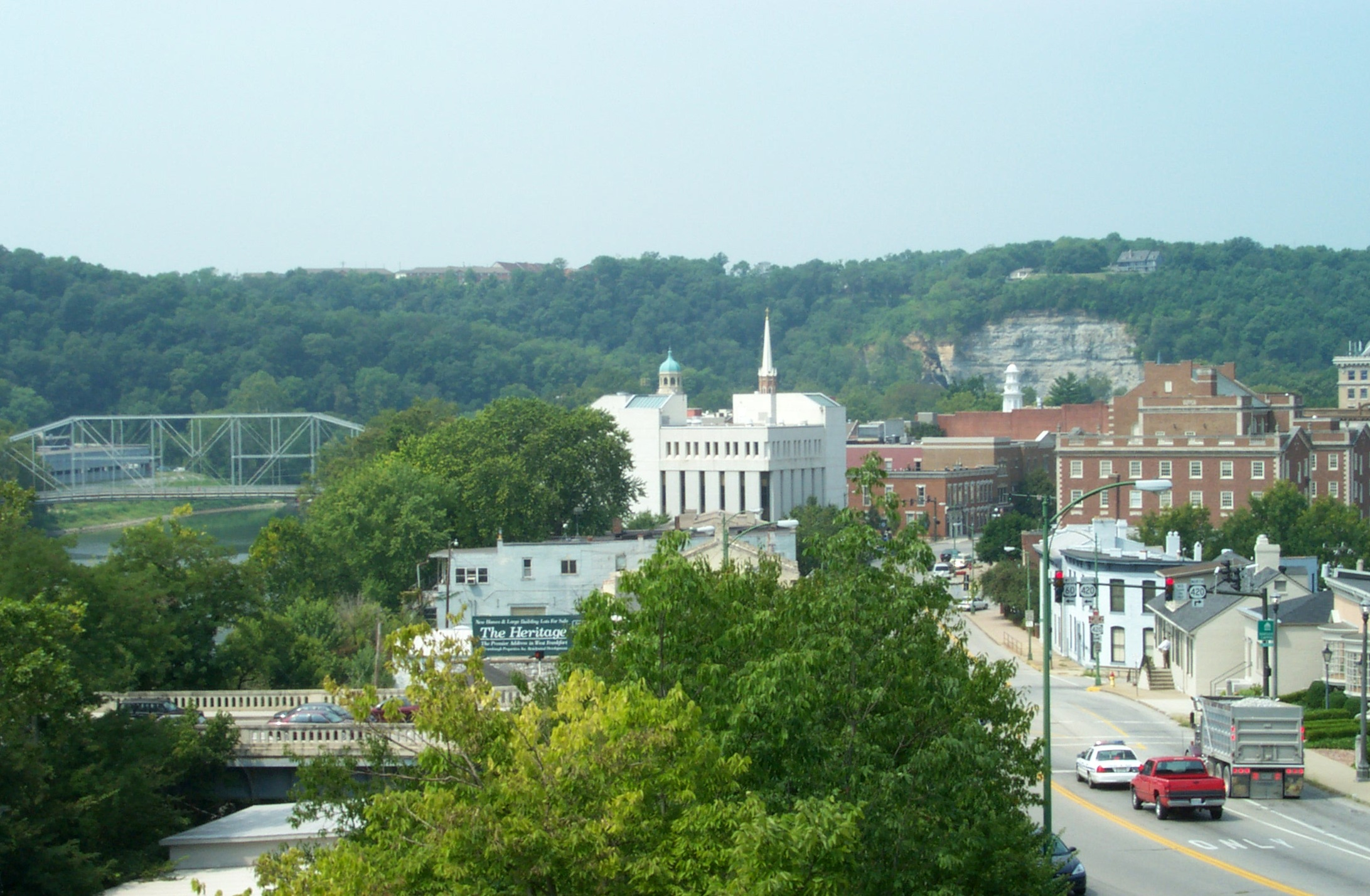
فرانکفورت، کنتاکی, مرکز کنتاکی

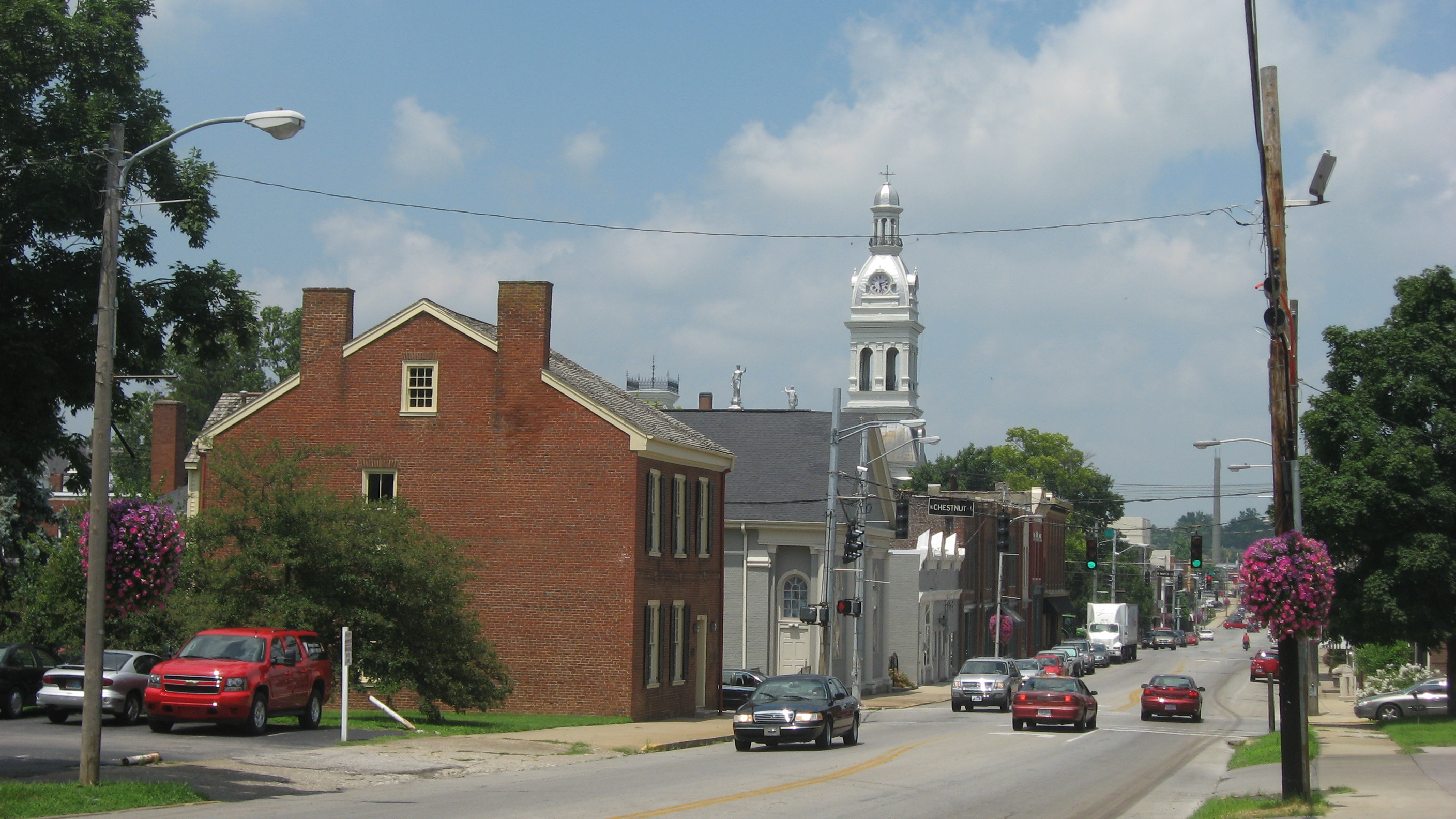
نیکلاسویل

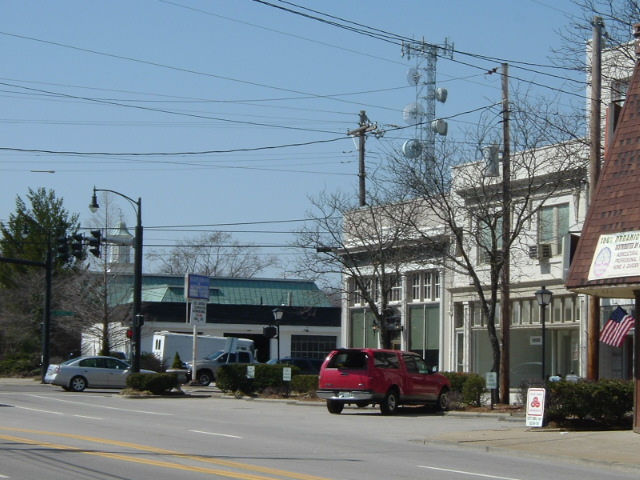
جفرسنتاون

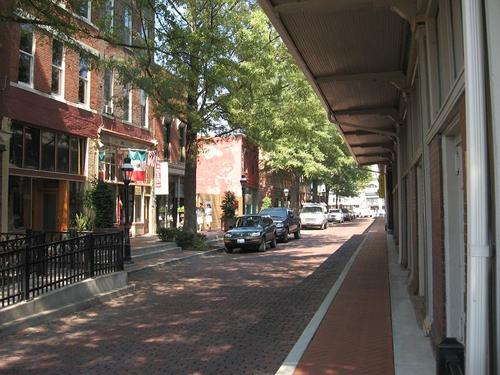
پدوک

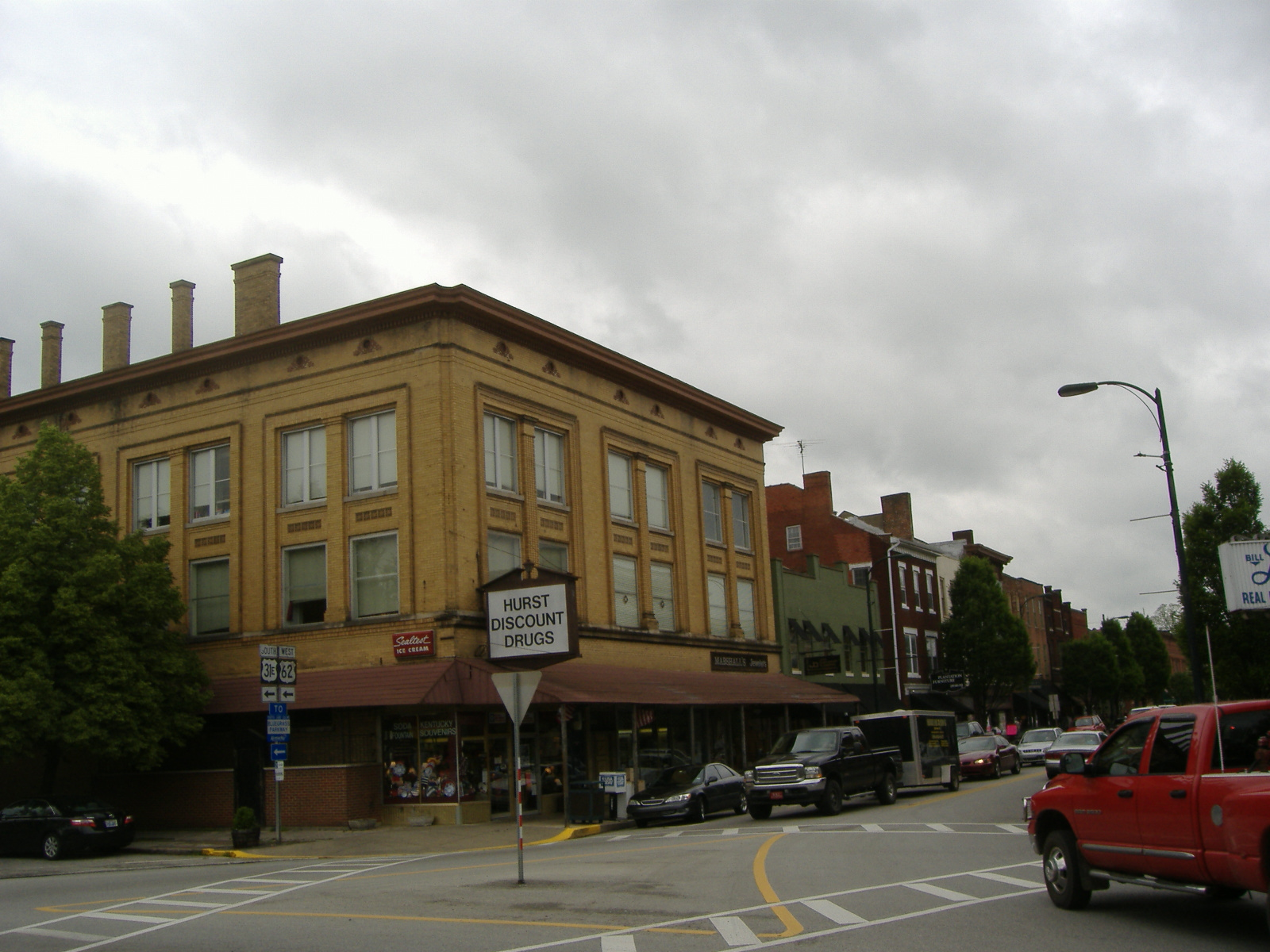
بارداستاون

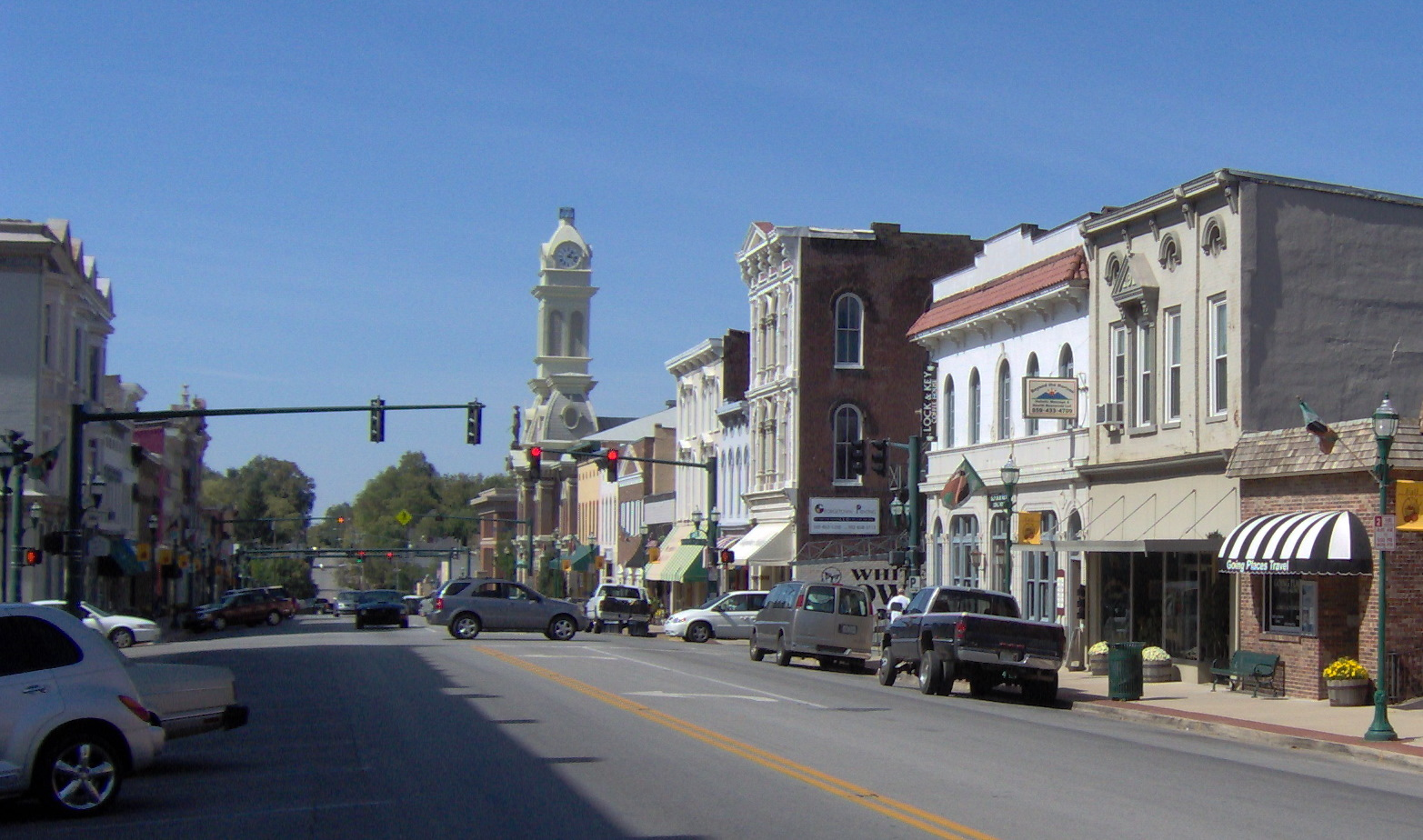
جرجتاون

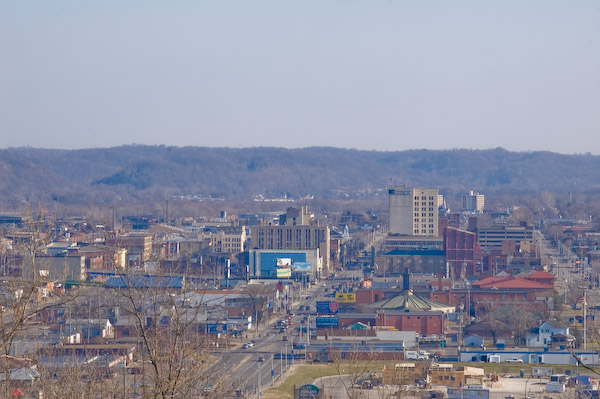
اشلند

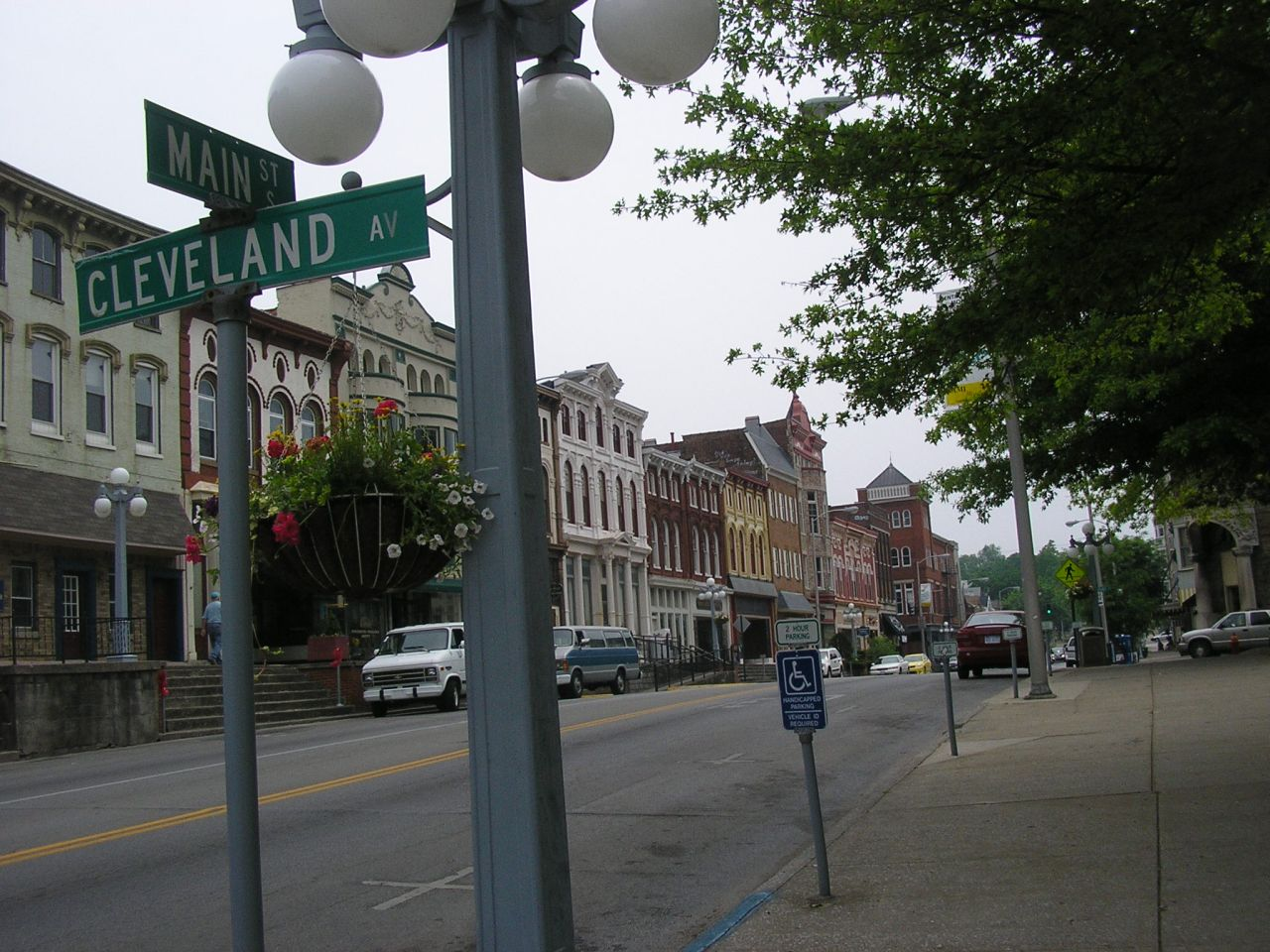
وینچستر

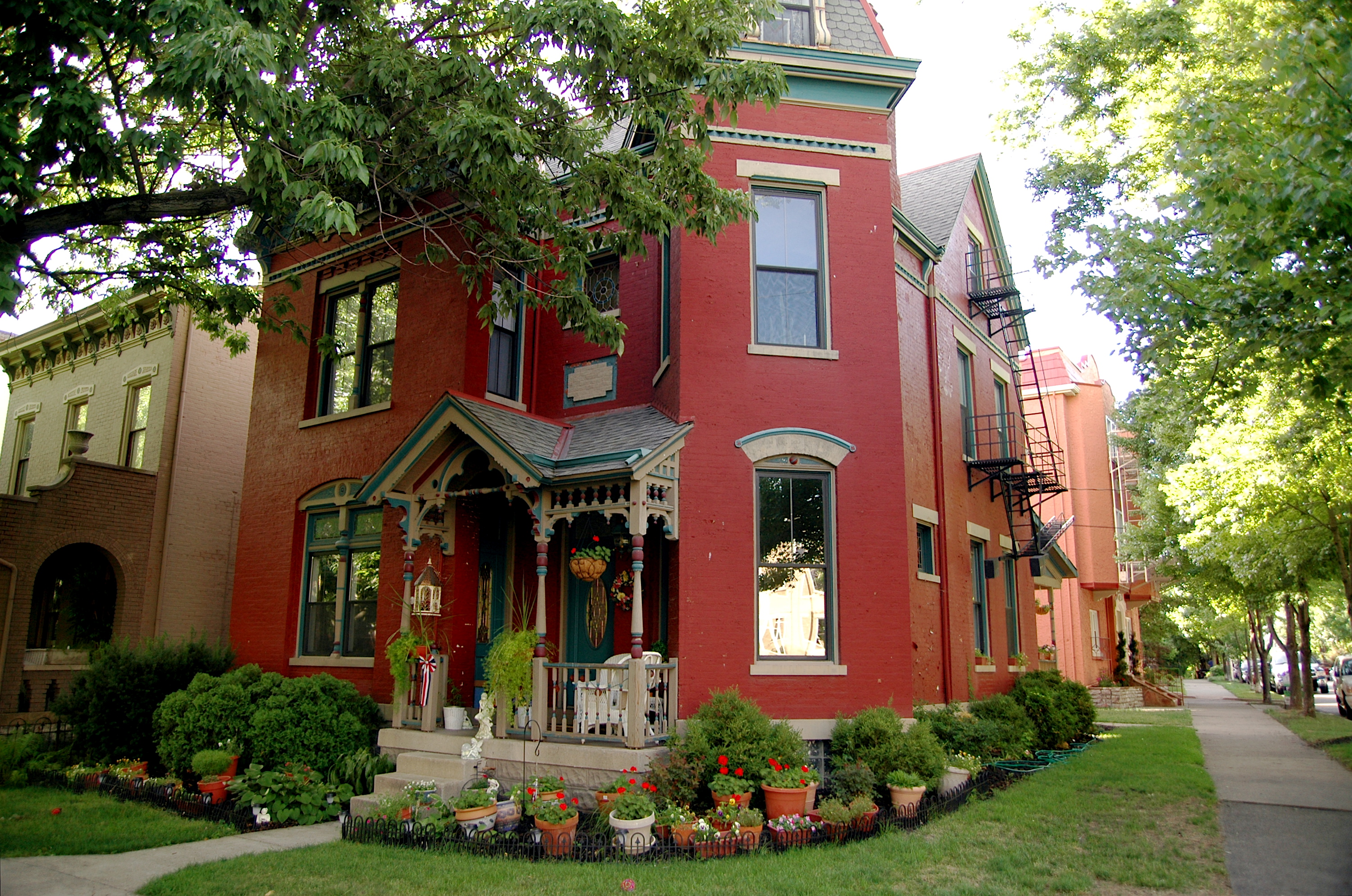
نیوپورت

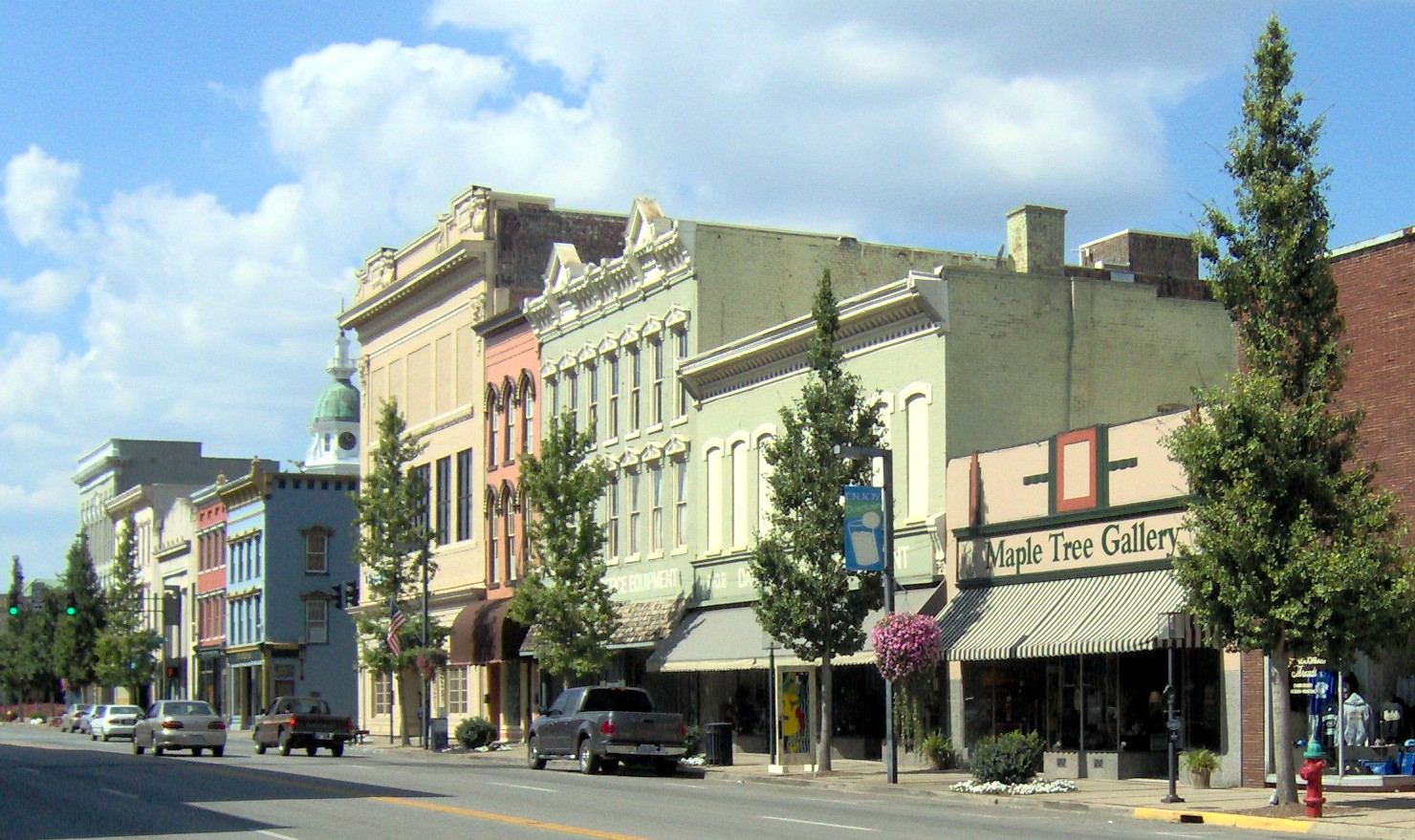
دنویل

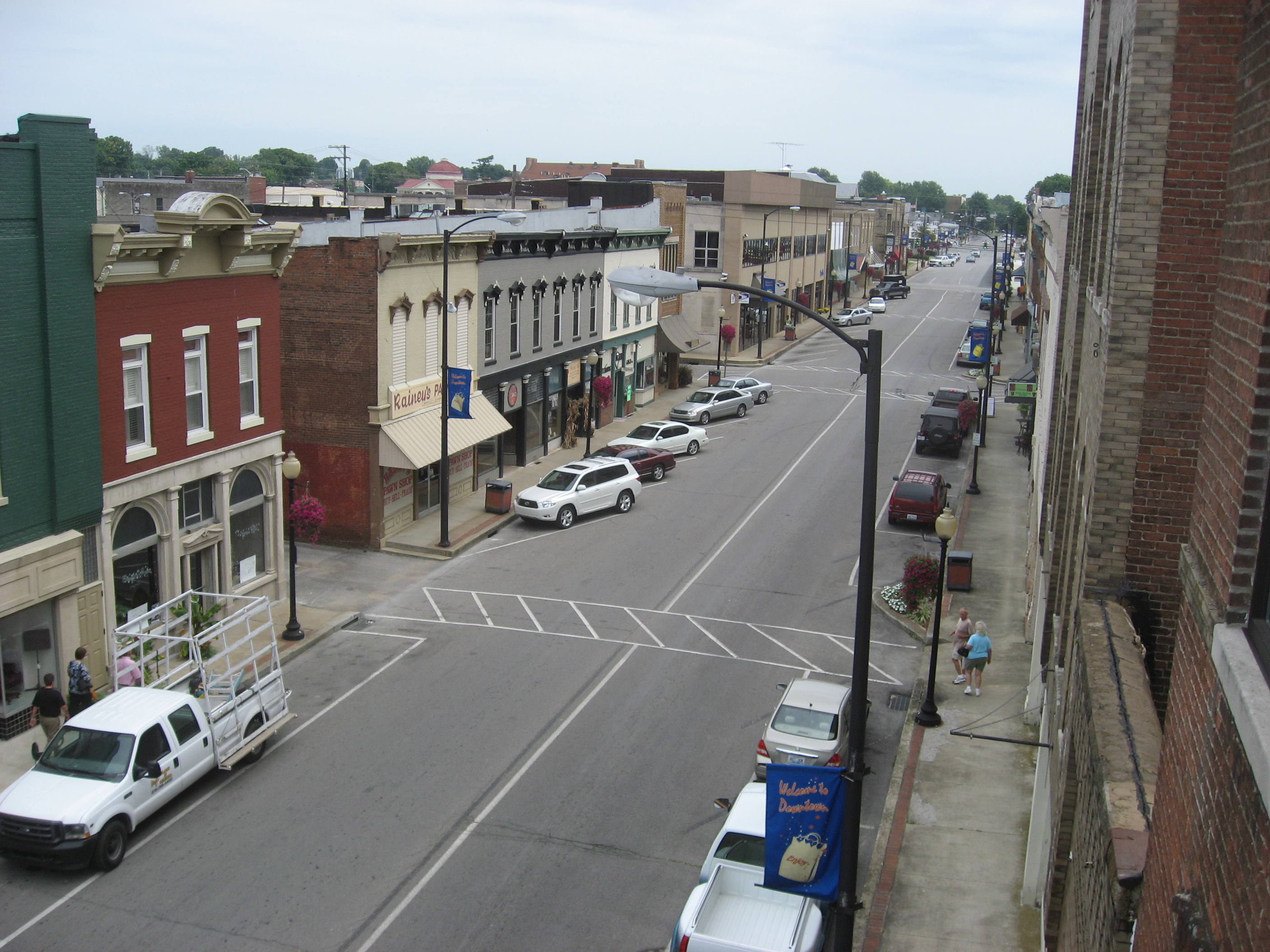
کمپبلسویل

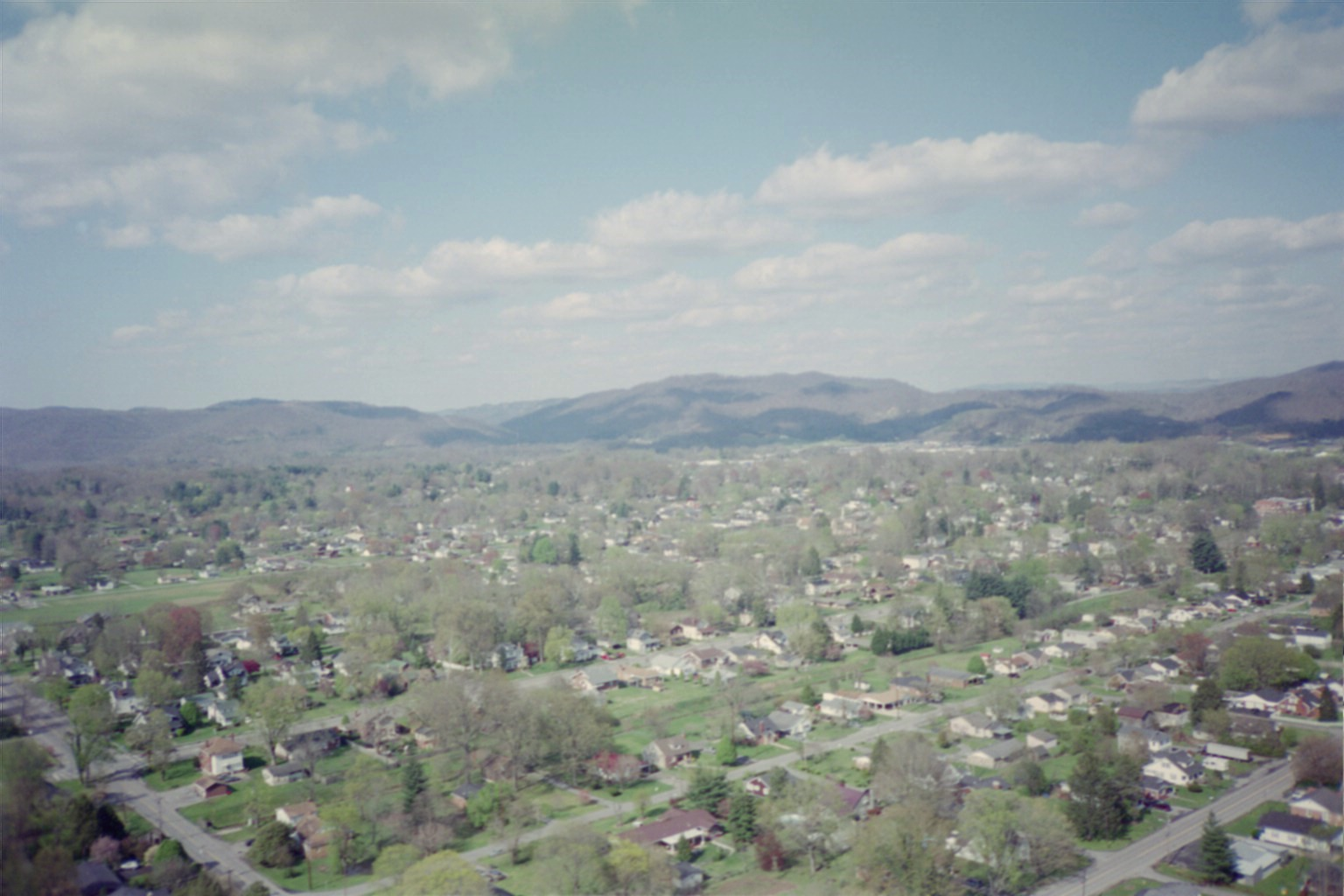
میدلزبروو

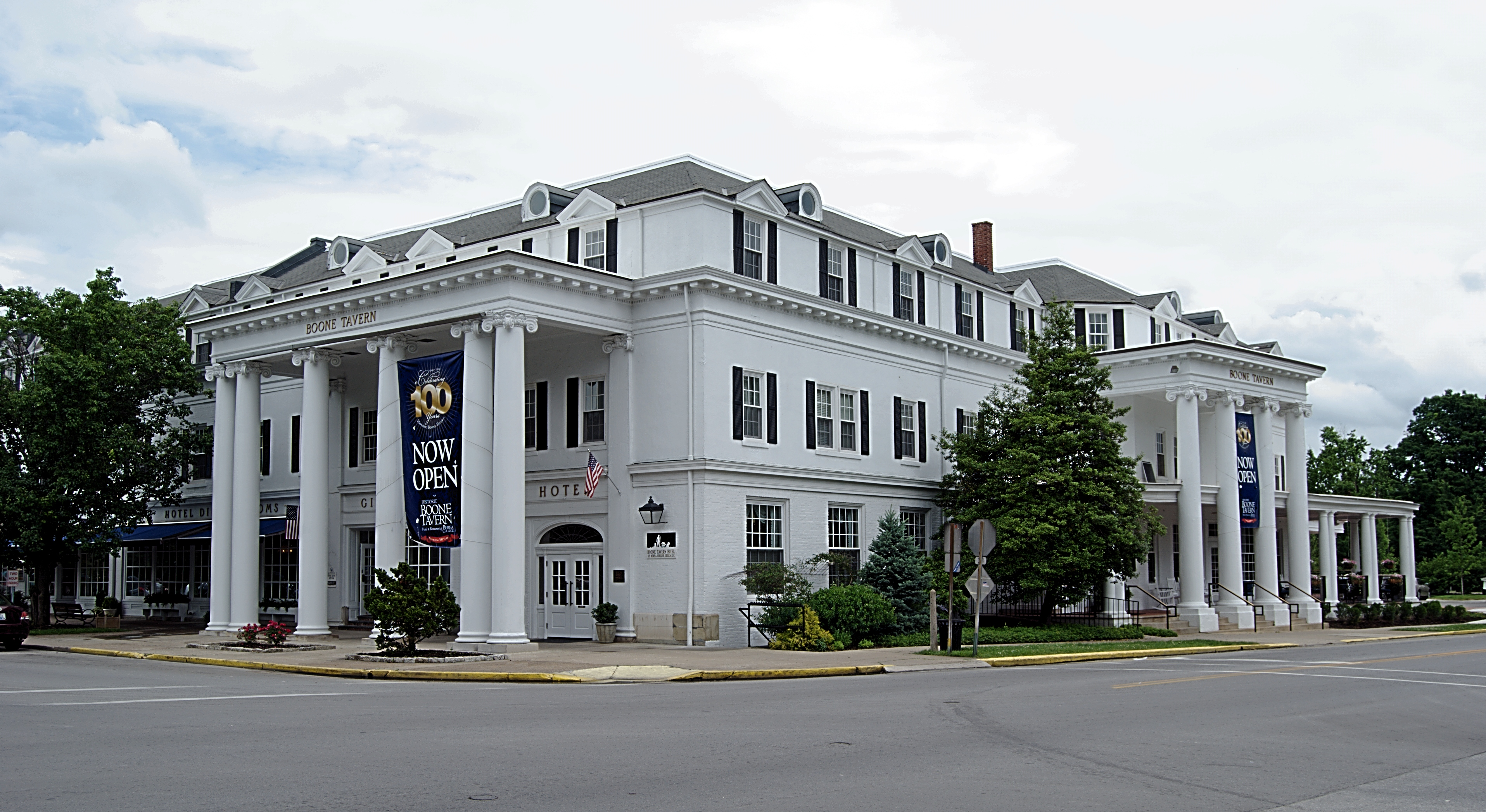
بریا

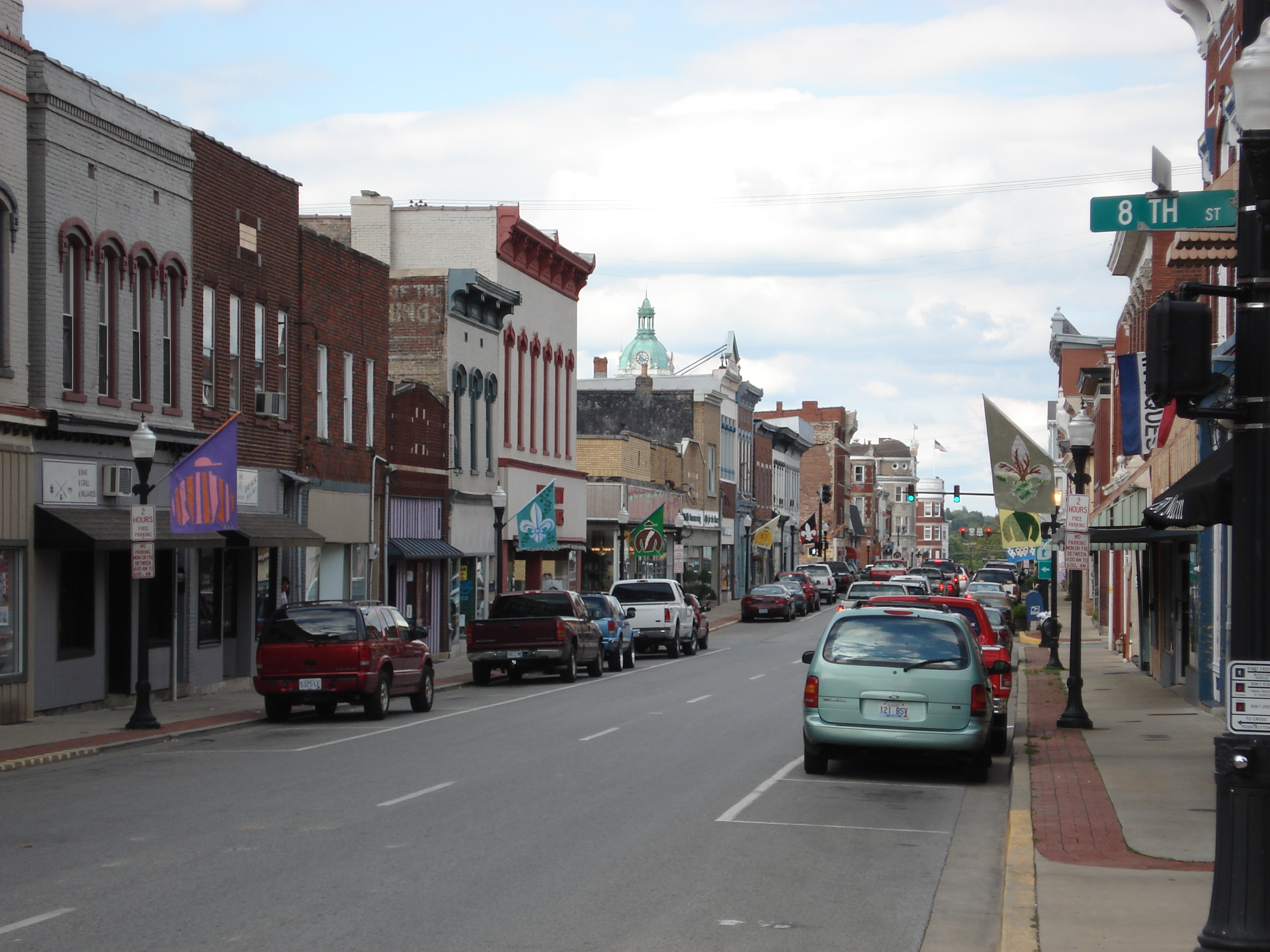
پاریس

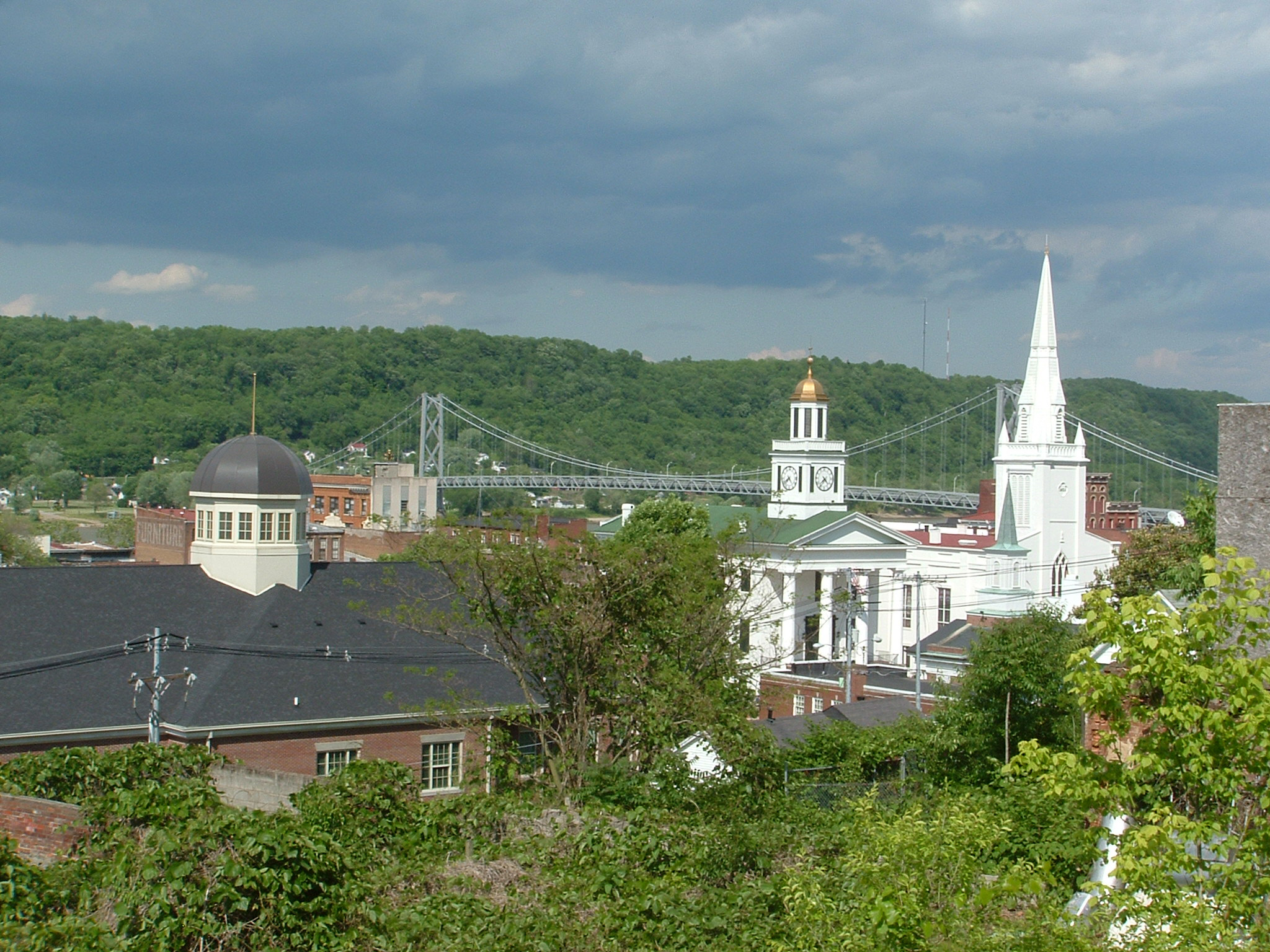
مایزویل

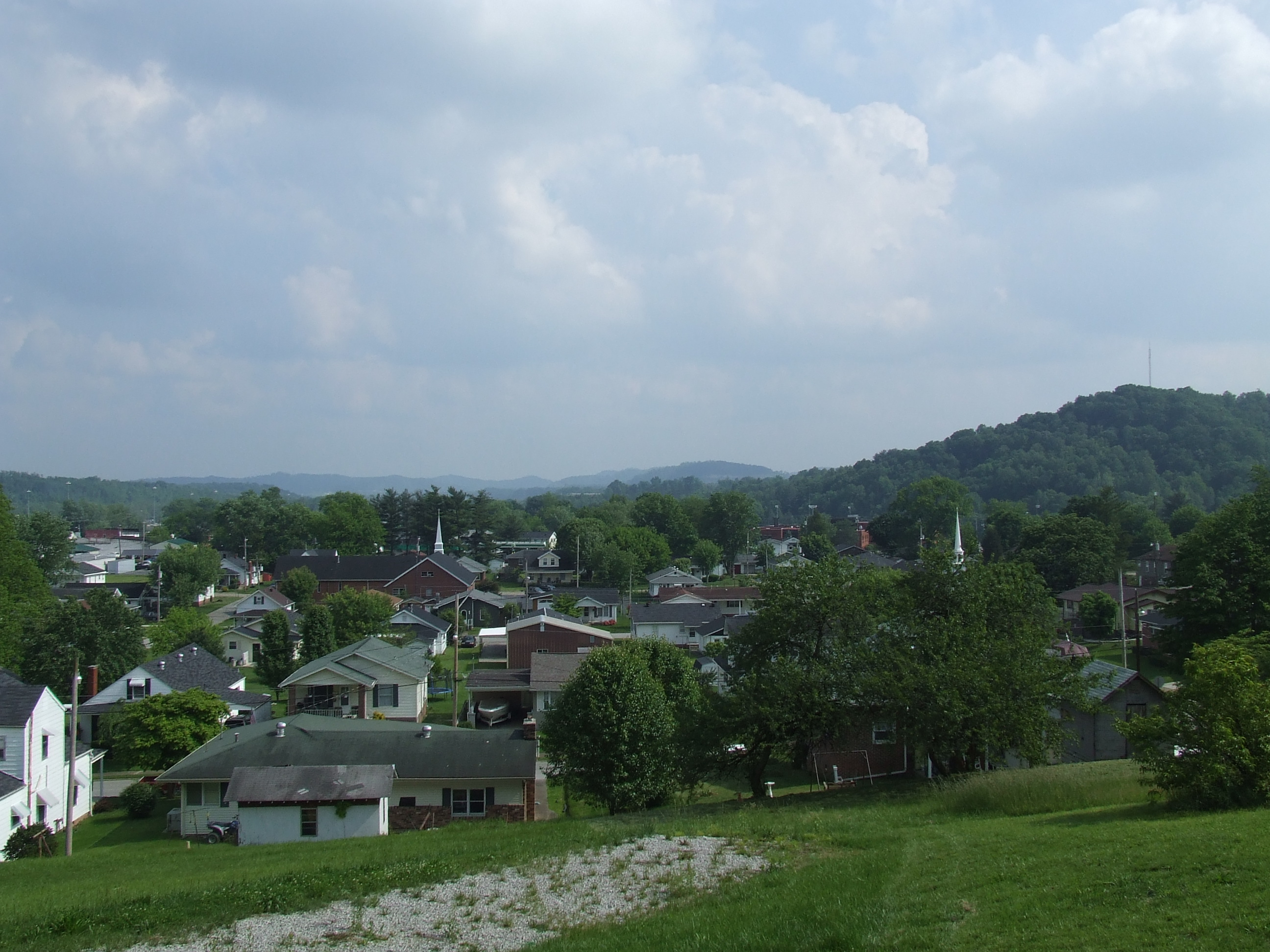
کربین

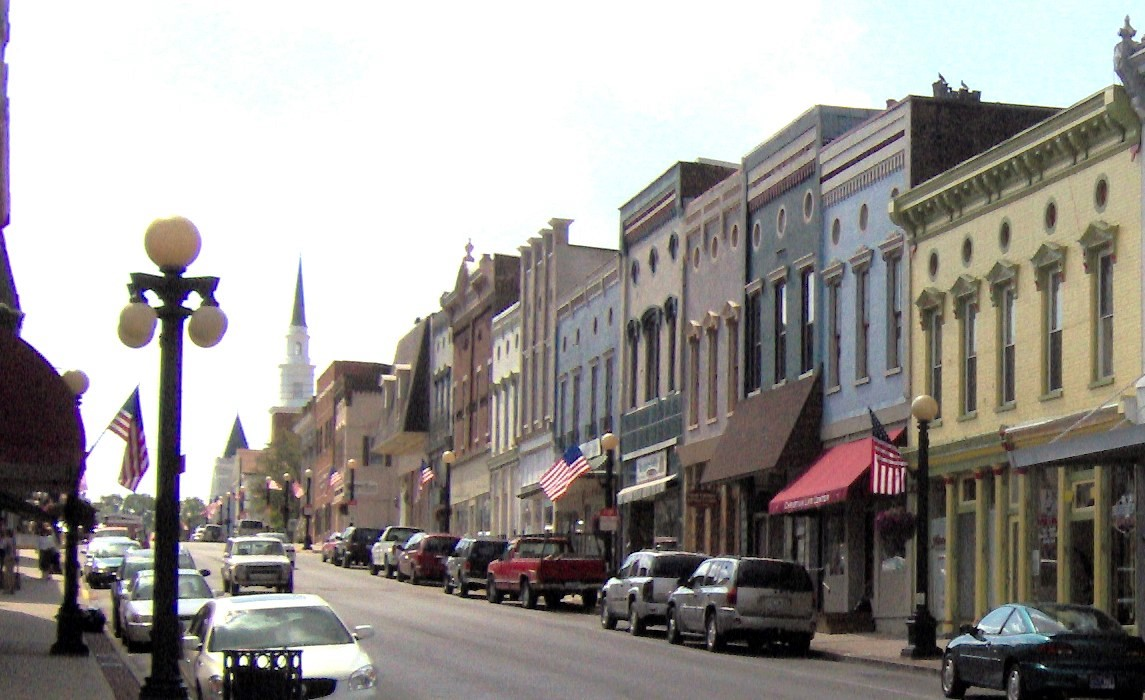
هارودسبورگ

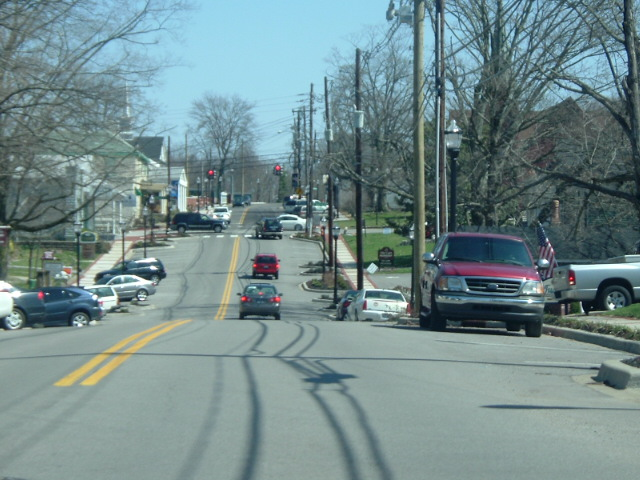
میدلتاون

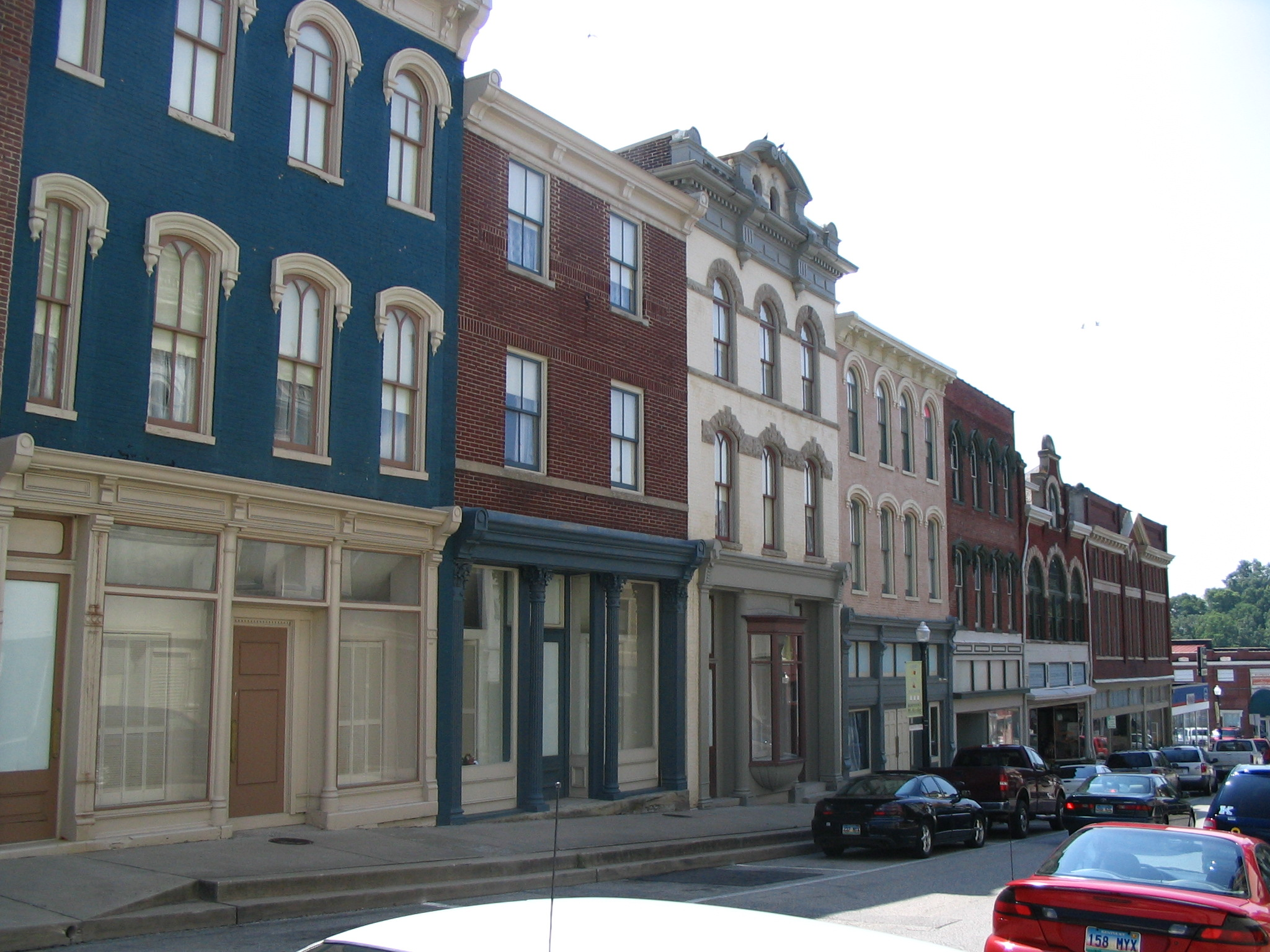
ماونت استرلینگ

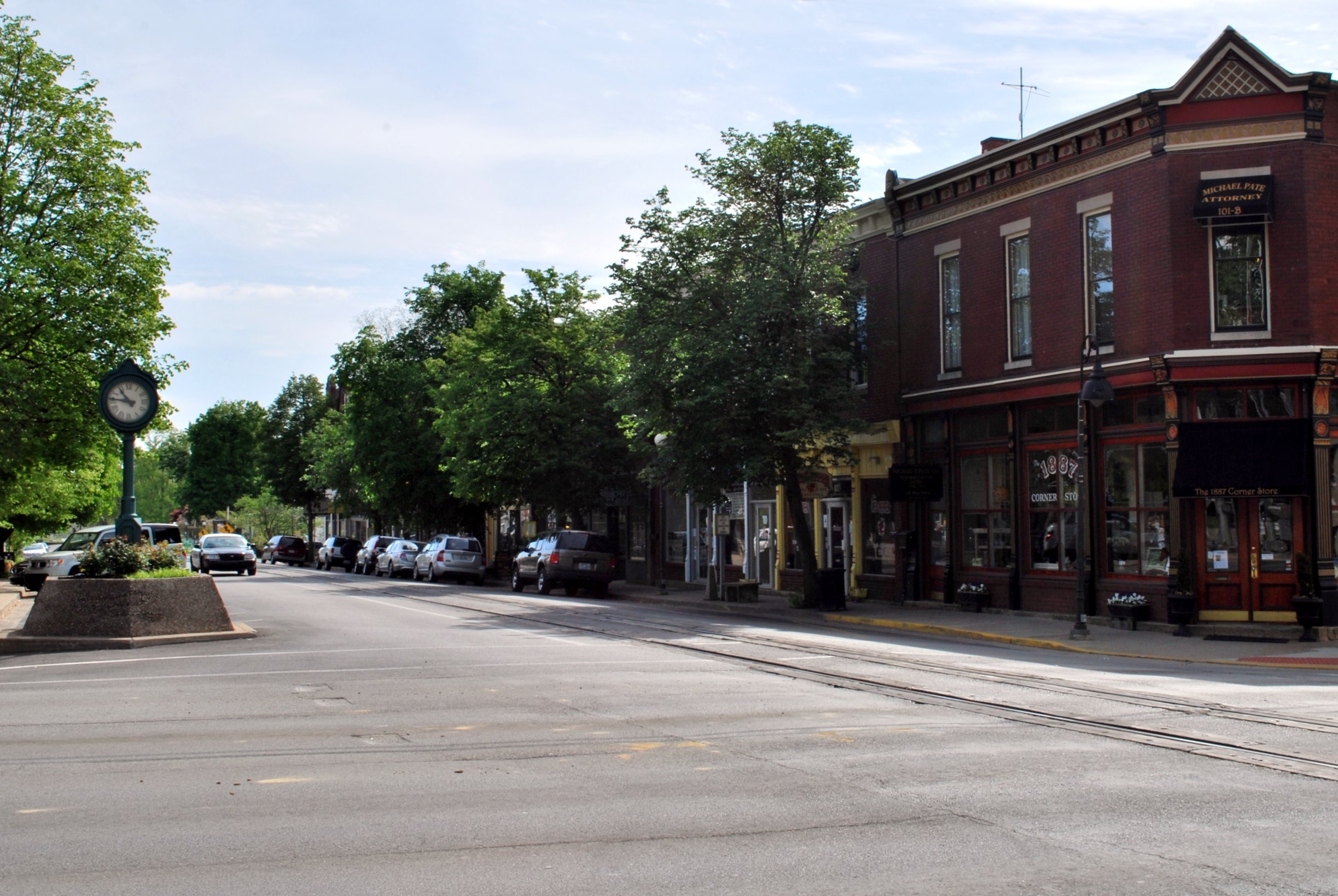
لا گرینج، کنتاکی

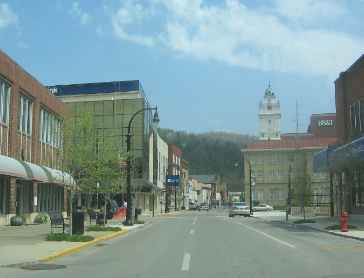
پیکویل

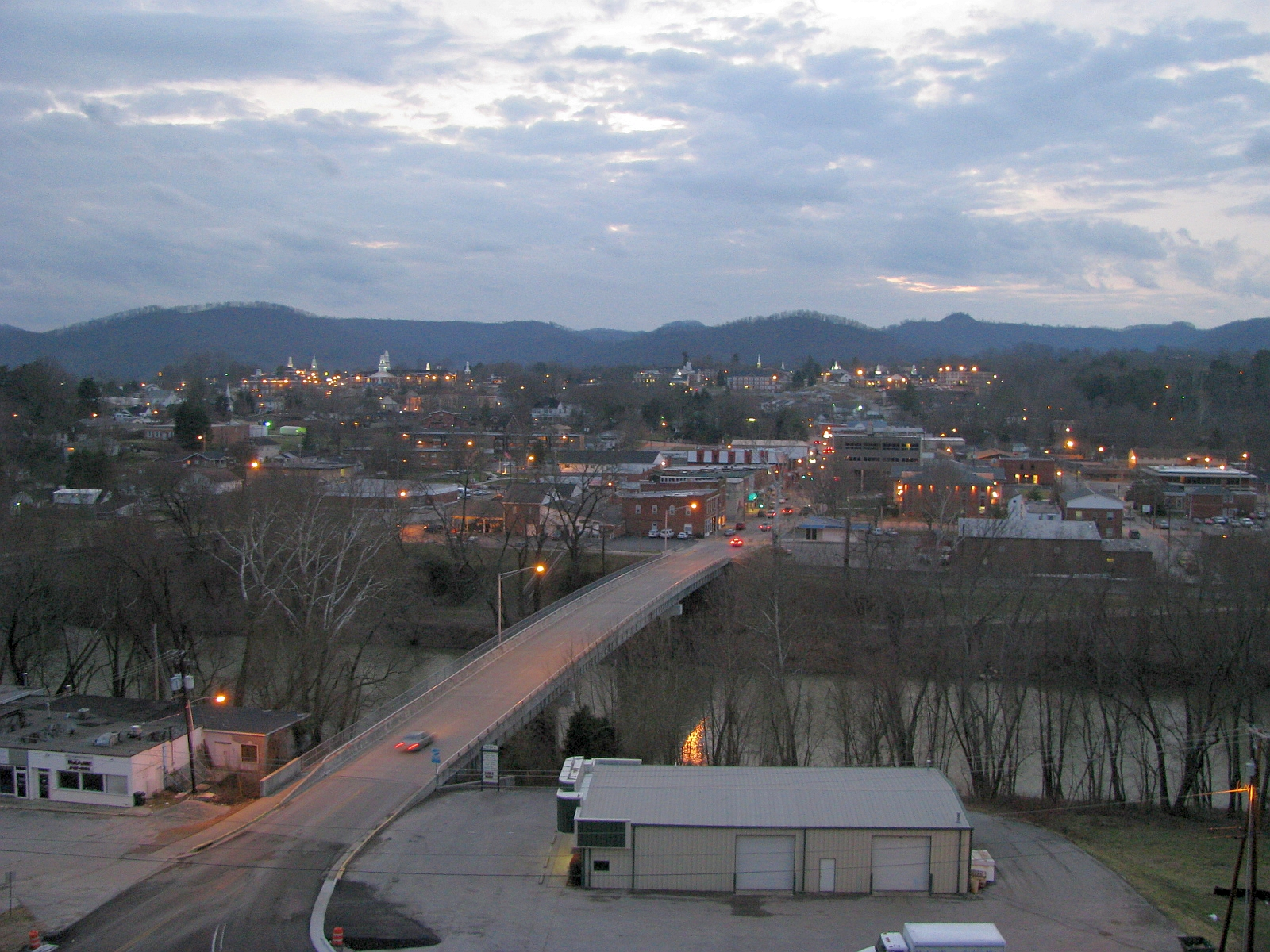
ویلیامزبرگ

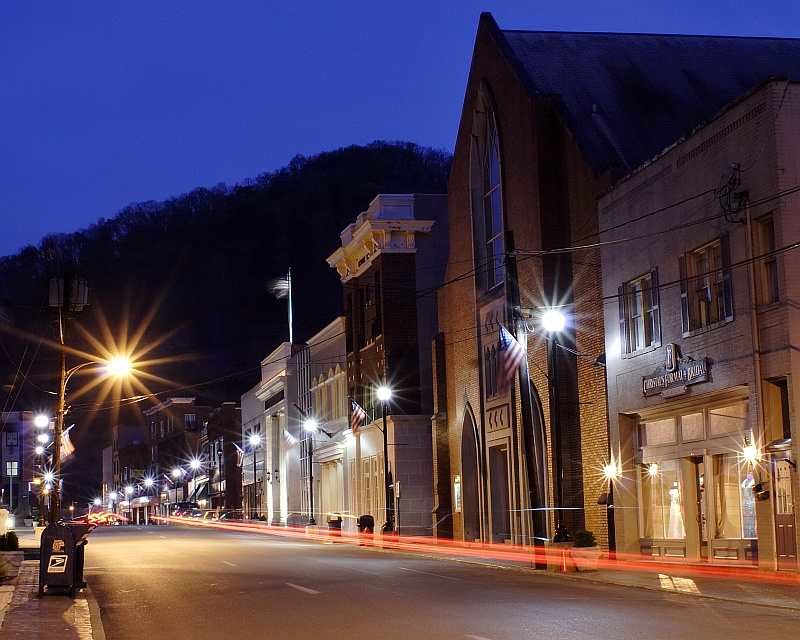
هزرد

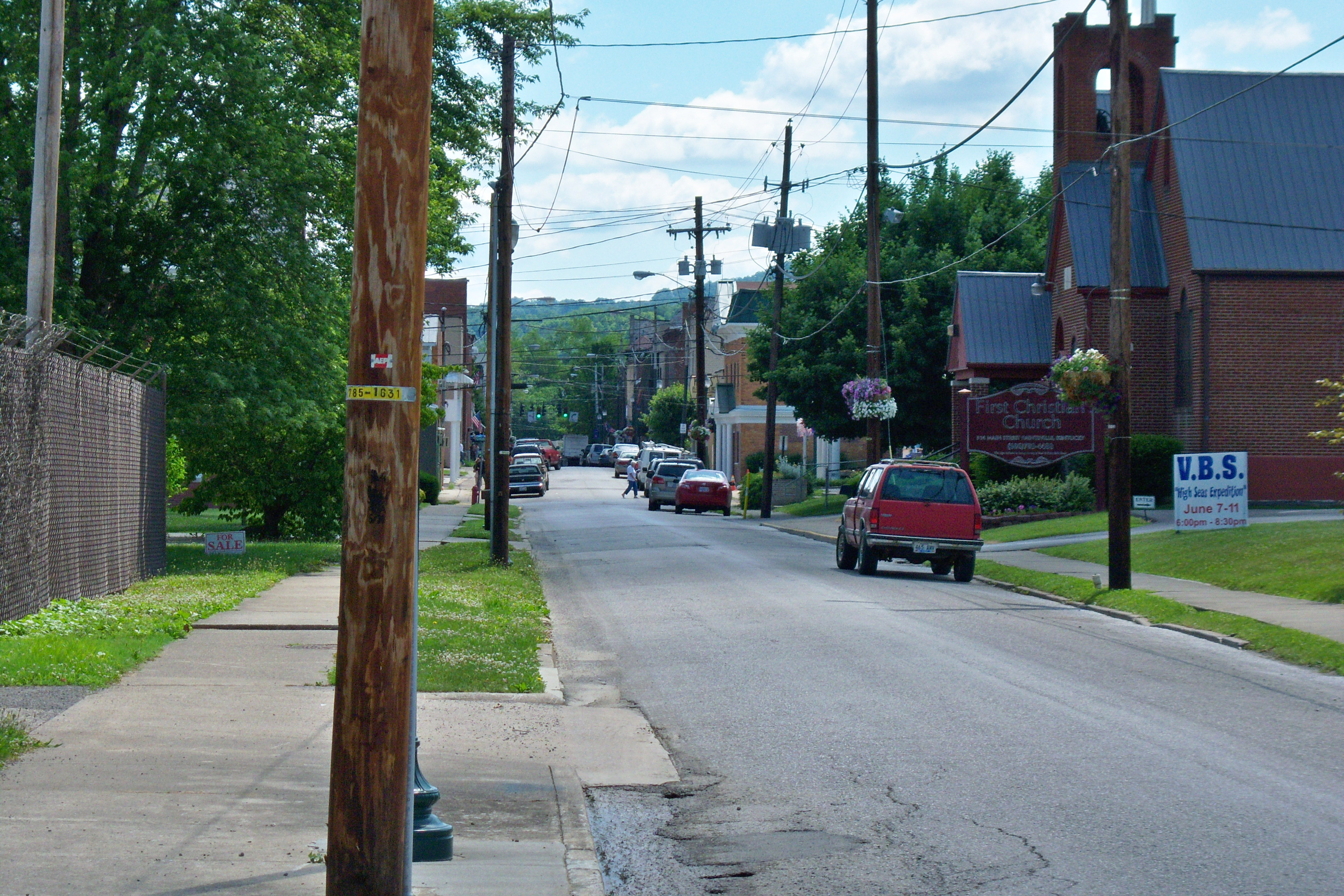
پینتسویل

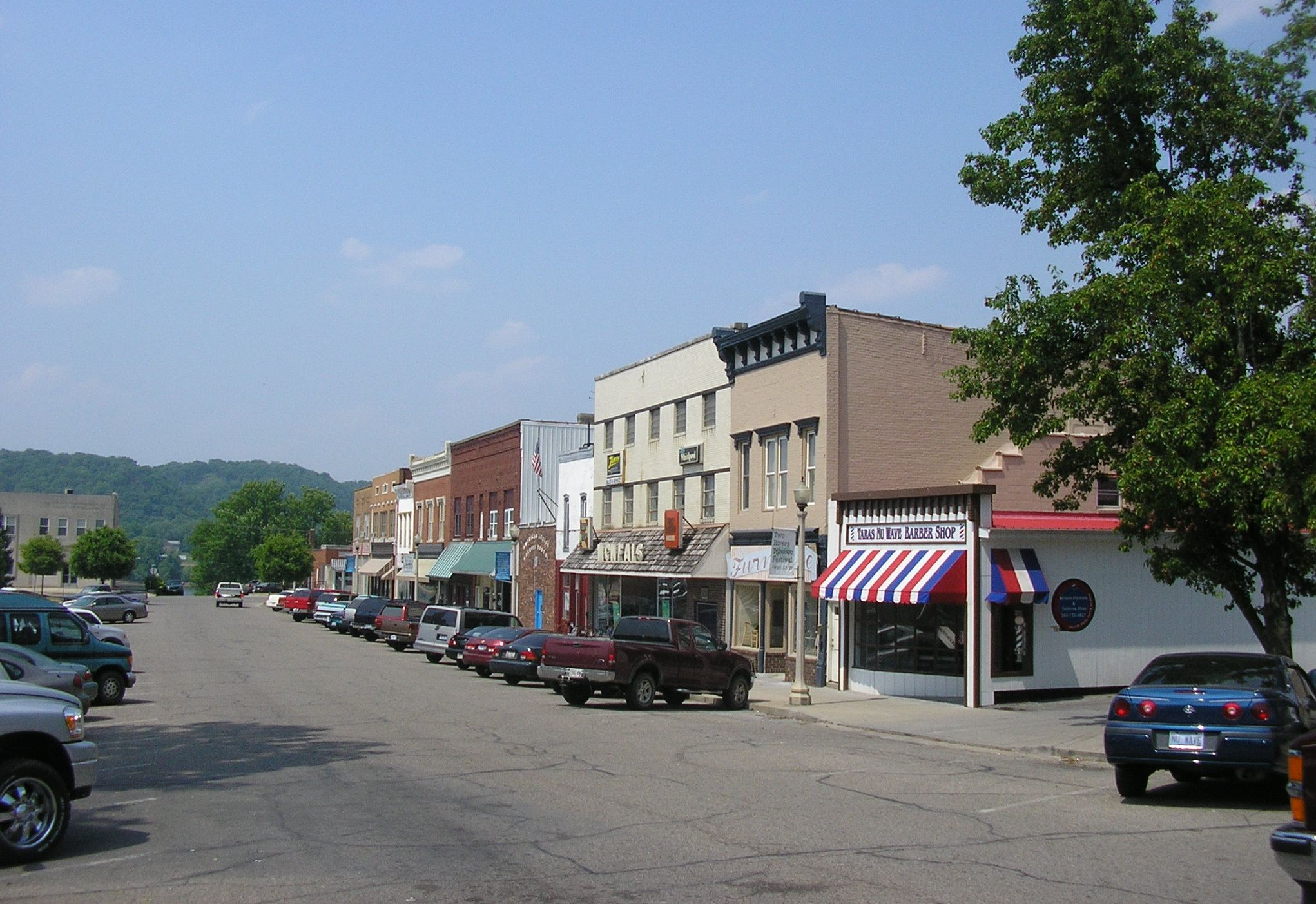
کرلتن

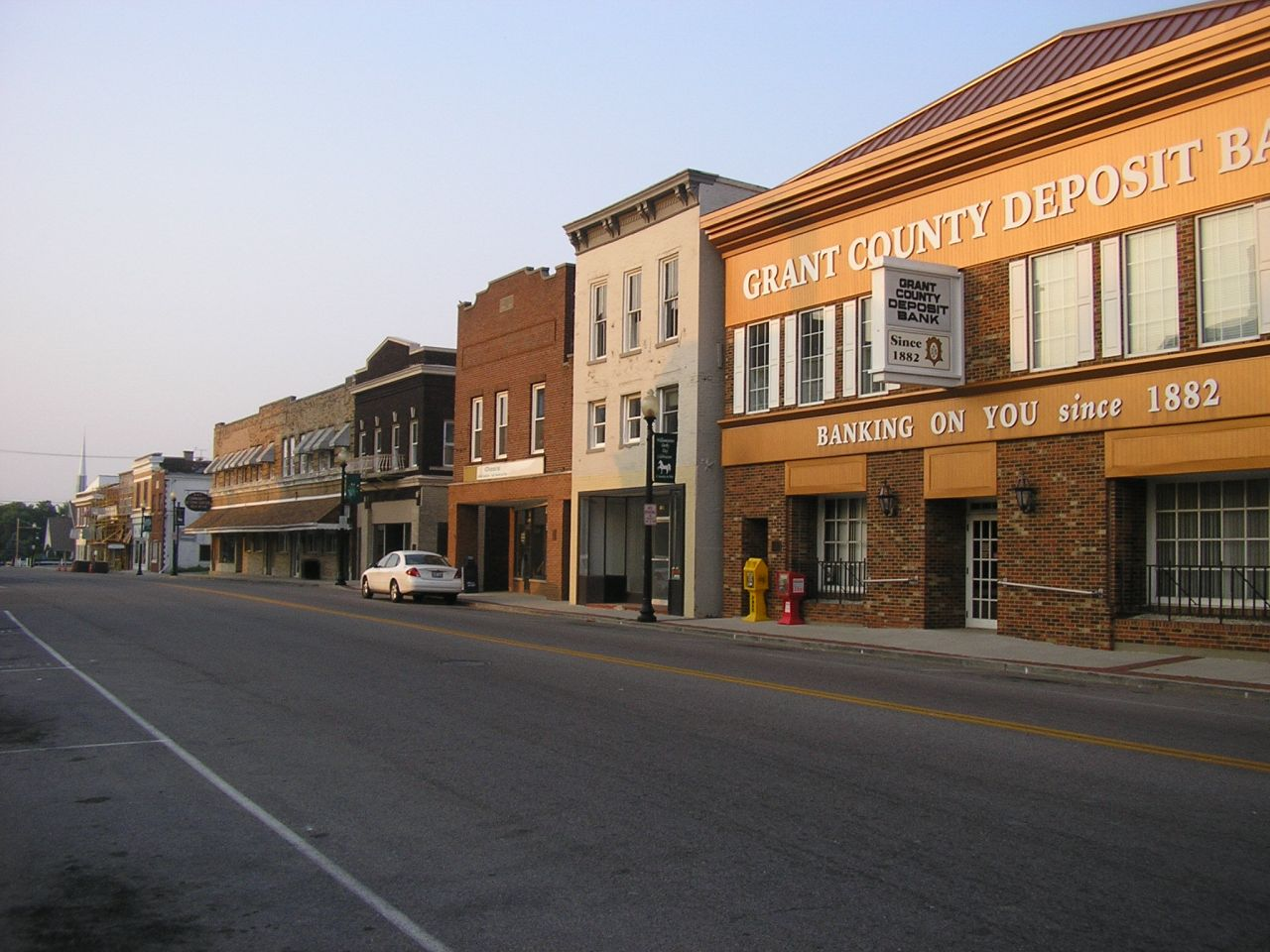
ویلیامزتاون

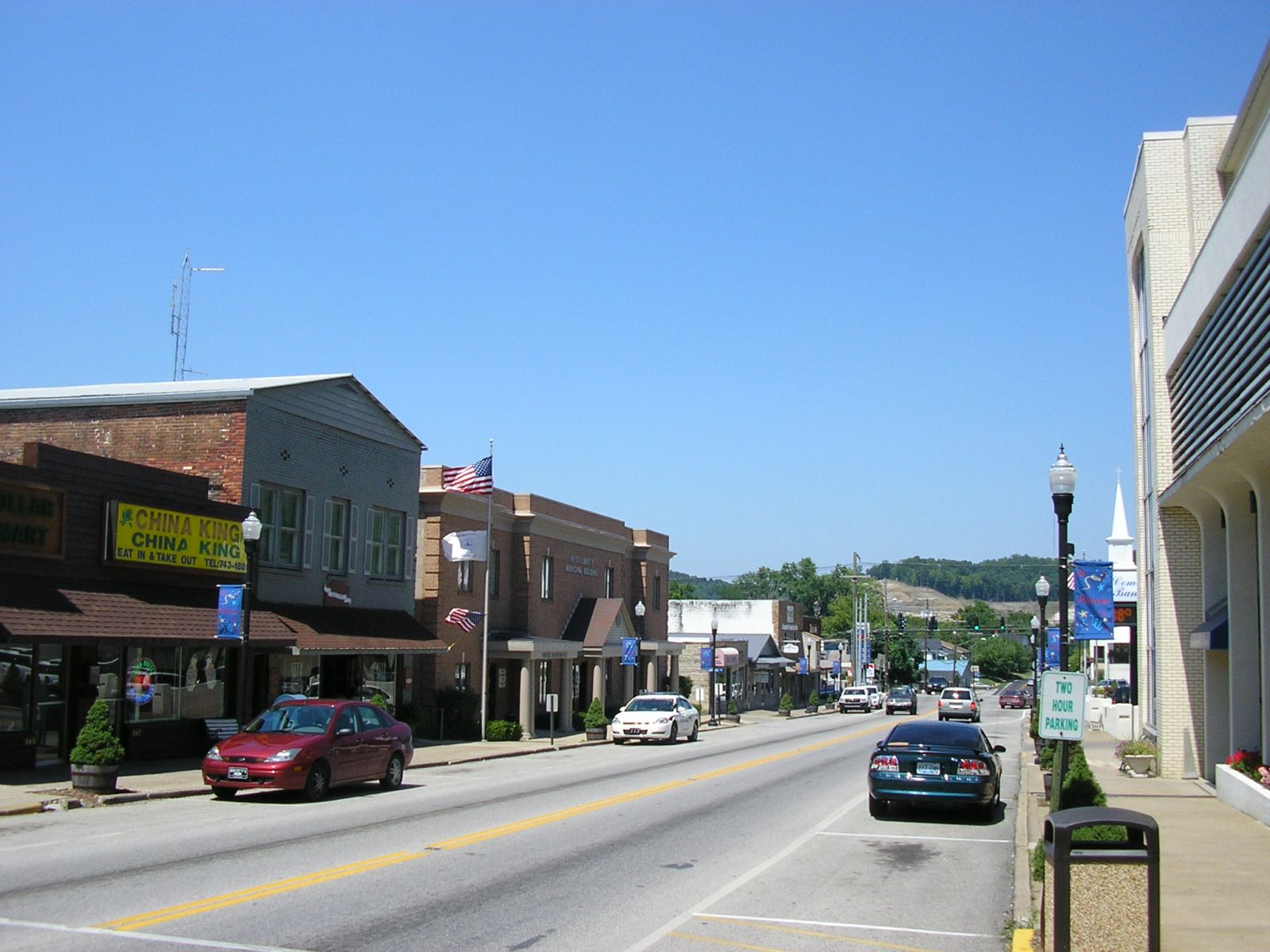
وست لیبرتی

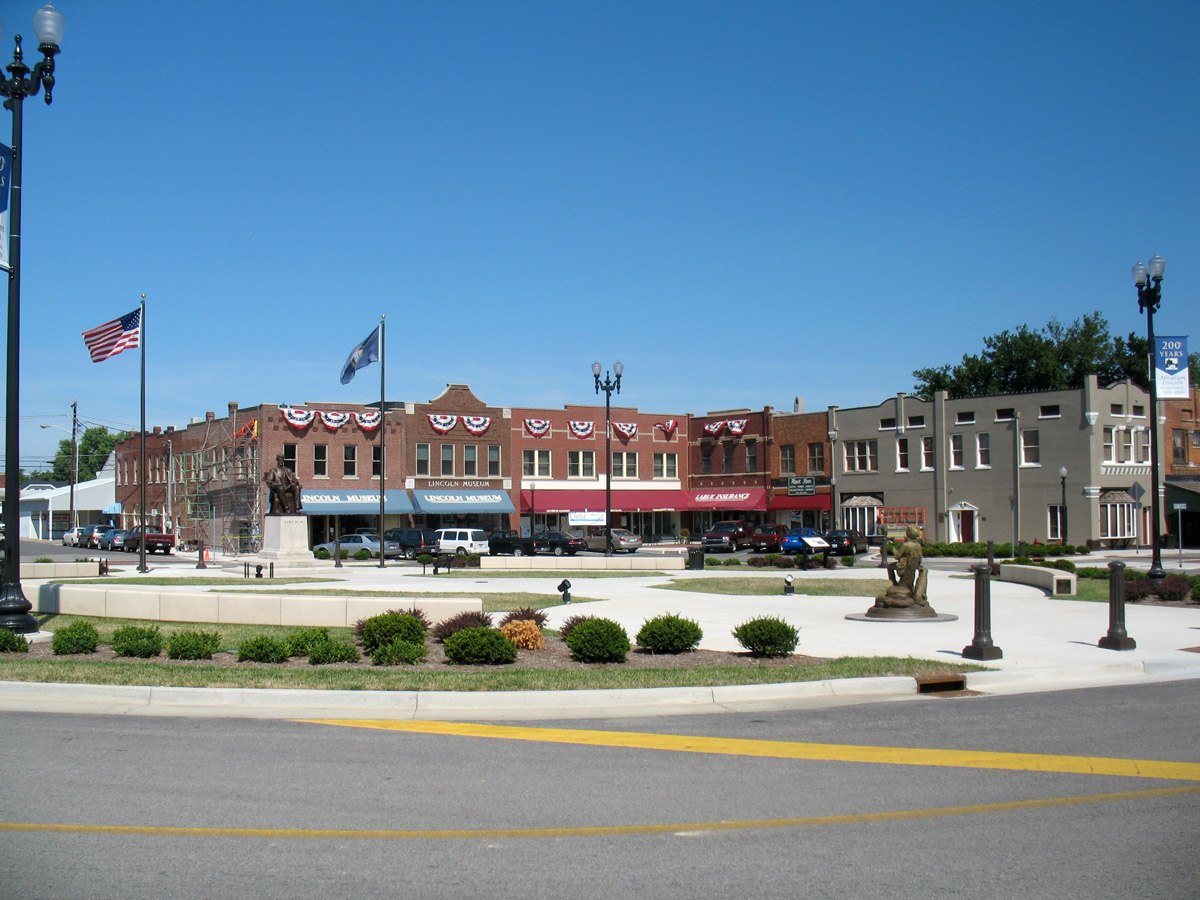
هاجنویل

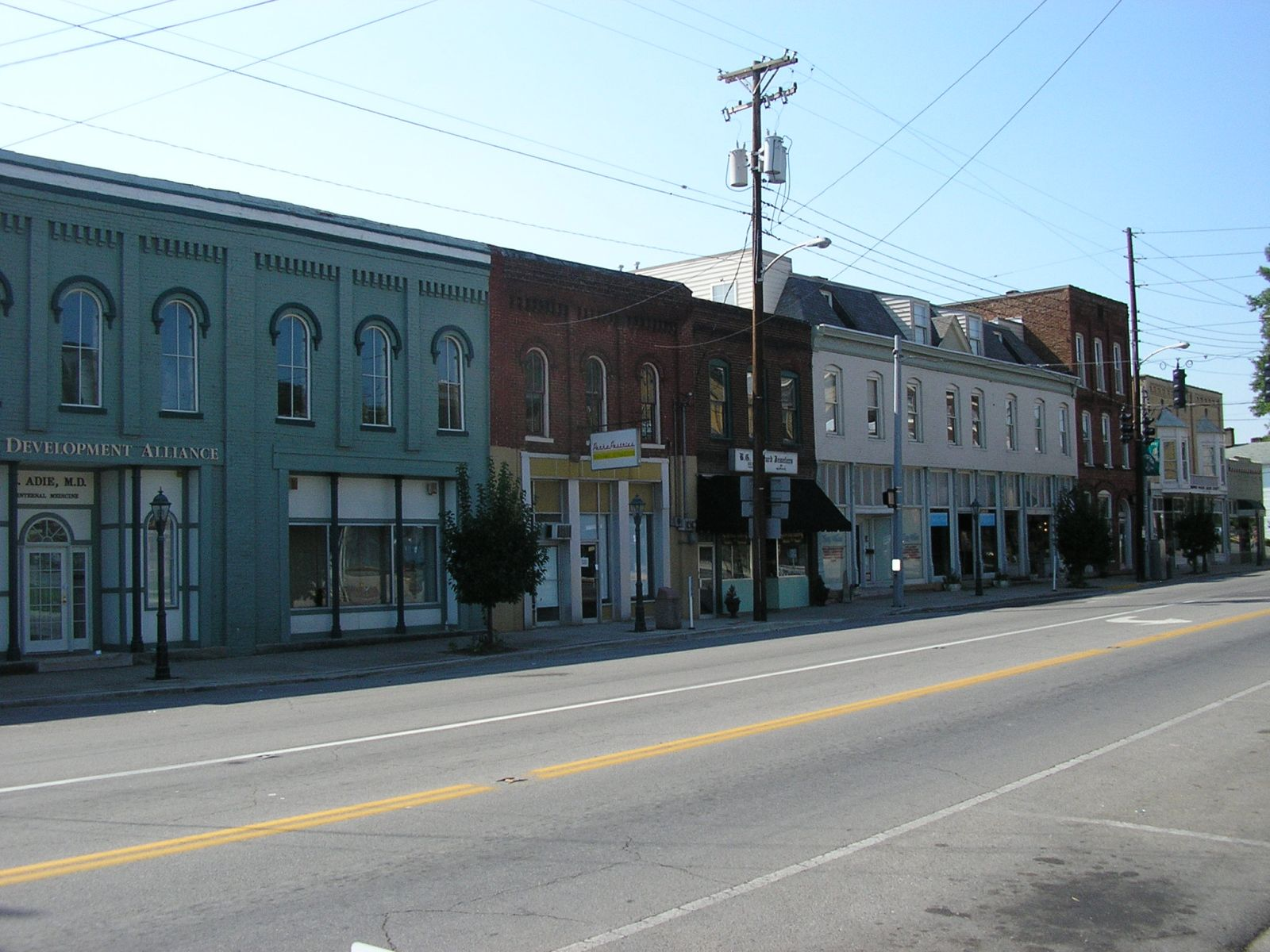
اروین

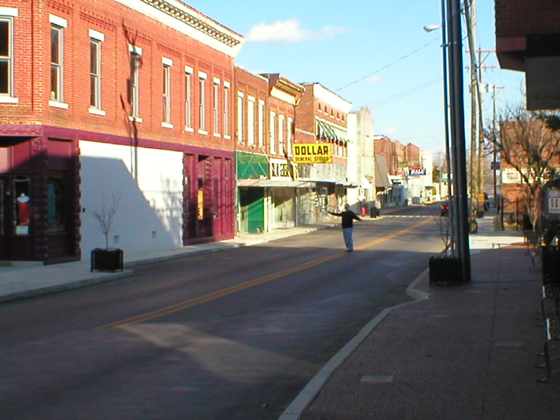
هورس کیو

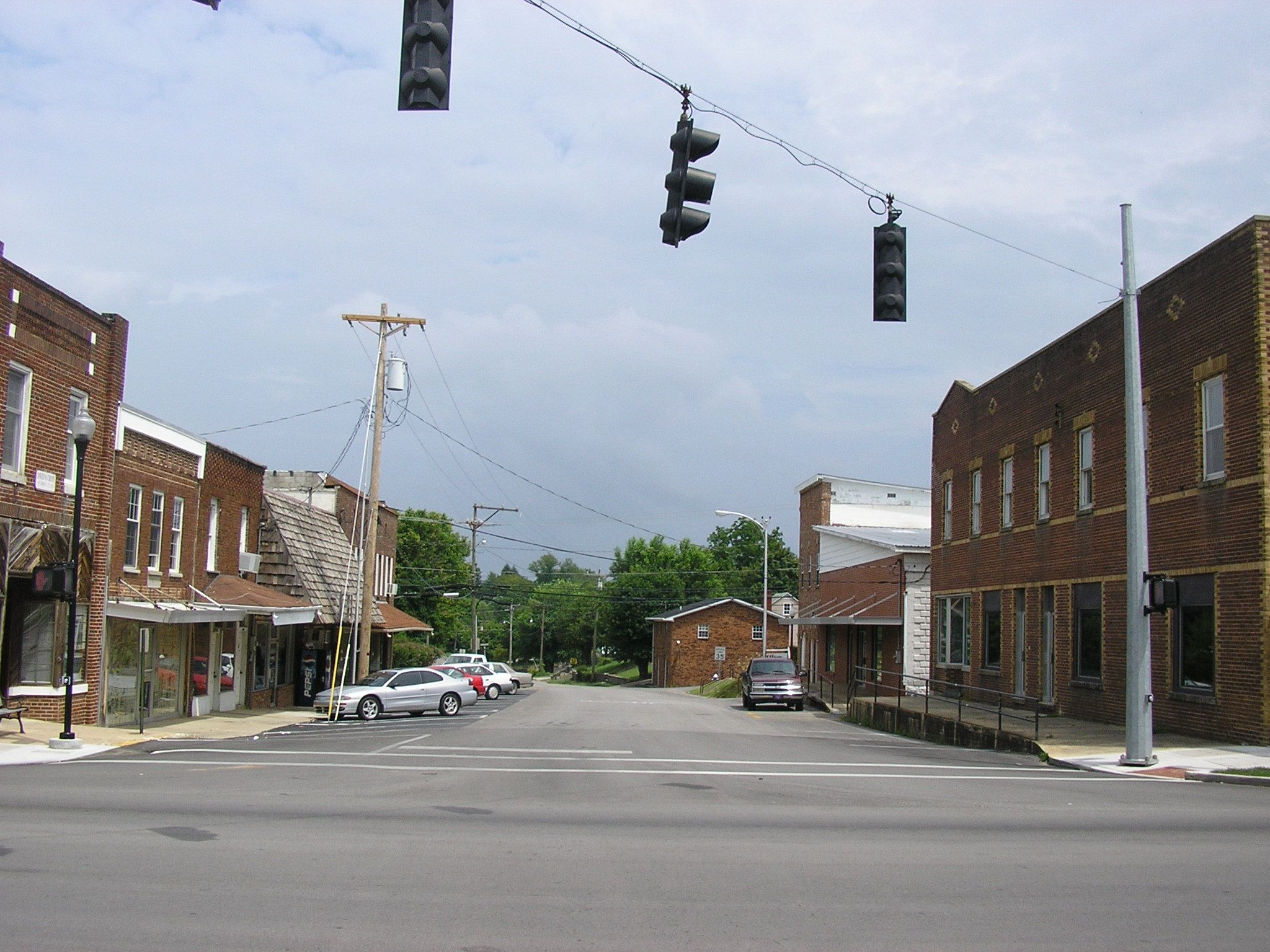
آلبانی

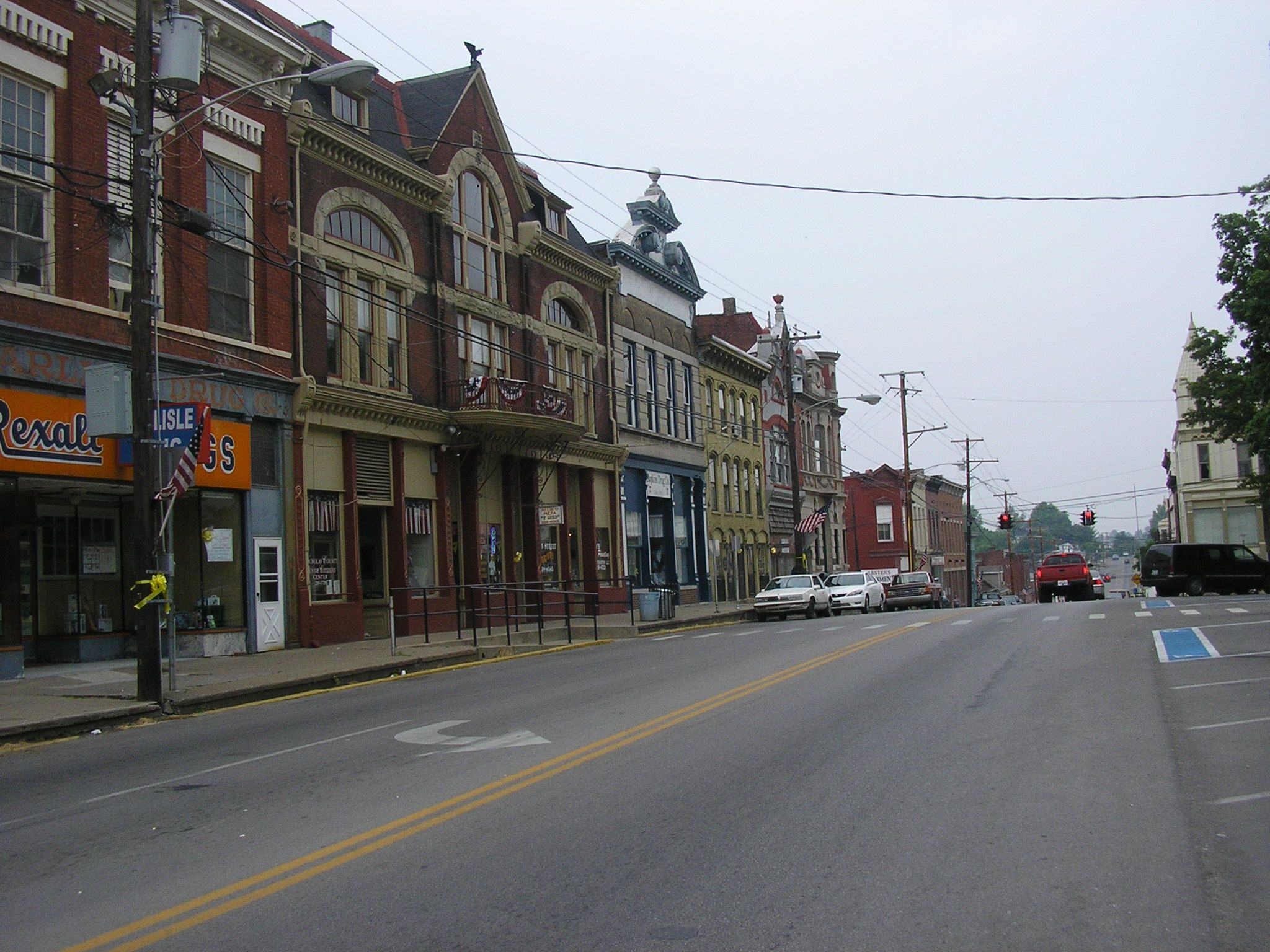
کارلیزل

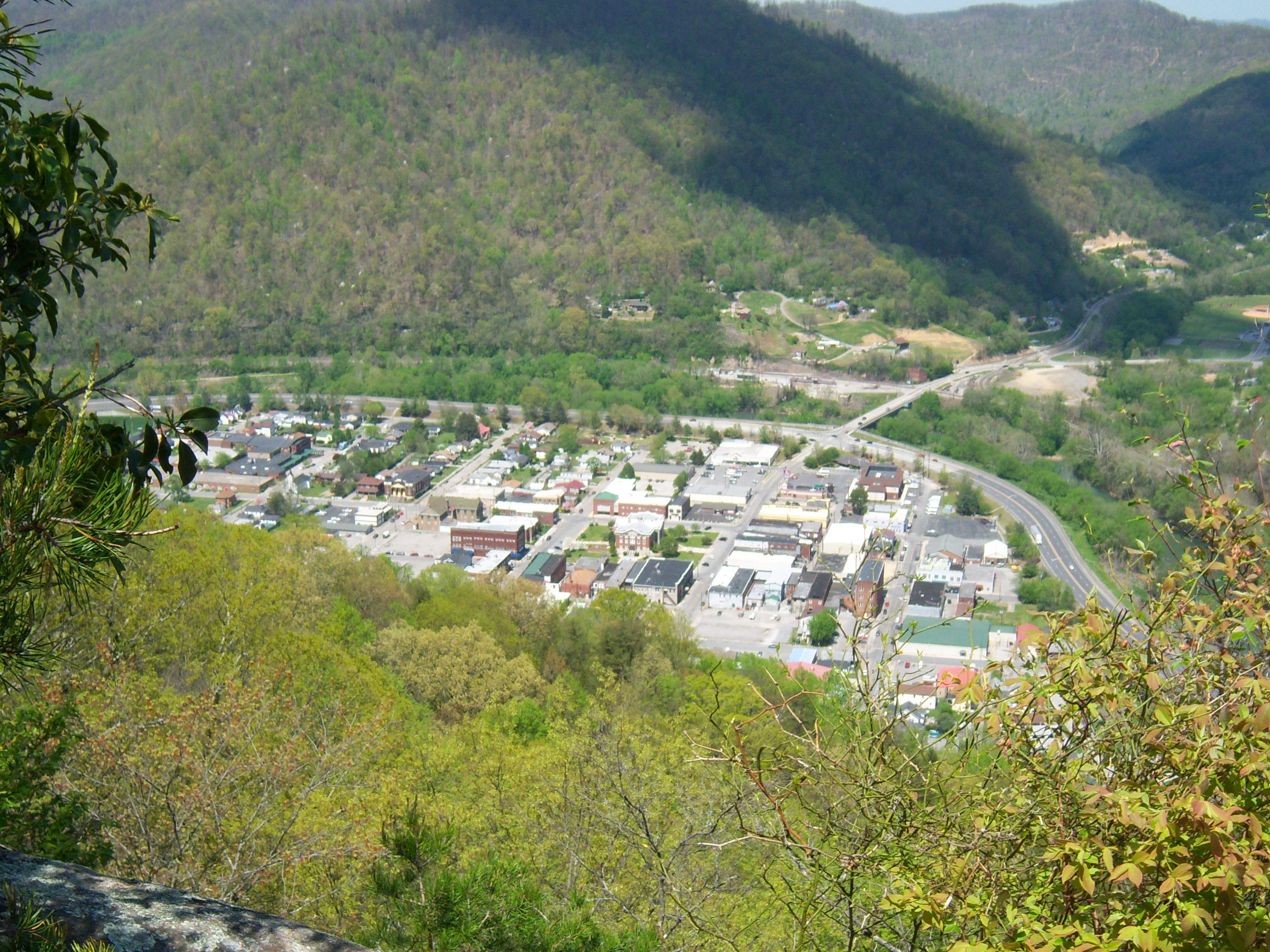
پاینویل

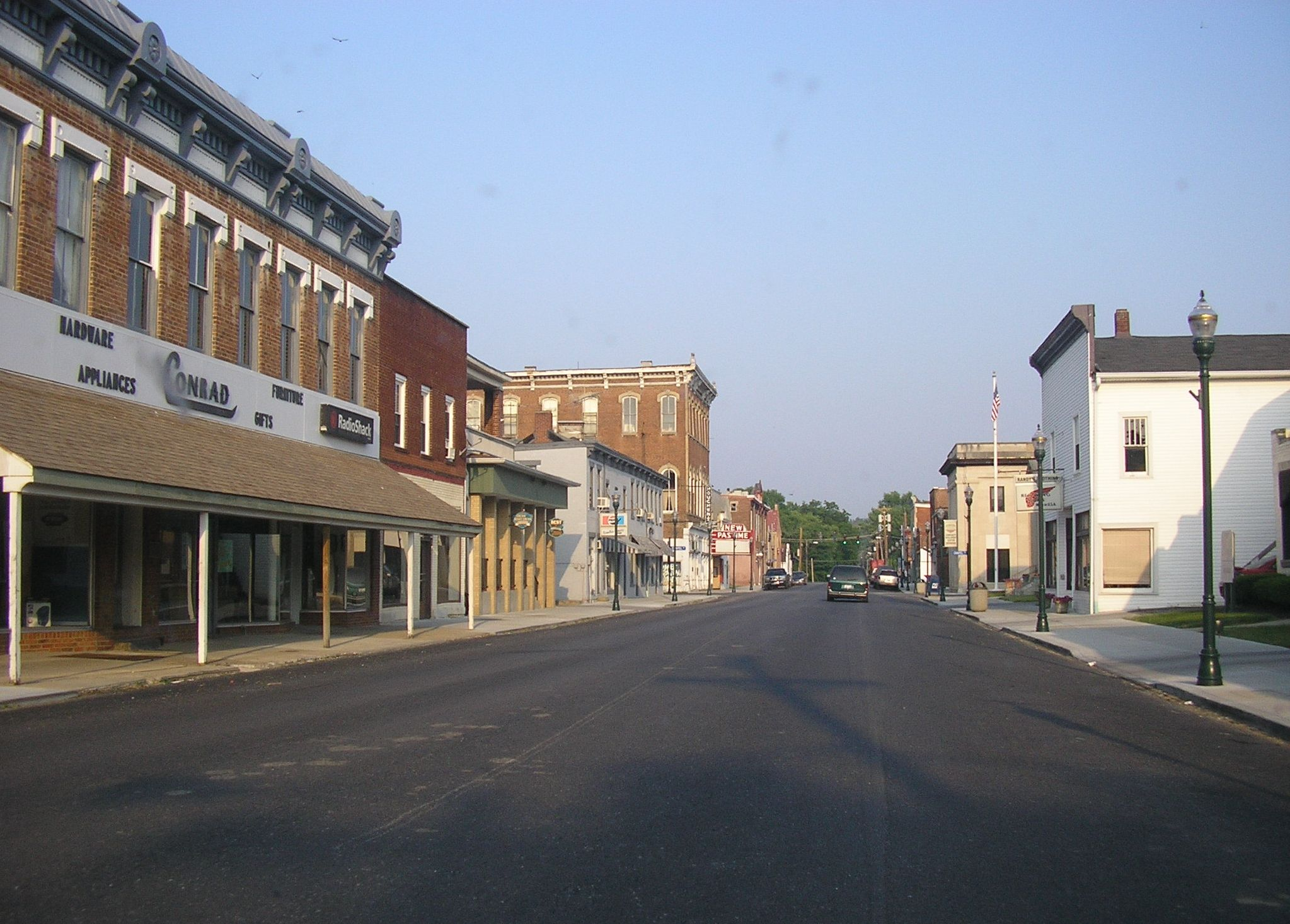
فلمت

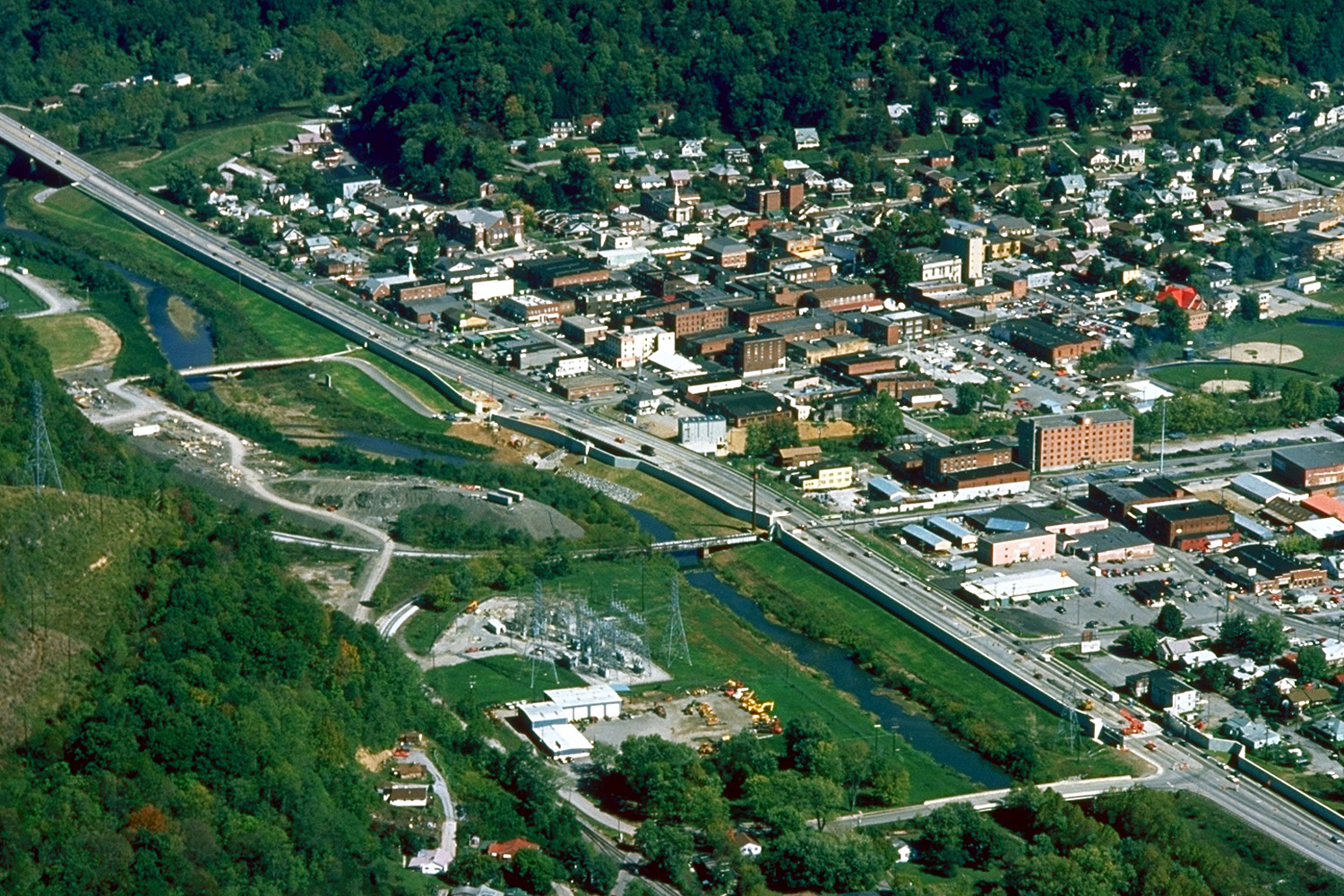
هارلن

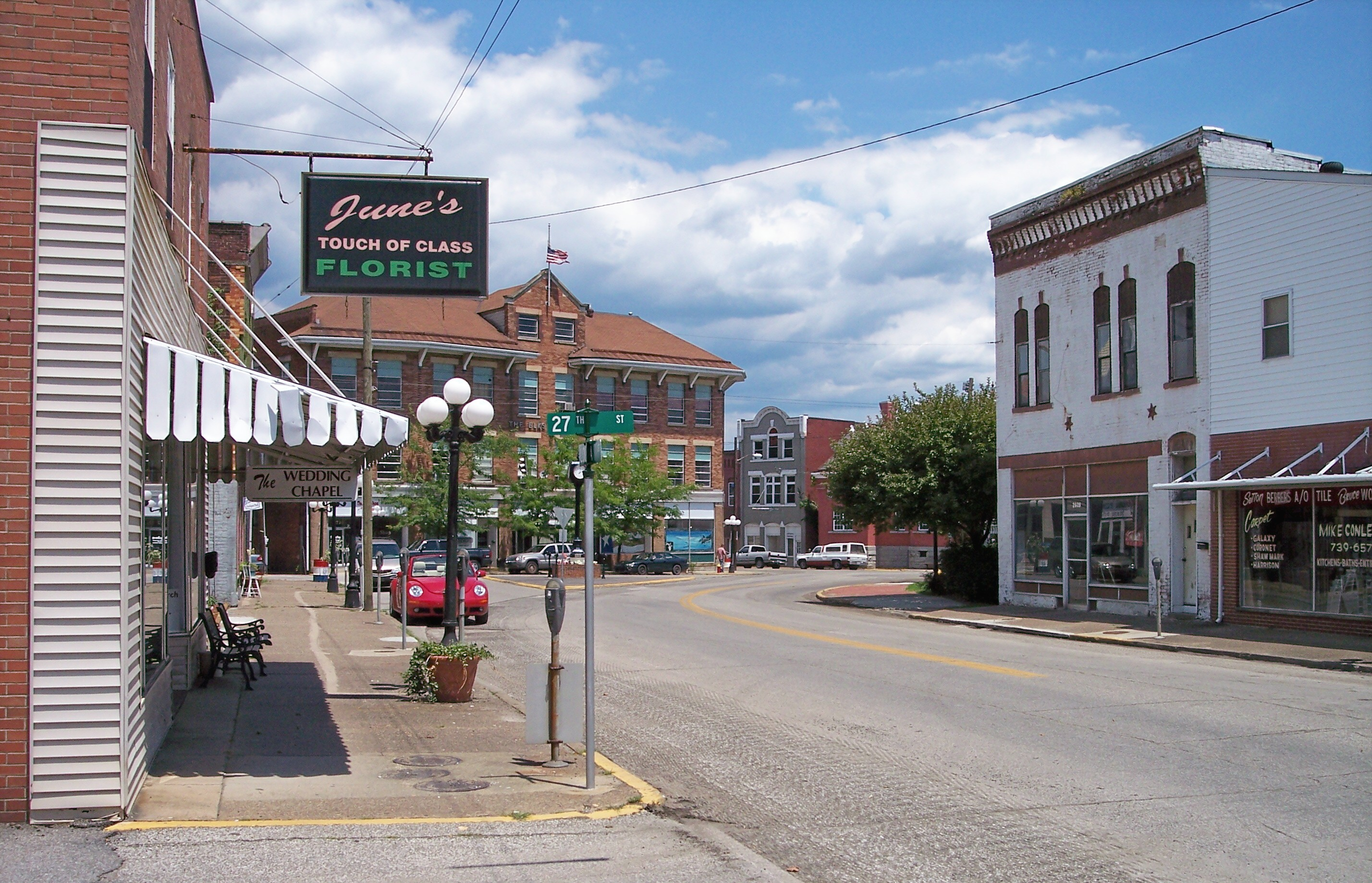
کتلتسبورگ

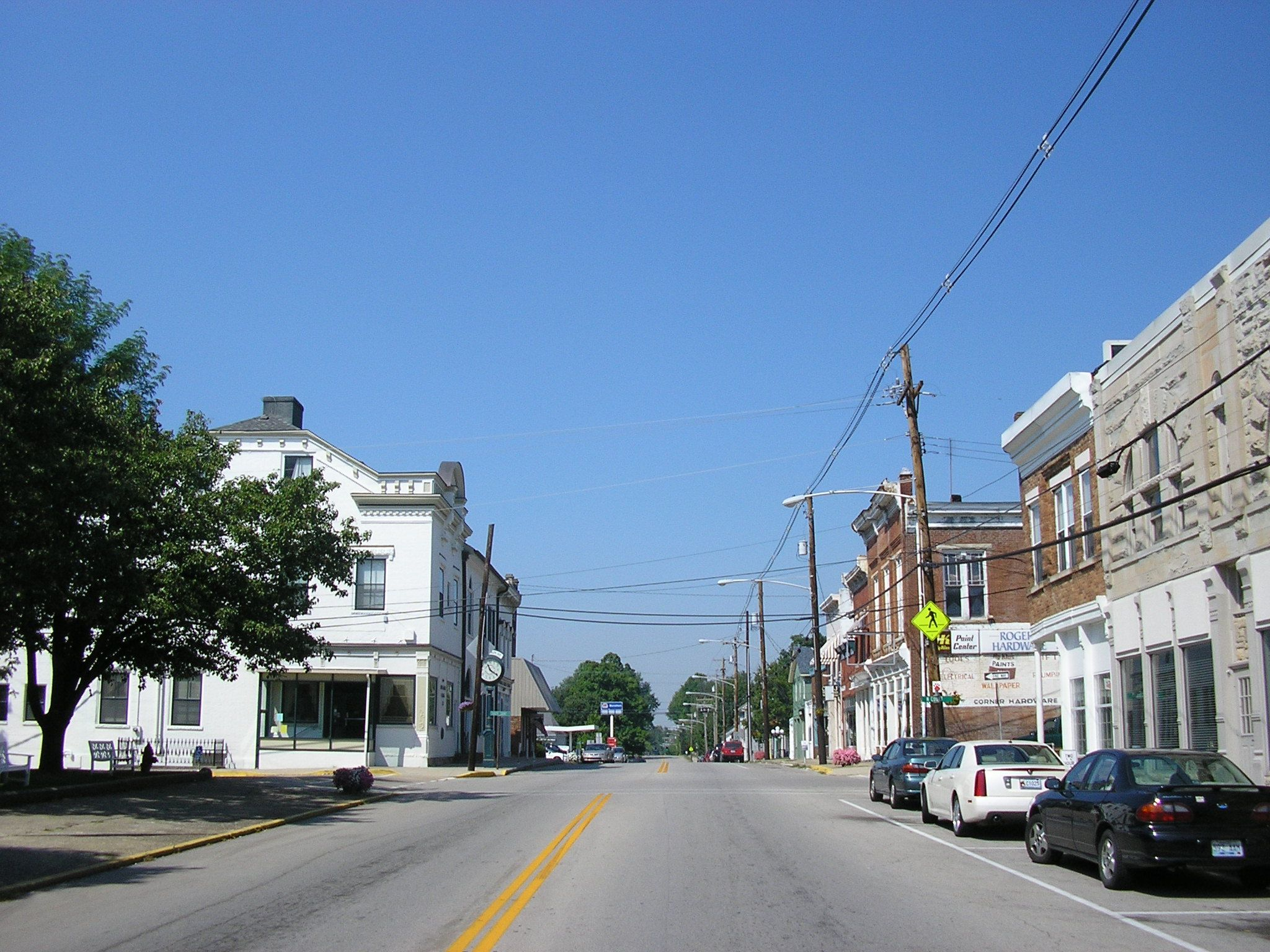
اووینگسویل

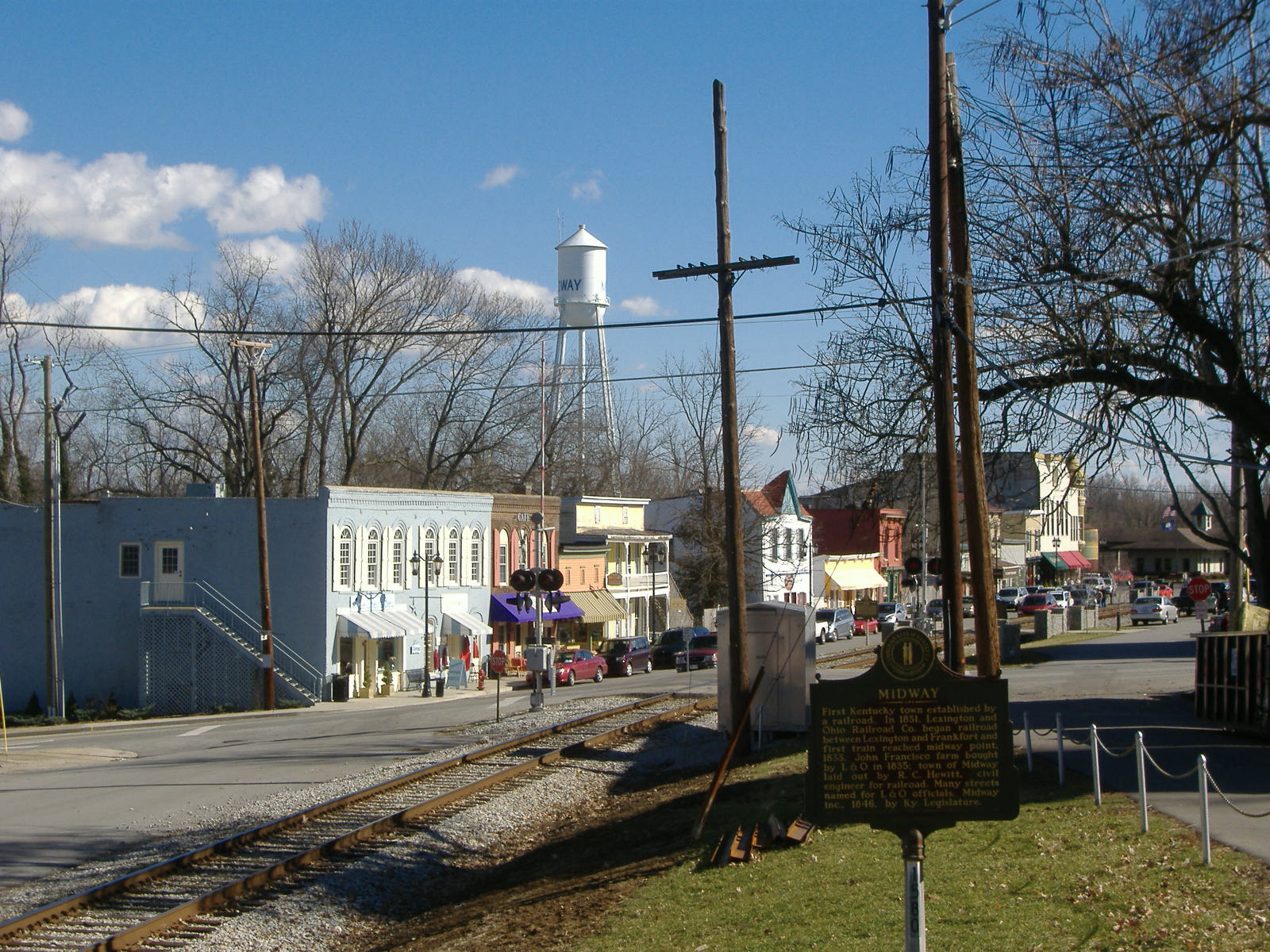
میدوی

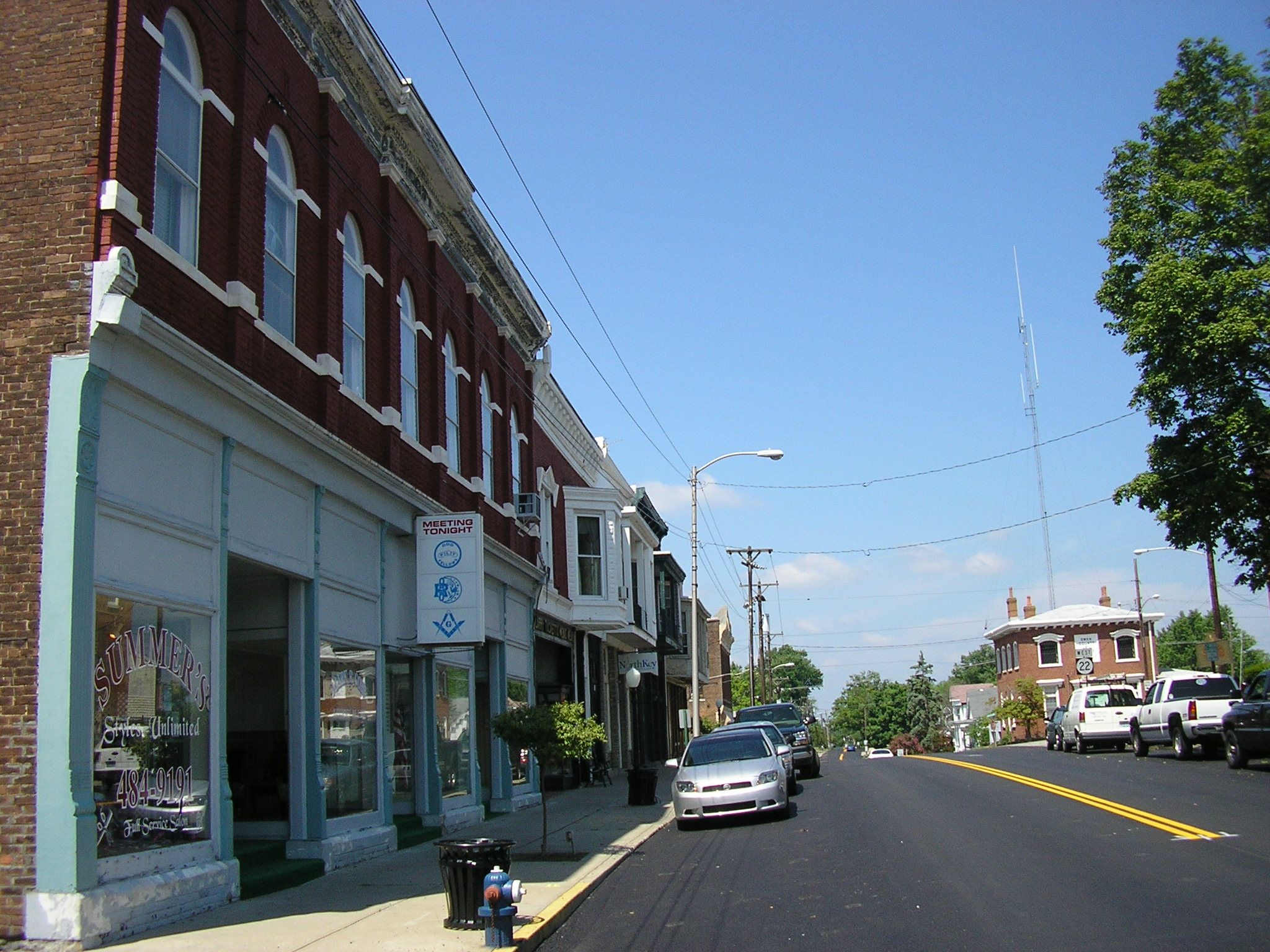
اوونتون

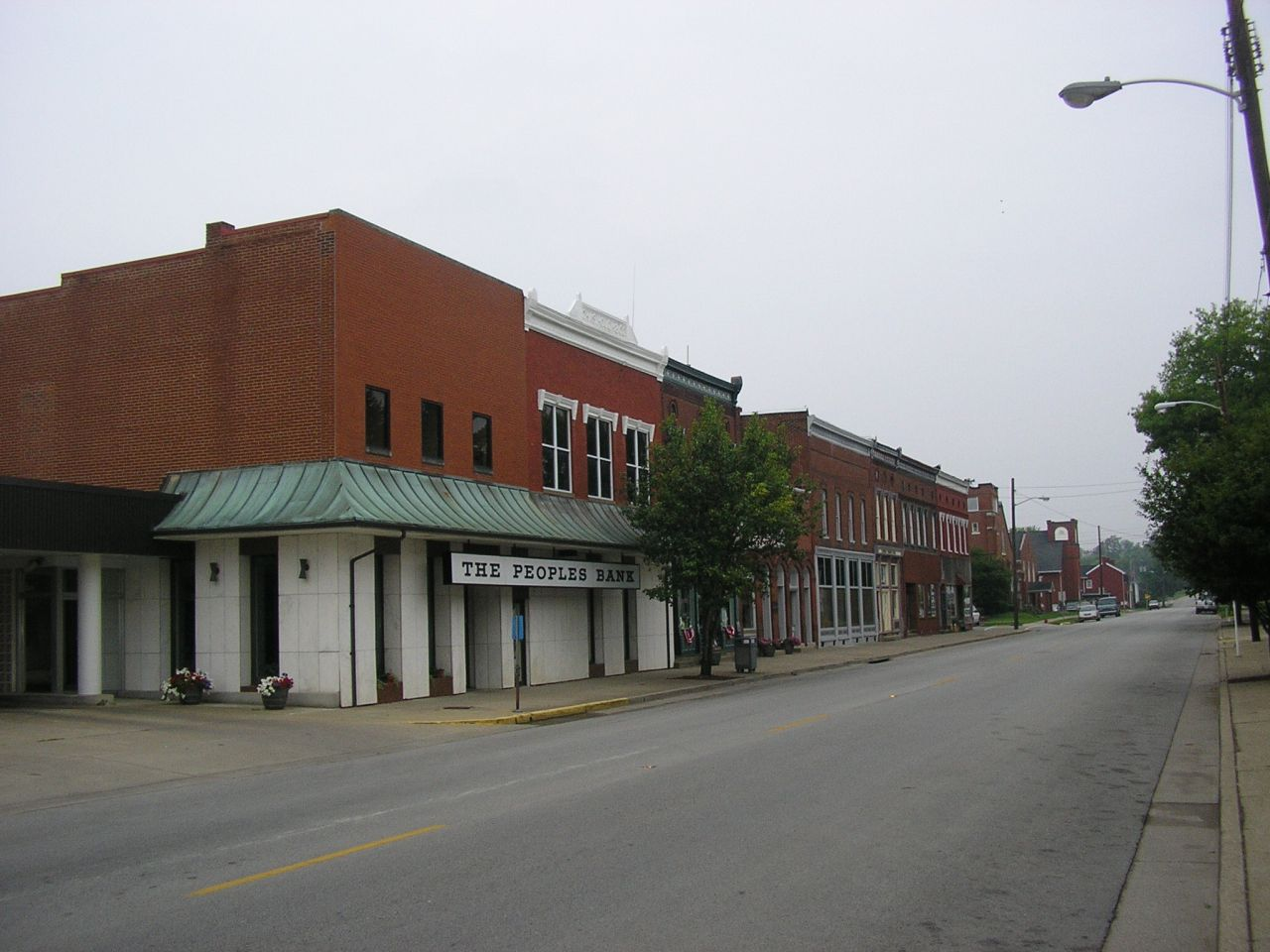
تایلورسویل

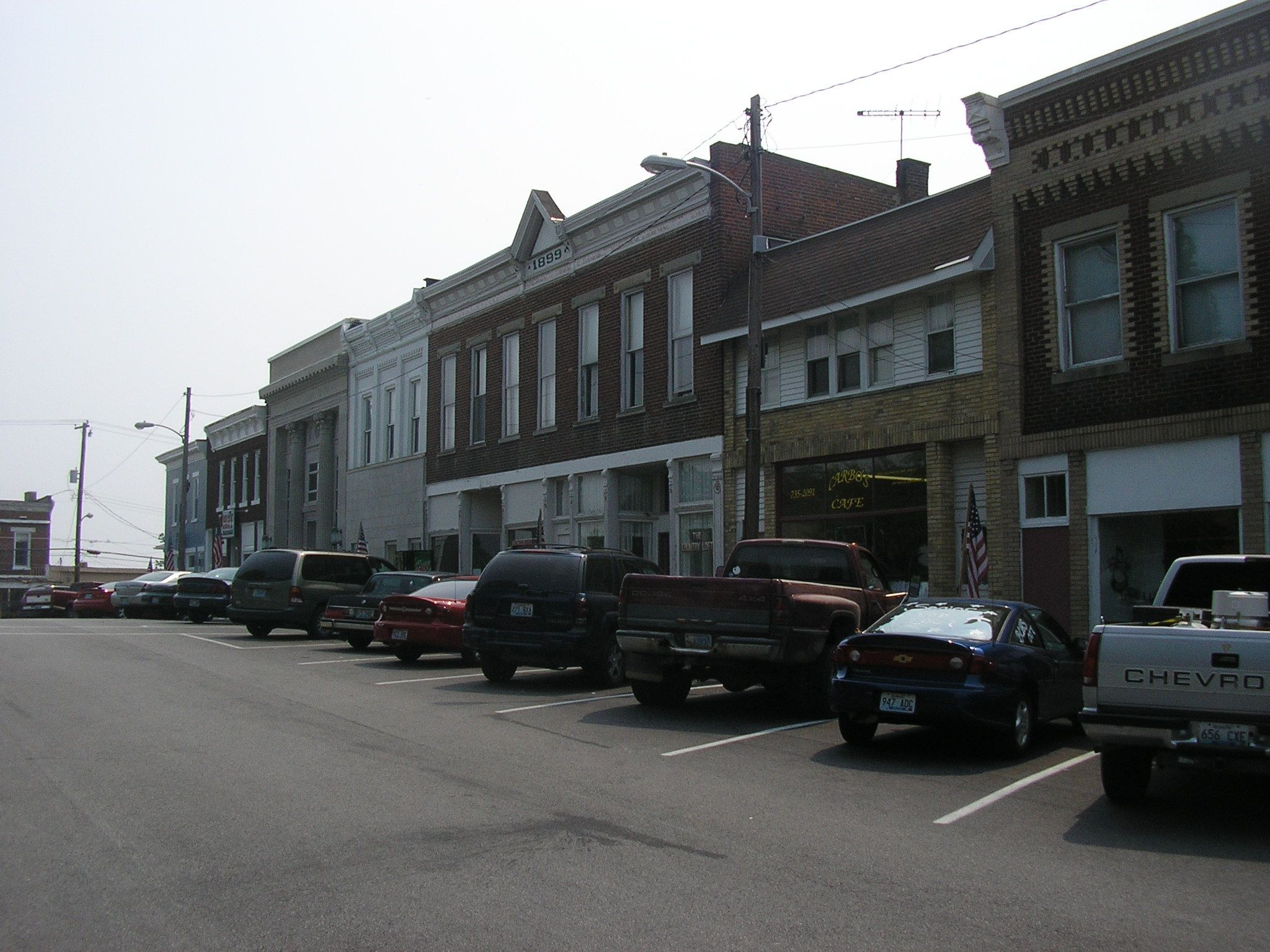
بروکسویل

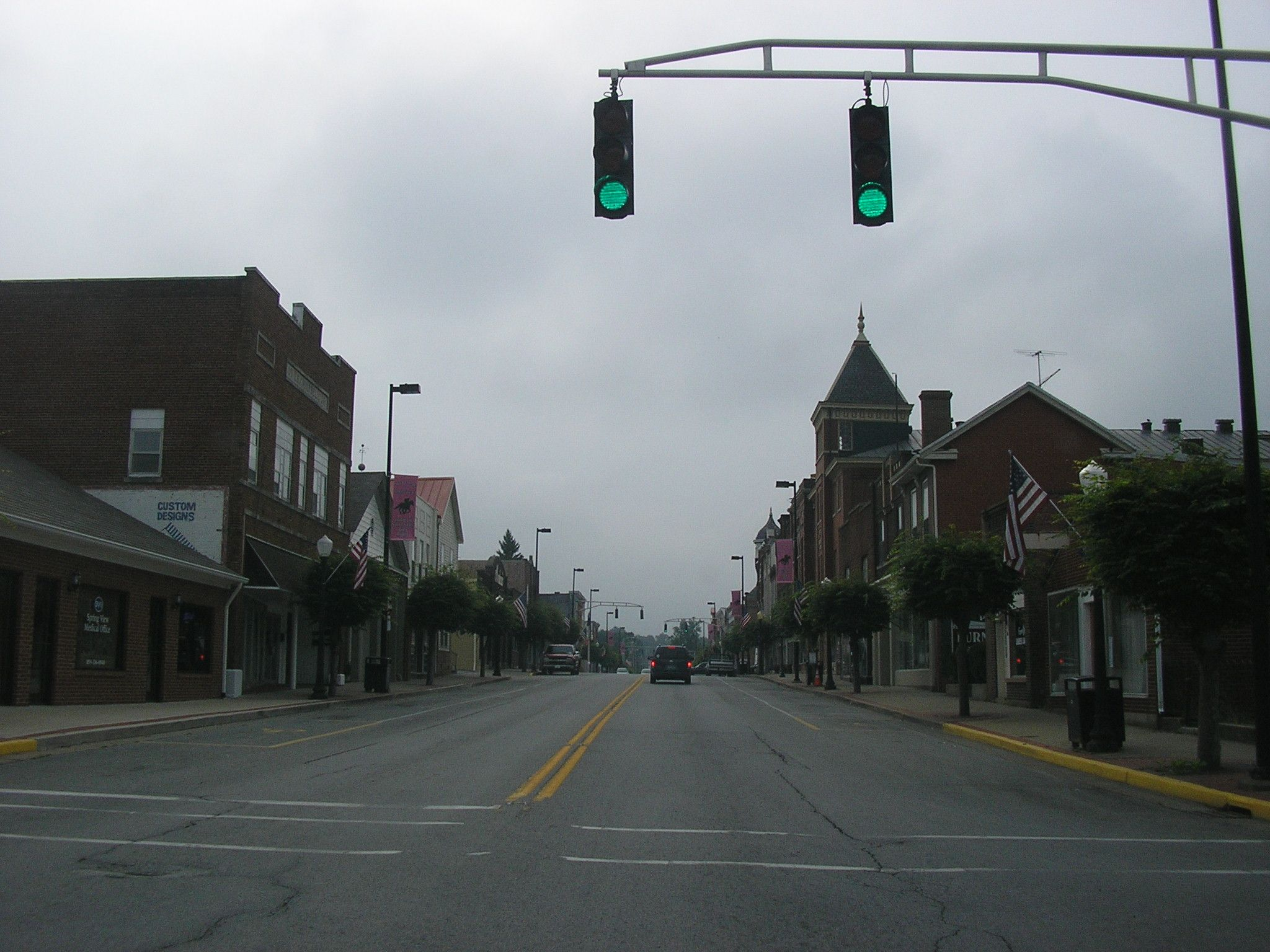
ویلیسبورگ

      مرکز شهرستان[A]

فهرست ۴۱۸ شهر ایالت کنتاکی:
| نام                         | جمعیت[B] | پایه | مساحت[B]                             | تأسیس | شهرستان[C]     |
| --------------------------- | -------- | ---- | ------------------------------------ | ----- | -------------- |
| آدایرویل، کنتاکی            | ۸۵۲      | ۵    | ۱٫۱ مایل مربع (۲٫۸ کیلومتر مربع)     |       | لوگان          |
| آلبانی                      | ۲٬۰۳۳    | ۴    | ۲٫۳ مایل مربع (۶٫۰ کیلومتر مربع)     | ۱۸۳۷  | کلینتن         |
| آلکساندریا، کنتاکی          | ۸٬۴۷۷    | ۴    | ۷٫۰ مایل مربع (۱۸٫۱ کیلومتر مربع)    | ۱۷۹۳  | کمبل           |
| آلن، کنتاکی                 | ۱۹۳      | ۶    | ۰٫۲ مایل مربع (۰٫۵ کیلومتر مربع)     |       | فلوید          |
| آنکریج، کنتاکی              | ۲٬۳۴۸    | ۴    | ۳٫۰ مایل مربع (۷٫۸ کیلومتر مربع)     | ۱۸۷۸  | جفرسن          |
| آرلینگتن، کنتاکی            | ۳۲۴      | ۶    | ۰٫۴ مایل مربع (۱٫۰ کیلومتر مربع)     | ۱۸۷۳  | کارلایل        |
| اشلند                       | ۲۱٬۶۸۴   | ۲    | ۱۰٫۸ مایل مربع (۲۸٫۰ کیلومتر مربع)   | ۱۸۵۴  | بوید           |
| آبرن، کنتاکی                | ۱٬۳۴۰    | ۵    | ۱٫۶ مایل مربع (۴٫۱ کیلومتر مربع)     | ۱۸۶۲  | لوگان          |
| ادبان، پارک، کنتاکی         | ۱٬۴۷۳    | ۵    | ۰٫۳ مایل مربع (۰٫۸ کیلومتر مربع)     |       | جفرسن          |
| آگوستا، کنتاکی              | ۱٬۱۹۰    | ۴    | ۱٫۶ مایل مربع (۴٫۱ کیلومتر مربع)     | ۱۷۹۷  | براکن          |
| بنکرافت، کنتاکی             | ۴۹۴      | ۶    | ۰٫۲ مایل مربع (۰٫۵ کیلومتر مربع)     |       | جفرسن          |
| باربورمید، کنتاکی           | ۱٬۲۱۸    | ۵    | ۰٫۴ مایل مربع (۱٫۰ کیلومتر مربع)     |       | جفرسن          |
| باربورویل، کنتاکی           | ۳٬۱۶۵    | ۴    | ۲٫۷ مایل مربع (۷٫۰ کیلومتر مربع)     | ۱۸۰۰  | ناکس           |
| بارداستاون، کنتاکی          | ۱۱٬۷۰۰   | ۴    | ۱۰٫۶ مایل مربع (۲۷٫۵ کیلومتر مربع)   | ۱۷۸۰  | نلسن           |
| باردول، کنتاکی              | ۷۲۳      | ۵    | ۰٫۹ مایل مربع (۲٫۳ کیلومتر مربع)     | ۱۷۸۴  | کارلایل        |
| بارلو، کنتاکی               | ۶۷۵      | ۶    | ۰٫۶ مایل مربع (۱٫۶ کیلومتر مربع)     | ۱۸۷۵  | بالارد         |
| بیتیویل، کنتاکی             | ۱٬۳۰۷    | ۵    | ۲٫۱ مایل مربع (۵٫۴ کیلومتر مربع)     | ۱۸۵۰  | لی             |
| بیور دم، کنتاکی             | ۳٬۴۰۹    | ۴    | ۲٫۶ مایل مربع (۶٫۷ کیلومتر مربع)     | ۱۸۰۰  | اوهایو         |
| بدفرد، کنتاکی               | ۵۹۹      | ۶    | ۰٫۳ مایل مربع (۰٫۸ کیلومتر مربع)     | ۱۸۱۸  | تریمبل         |
| بیچوود ویلیج، کنتاکی        | ۱٬۳۲۴    | ۵    | ۰٫۳ مایل مربع (۰٫۸ کیلومتر مربع)     |       | جفرسن          |
| بلفونت، کنتاکی              | ۸۸۸      | ۶    | ۰٫۹ مایل مربع (۲٫۳ کیلومتر مربع)     |       | گریناپ         |
| بلمید، کنتاکی               | ۸۶۵      | ۶    | ۰٫۳ مایل مربع (۰٫۸ کیلومتر مربع)     |       | جفرسن          |
| بلوو، کنتاکی                | ۵٬۹۵۵    | ۴    | ۰٫۹ مایل مربع (۲٫۳ کیلومتر مربع)     | ۱۸۷۰  | کمبل           |
| بلوود، کنتاکی               | ۳۲۱      | ۶    | ۰٫۱ مایل مربع (۰٫۳ کیلومتر مربع)     |       | جفرسن          |
| بنهام، کنتاکی               | ۵۰۰      | ۵    | ۰٫۲ مایل مربع (۰٫۵ کیلومتر مربع)     | ۱۹۱۱  | هارلن          |
| بنتن، کنتاکی                | ۴٬۳۴۹    | ۴    | ۴٫۲ مایل مربع (۱۰٫۹ کیلومتر مربع)    | ۱۸۴۲  | مارشال         |
| بریا، کنتاکی                | ۱۳٬۵۶۱   | ۴    | ۱۶٫۱ مایل مربع (۴۱٫۷ کیلومتر مربع)   | ۱۸۵۴  | مدیسون         |
| بری، کنتاکی                 | ۲۶۴      | ۶    | ۰٫۳ مایل مربع (۰٫۸ کیلومتر مربع)     | ۱۸۵۶  | هریسون         |
| بلیکی، کنتاکی               | ۱۲۰      | ۶    | ۰٫۵ مایل مربع (۱٫۳ کیلومتر مربع)     | ۱۹۰۸  | لتچر           |
| بلین، کنتاکی                | ۴۷       | ۶    | ۰٫۳ مایل مربع (۰٫۸ کیلومتر مربع)     | ۱۸۲۲  | لارنس          |
| بلومفیلد، کنتاکی            | ۸۳۸      | ۵    | ۱٫۳ مایل مربع (۳٫۴ کیلومتر مربع)     | ۱۸۰۳  | نلسن           |
| بلو ریج منر، کنتاکی         | ۷۶۷      | ۶    | ۰٫۲ مایل مربع (۰٫۵ کیلومتر مربع)     |       | جفرسن          |
| بانیویل، کنتاکی             | ۲۵۵      | ۶    | ۰٫۶ مایل مربع (۱٫۶ کیلومتر مربع)     |       | هارت           |
| بونویل، کنتاکی              | ۸۱       | ۶    | ۰٫۶ مایل مربع (۱٫۶ کیلومتر مربع)     | ۱۸۴۶  | آوسلی          |
| بوولینگ گرین، کنتاکی        | ۵۸٬۰۶۷   | ۲    | ۳۸٫۱ مایل مربع (۹۸٫۷ کیلومتر مربع)   | ۱۸۰۲  | وارن           |
| بردفوردسویل، کنتاکی         | ۲۹۴      | ۶    | ۰٫۳ مایل مربع (۰٫۸ کیلومتر مربع)     |       | ماریون         |
| برندنبرگ، کنتاکی            | ۲٬۶۴۳    | ۵    | ۳٫۹ مایل مربع (۱۰٫۱ کیلومتر مربع)    | ۱۸۲۵  | مید            |
| برمن، کنتاکی                | ۱۹۷      | ۶    | ۰٫۲ مایل مربع (۰٫۵ کیلومتر مربع)     |       | مولنبرگ        |
| برایروود، کنتاکی            | ۴۳۵      | ۶    | ۰٫۱ مایل مربع (۰٫۳ کیلومتر مربع)     |       | جفرسن          |
| برودهد، کنتاکی              | ۱٬۲۱۱    | ۵    | ۱٫۸ مایل مربع (۴٫۷ کیلومتر مربع)     | ۱۸۶۸  | راک کاسل       |
| بروئک پوینت، کنتاکی         | ۲۷۲      | ۶    | ۰٫۱ مایل مربع (۰٫۳ کیلومتر مربع)     |       | جفرسن          |
| براملی، برام، کنتاکی        | ۷۶۳      | ۵    | ۰٫۴ مایل مربع (۱٫۰ کیلومتر مربع)     |       | کنتون          |
| بروکسویل                    | ۶۴۲      | ۵    | ۰٫۵ مایل مربع (۱٫۳ کیلومتر مربع)     | ۱۸۳۹  | براکن          |
| برونسبارو فارم، کنتاکی      | ۶۴۸      | ۶    | ۰٫۲ مایل مربع (۰٫۵ کیلومتر مربع)     |       | جفرسن          |
| برونسبارو ویلیج، کنتاکی     | ۳۱۹      | ۶    | ۰٫۱ مایل مربع (۰٫۳ کیلومتر مربع)     |       | جفرسن          |
| براونزویل، کنتاکی           | ۸۳۶      | ۵    | ۲٫۶ مایل مربع (۶٫۷ کیلومتر مربع)     | ۱۸۲۶  | ادمونسن        |
| باکهورن، کنتاکی             | ۱۶۲      | ۶    | ۰٫۴ مایل مربع (۱٫۰ کیلومتر مربع)     |       | پری            |
| برگین، کنتاکی               | ۹۶۵      | ۵    | ۱٫۳ مایل مربع (۳٫۴ کیلومتر مربع)     | ۱۸۷۷  | مرسر           |
| برکسویل، کنتاکی             | ۱٬۵۲۱    | ۵    | ۲٫۶ مایل مربع (۶٫۷ کیلومتر مربع)     | ۱۷۹۸  | کامبرلند       |
| برلینگتن، کنتاکی            | ۱۵٬۹۲۶   | CDP  | ۸٫۸ مایل مربع (۲۲٫۸ کیلومتر مربع)    | ۱۷۹۹  | بون            |
| برنساید، کنتاکی             | ۶۱۱      | ۵    | ۸٫۲ مایل مربع (۲۱٫۲ کیلومتر مربع)    | ۱۸۷۷  | پلسکی          |
| باتلر، کنتاکی               | ۶۱۲      | ۵    | ۰٫۲ مایل مربع (۰٫۵ کیلومتر مربع)     | ۱۸۳۰  | پندلتن         |
| کادیس، کنتاکی               | ۲٬۵۵۸    | ۴    | ۲٫۹ مایل مربع (۷٫۵ کیلومتر مربع)     | ۱۸۲۰  | تریگ           |
| کلهون، کنتاکی               | ۷۶۳      | ۵    | ۰٫۷ مایل مربع (۱٫۸ کیلومتر مربع)     | ۱۷۸۵  | مک‌لین          |
| کالیفرنیا، کنتاکی           | ۹۰       | ۶    | ۰٫۳ مایل مربع (۰٫۸ کیلومتر مربع)     |       | کمبل           |
| کلورت سیتی، کنتاکی          | ۲٬۵۶۶    | ۴    | ۱۶٫۷ مایل مربع (۴۳٫۳ کیلومتر مربع)   | ۱۸۷۲  | مارشال         |
| کامارگو، کنتاکی             | ۱٬۰۸۱    | ۵    | ۲٫۲ مایل مربع (۵٫۷ کیلومتر مربع)     |       | مونتگومری      |
| کمبریج، کنتاکی              | ۱۷۵      | ۶    | ۰٫۱ مایل مربع (۰٫۳ کیلومتر مربع)     |       | جفرسن          |
| کمپبلسبورگ، کنتاکی          | ۸۱۳      | ۵    | ۱٫۶ مایل مربع (۴٫۱ کیلومتر مربع)     |       | هنری           |
| کمپبلسویل                   | ۹٬۱۰۸    | ۳    | ۵٫۱ مایل مربع (۱۳٫۲ کیلومتر مربع)    | ۱۸۱۴  | تیلور          |
| کمپتون، کنتاکی              | ۴۴۱      | ۶    | ۱٫۰ مایل مربع (۲٫۶ کیلومتر مربع)     | ۱۸۶۰  | وولف           |
| کنیویل، کنتاکی              | ۶۰۸      | ۶    | ۱٫۶ مایل مربع (۴٫۱ کیلومتر مربع)     |       | گریسون         |
| کارلیزل                     | ۲٬۰۱۰    | ۴    | ۱٫۳ مایل مربع (۳٫۴ کیلومتر مربع)     | ۱۸۱۶  | نیکلاس         |
| کرلتن                       | ۳٬۹۳۸    | ۴    | ۲٫۰ مایل مربع (۵٫۲ کیلومتر مربع)     | ۱۷۹۴  | کرول           |
| کرسویل، کنتاکی              | ۵۰       | ۶    | ۰٫۱ مایل مربع (۰٫۳ کیلومتر مربع)     |       | لیوینگستون     |
| کتلتسبورگ                   | ۱٬۸۵۶    | ۴    | ۱٫۶ مایل مربع (۴٫۱ کیلومتر مربع)     | ۱۸۴۹  | بوید           |
| کیو سیتی، کنتاکی            | ۲٬۲۴۰    | ۴    | ۴٫۴ مایل مربع (۱۱٫۴ کیلومتر مربع)    | ۱۸۶۶  | برن            |
| سنترتاون، کنتاکی            | ۴۲۳      | ۶    | ۰٫۳ مایل مربع (۰٫۸ کیلومتر مربع)     |       | اوهایو         |
| سنترال سیتی، کنتاکی         | ۵٬۹۷۸    | ۴    | ۵٫۲ مایل مربع (۱۳٫۵ کیلومتر مربع)    | ۱۸۷۳  | مولنبرگ        |
| کلارکسون، کنتاکی            | ۸۷۵      | ۶    | ۱٫۱ مایل مربع (۲٫۸ کیلومتر مربع)     |       | گریسون         |
| کلی، کنتاکی                 | ۱٬۱۸۱    | ۵    | ۰٫۹ مایل مربع (۲٫۳ کیلومتر مربع)     |       | وبستر          |
| کلی سیتی، کنتاکی            | ۱٬۰۷۷    | ۵    | ۰٫۹ مایل مربع (۲٫۳ کیلومتر مربع)     |       | پاول           |
| کلینتون، کنتاکی             | ۱٬۳۸۸    | ۵    | ۱٫۶ مایل مربع (۴٫۱ کیلومتر مربع)     | ۱۸۲۸  | هیکمن          |
| کلوورپورت، کنتاکی           | ۱٬۱۵۲    | ۵    | ۱٫۵ مایل مربع (۳٫۹ کیلومتر مربع)     |       | برکینریج       |
| کوول ران ویلیج، کنتاکی      | ۱٬۷۰۶    | ۶    | ۸٫۶ مایل مربع (۲۲٫۳ کیلومتر مربع)    |       | پایک           |
| کولد اسپرینگ، کنتاکی        | ۵٬۹۱۲    | ۵    | ۴٫۷ مایل مربع (۱۲٫۲ کیلومتر مربع)    |       | کمبل           |
| کولداستریم، کنتاکی          | ۱٬۱۰۰    | ۶    | ۰٫۲ مایل مربع (۰٫۵ کیلومتر مربع)     |       | جفرسن          |
| کلمبیا، کنتاکی              | ۴٬۴۵۲    | ۴    | ۴٫۹ مایل مربع (۱۲٫۷ کیلومتر مربع)    | ۱۸۰۰  | ادیر           |
| کلومبوس، کنتاکی             | ۱۷۰      | ۵    | ۰٫۳ مایل مربع (۰٫۸ کیلومتر مربع)     |       | هیکمن          |
| کانسرد، کنتاکی              | ۳۵       | ۶    | ۰٫۱ مایل مربع (۰٫۳ کیلومتر مربع)     |       | لوئیس          |
| کربین                       | ۷٬۳۰۴    | ۴    | ۷٫۹ مایل مربع (۲۰٫۵ کیلومتر مربع)    | ۱۸۸۳  | ویتلی ناکس     |
| کرینس، کنتاکی               | ۲۳۲      | ۶    | ۲٫۱ مایل مربع (۵٫۴ کیلومتر مربع)     |       | گرنت           |
| کوریدن، کنتاکی              | ۷۲۰      | ۵    | ۰٫۵ مایل مربع (۱٫۳ کیلومتر مربع)     |       | هندرسون        |
| کاوینگتن، کنتاکی            | ۴۰٬۶۴۰   | ۲    | ۱۳٫۸ مایل مربع (۳۵٫۷ کیلومتر مربع)   | ۱۸۱۵  | کنتون          |
| کرب ارچرد، کنتاکی           | ۸۴۱      | ۶    | ۱٫۸ مایل مربع (۴٫۷ کیلومتر مربع)     |       | لینکلن         |
| کریکساید، کنتاکی            | ۳۰۵      | ۶    | ۰٫۱ مایل مربع (۰٫۳ کیلومتر مربع)     |       | جفرسن          |
| کرسنت اسپرینگز، کنتاکی      | ۳٬۸۰۱    | ۴    | ۱٫۵ مایل مربع (۳٫۹ کیلومتر مربع)     | ۱۹۵۷  | کنتون          |
| کرستویو، کنتاکی             | ۴۷۵      | ۶    | ۰٫۲ مایل مربع (۰٫۵ کیلومتر مربع)     |       | کمبل           |
| کرستویو هیلز، کنتاکی        | ۳٬۱۴۸    | ۴    | ۱٫۹ مایل مربع (۴٫۹ کیلومتر مربع)     | ۱۹۵۱  | کنتون          |
| کرستوود، کنتاکی             | ۴٬۵۳۱    | ۵    | ۴٫۱ مایل مربع (۱۰٫۶ کیلومتر مربع)    |       | اولدهام        |
| کریتندن، کنتاکی             | ۳٬۸۱۵    | ۵    | ۳٫۴ مایل مربع (۸٫۸ کیلومتر مربع)     |       | گرنت           |
| کرفتون، کنتاکی              | ۷۴۹      | ۵    | ۰٫۶ مایل مربع (۱٫۶ کیلومتر مربع)     |       | کریستین        |
| کراسگیت، کنتاکی             | ۲۲۵      | ۶    | ۰٫۱ مایل مربع (۰٫۳ کیلومتر مربع)     |       | جفرسن          |
| کامبرلند، کنتاکی            | ۲٬۲۳۷    | ۴    | ۳٫۱ مایل مربع (۸٫۰ کیلومتر مربع)     | ۱۸۲۲  | هارلن          |
| سینسیانا، کنتاکی            | ۶٬۴۰۲    | ۴    | ۴٫۱ مایل مربع (۱۰٫۶ کیلومتر مربع)    | ۱۷۹۳  | هریسون         |
| دنویل                       | ۱۶٬۲۱۸   | ۳    | ۱۵٫۹ مایل مربع (۴۱٫۲ کیلومتر مربع)   | ۱۷۸۳  | بویل           |
| دسن اسپرینگز، کنتاکی        | ۲٬۷۶۴    | ۴    | ۳٫۸ مایل مربع (۹٫۸ کیلومتر مربع)     | ۱۸۷۴  | هاپکینز کالدول |
| دیتن، کنتاکی                | ۵٬۳۳۸    | ۴    | ۱٫۹ مایل مربع (۴٫۹ کیلومتر مربع)     | ۱۸۴۸  | کمبل           |
| دیکسن، کنتاکی               | ۷۸۶      | ۶    | ۱٫۰ مایل مربع (۲٫۶ کیلومتر مربع)     | ۱۸۶۱  | وبستر          |
| داگلس هیل، کنتاکی           | ۵٬۴۸۴    | ۴    | ۱٫۳ مایل مربع (۳٫۴ کیلومتر مربع)     | ۱۹۷۳  | جفرسن          |
| داور، کنتاکی                | ۲۵۲      | ۶    | ۰٫۵ مایل مربع (۱٫۳ کیلومتر مربع)     |       | ماسون          |
| درکسبورو، کنتاکی            | ۵۱۵      | ۵    | ۰٫۶ مایل مربع (۱٫۶ کیلومتر مربع)     |       | مولنبرگ        |
| دروید هیلز، کنتاکی          | ۳۰۸      | ۶    | ۰٫۱ مایل مربع (۰٫۳ کیلومتر مربع)     |       | جفرسن          |
| درای ریج، کنتاکی            | ۲٬۱۹۱    | ۵    | ۴٫۶ مایل مربع (۱۱٫۹ کیلومتر مربع)    |       | گرنت           |
| ارلینگتون، کنتاکی           | ۱٬۴۱۳    | ۴    | ۲٫۵ مایل مربع (۶٫۵ کیلومتر مربع)     | ۱۸۷۱  | هاپکینز        |
| ادیویل، کنتاکی              | ۲٬۵۵۴    | ۵    | ۷٫۸ مایل مربع (۲۰٫۲ کیلومتر مربع)    | ۱۷۹۸  | لیون           |
| اجوود، کنتاکی               | ۸٬۵۷۵    | ۴    | ۴٫۲ مایل مربع (۱۰٫۹ کیلومتر مربع)    | ۱۹۴۸  | کنتون          |
| ادمنتون، کنتاکی             | ۱٬۵۹۵    | ۵    | ۳٫۴ مایل مربع (۸٫۸ کیلومتر مربع)     | ۱۸۰۰  | متکالف         |
| اکران، کنتاکی               | ۱۳۵      | ۶    | ۰٫۱ مایل مربع (۰٫۳ کیلومتر مربع)     |       | مید            |
| الیزابتتاون، کنتاکی         | ۲۸٬۵۳۱   | ۴    | ۲۵٫۸ مایل مربع (۶۶٫۸ کیلومتر مربع)   | ۱۷۹۷  | هاردین         |
| الخورن سیتی، کنتاکی         | ۹۸۲      | ۴    | ۲٫۶ مایل مربع (۶٫۷ کیلومتر مربع)     | ۱۹۱۲  | پایک           |
| الکتون، کنتاکی              | ۲٬۰۶۲    | ۴    | ۲٫۱ مایل مربع (۵٫۴ کیلومتر مربع)     | ۱۸۲۰  | تود            |
| السمر، کنتاکی               | ۸٬۴۵۱    | ۴    | ۲٫۶ مایل مربع (۶٫۷ کیلومتر مربع)     | ۱۸۹۶  | کنتون          |
| امننس، کنتاکی               | ۲٬۴۹۸    | ۴    | ۲٫۹ مایل مربع (۷٫۵ کیلومتر مربع)     |       | هنری           |
| رلنگر، کنتاکی               | ۱۸٬۰۸۲   | ۳    | ۸٫۵ مایل مربع (۲۲٫۰ کیلومتر مربع)    | ۱۸۹۷  | کنتون          |
| اوبنک، کنتاکی               | ۳۱۹      | ۶    | ۰٫۹ مایل مربع (۲٫۳ کیلومتر مربع)     |       | پلسکی لینکلن   |
| اورتس، کنتاکی               | ۹۶۲      | ۵    | ۰٫۵ مایل مربع (۱٫۳ کیلومتر مربع)     |       | هارلن          |
| ایوینگ، کنتاکی              | ۲۶۴      | ۶    | ۰٫۳ مایل مربع (۰٫۸ کیلومتر مربع)     |       | فلمینگ         |
| فیرفیلد، کنتاکی             | ۱۱۳      | ۶    | ۰٫۳ مایل مربع (۰٫۸ کیلومتر مربع)     |       | نلسن           |
| فیرویو                      | ۱۴۳      | ۶    | ۰٫۷ مایل مربع (۱٫۸ کیلومتر مربع)     |       | کنتون          |
| فلمت                        | ۲٬۱۶۹    | ۴    | ۱٫۱ مایل مربع (۲٫۸ کیلومتر مربع)     | ۱۷۹۳  | پندلتن         |
| فرگوسن، کنتاکی              | ۹۲۴      | ۵    | ۱٫۸ مایل مربع (۴٫۷ کیلومتر مربع)     |       | پلسکی          |
| فینکسل، کنتاکی              | ۸۱۷      | ۶    | ۰٫۲ مایل مربع (۰٫۵ کیلومتر مربع)     |       | جفرسن          |
| فلیتوودز، کنتاکی            | ۷٬۴۲۳    | ۳    | ۳٫۳ مایل مربع (۸٫۵ کیلومتر مربع)     | ۱۹۳۲  | گریناپ         |
| فلمینگ-نئون، کنتاکی         | ۷۷۰      | ۵    | ۱٫۶ مایل مربع (۴٫۱ کیلومتر مربع)     | ۱۸۶۰  | لتچر           |
| فلمینگسبورگ، کنتاکی         | ۲٬۶۵۸    | ۴    | ۲٫۰ مایل مربع (۵٫۲ کیلومتر مربع)     | ۱۷۹۶  | فلمینگ         |
| فلورنس، کنتاکی              | ۲۹٬۹۵۱   | ۳    | ۱۰٫۴ مایل مربع (۲۶٫۹ کیلومتر مربع)   | ۱۸۳۰  | بون            |
| فوردسویل، کنتاکی            | ۵۲۴      | ۶    | ۰٫۵ مایل مربع (۱٫۳ کیلومتر مربع)     |       | اوهایو         |
| فورست هیل، کنتاکی           | ۴۴۴      | ۶    | ۰٫۳ مایل مربع (۰٫۸ کیلومتر مربع)     |       | جفرسن          |
| فورت، میچل، کنتاکی          | ۸٬۲۰۷    | ۴    | ۳٫۲ مایل مربع (۸٫۳ کیلومتر مربع)     | ۱۹۰۹  | کنتون          |
| فورت تامز، کنتاکی           | ۱۶٬۳۲۵   | ۴    | ۵٫۷ مایل مربع (۱۴٫۸ کیلومتر مربع)    | ۱۹۱۴  | کمبل           |
| فورت، رایت، کنتاکی          | ۵٬۷۲۳    | ۴    | ۳٫۴ مایل مربع (۸٫۸ کیلومتر مربع)     | ۱۹۴۱  | کنتون          |
| فاونتن ران، کنتاکی          | ۲۱۷      | ۶    | ۱٫۳ مایل مربع (۳٫۴ کیلومتر مربع)     |       | مونروو         |
| فاکس چیس، کنتاکی            | ۴۴۷      | ۶    | ۰٫۴ مایل مربع (۱٫۰ کیلومتر مربع)     |       | بولت           |
| فرانکفورت                   | ۲۵٬۵۲۷   | ۲    | ۱۴٫۶ مایل مربع (۳۷٫۸ کیلومتر مربع)   | ۱۷۸۶  | فرانکلین       |
| فرانکلین                    | ۸٬۴۰۸    | ۴    | ۱۱٫۱ مایل مربع (۲۸٫۷ کیلومتر مربع)   | ۱۸۲۰  | سیمپسون        |
| فردونیا، کنتاکی             | ۴۰۱      | ۵    | ۰٫۶ مایل مربع (۱٫۶ کیلومتر مربع)     |       | کالدول         |
| فرنچبورگ، کنتاکی            | ۴۸۶      | ۶    | ۰٫۸ مایل مربع (۲٫۱ کیلومتر مربع)     | ۱۸۶۹  | منیفی          |
| فولتن، کنتاکی               | ۲٬۴۴۵    | ۴    | ۳٫۰ مایل مربع (۷٫۸ کیلومتر مربع)     | ۱۸۷۲  | فولتن          |
| گیملیل، کنتاکی              | ۳۷۶      | ۶    | ۰٫۶ مایل مربع (۱٫۶ کیلومتر مربع)     |       | مونروو         |
| جرجتاون                     | ۲۹٬۰۹۸   | ۴    | ۱۶٫۰ مایل مربع (۴۱٫۴ کیلومتر مربع)   | ۱۷۸۴  | اسکات          |
| جرمنتاون، کنتاکی            | ۱۵۴      | ۶    | ۰٫۱ مایل مربع (۰٫۳ کیلومتر مربع)     |       | براکن ماسون    |
| گنت، کنتاکی                 | ۳۲۳      | ۶    | ۰٫۷ مایل مربع (۱٫۸ کیلومتر مربع)     |       | کرول           |
| گلسگوو، کنتاکی              | ۱۴٬۰۲۸   | ۳    | ۱۵٫۵ مایل مربع (۴۰٫۱ کیلومتر مربع)   | ۱۸۰۹  | برن            |
| گلنکو، کنتاکی               | ۳۶۰      | ۶    | ۱٫۸ مایل مربع (۴٫۷ کیلومتر مربع)     |       | گالتین         |
| گلنویو، کنتاکی              | ۵۳۱      | ۶    | ۱٫۴ مایل مربع (۳٫۶ کیلومتر مربع)     |       | جفرسن          |
| گلنویو هیل، کنتاکی          | ۳۱۹      | ۶    | ۰٫۱ مایل مربع (۰٫۳ کیلومتر مربع)     |       | جفرسن          |
| گلنویو منر، کنتاکی          | ۱۹۱      | ۶    | ۰٫۱ مایل مربع (۰٫۳ کیلومتر مربع)     |       | جفرسن          |
| گوس کریک، کریک، کنتاکی      | ۲۹۴      | ۶    | ۰٫۱ مایل مربع (۰٫۳ کیلومتر مربع)     |       | جفرسن          |
| گووشن، کنتاکی               | ۹۰۹      | ۵    | ۰٫۲ مایل مربع (۰٫۵ کیلومتر مربع)     |       | اولدهام        |
| گرند ریورز، کنتاکی          | ۳۸۲      | ۵    | ۲٫۰ مایل مربع (۵٫۲ کیلومتر مربع)     |       | لیوینگستون     |
| گرتز، کنتاکی                | ۷۸       | ۶    | ۰٫۴ مایل مربع (۱٫۰ کیلومتر مربع)     |       | اوون           |
| گریمور-دووندیل، کنتاکی      | ۲٬۸۷۰    | ۴    | ۰٫۸ مایل مربع (۲٫۱ کیلومتر مربع)     |       | جفرسن          |
| گریسن، کنتاکی               | ۴٬۲۱۷    | ۴    | ۲٫۹ مایل مربع (۷٫۵ کیلومتر مربع)     | ۱۸۳۸  | کارتر          |
| گرین اسپرینگ، کنتاکی        | ۷۱۵      | ۶    | ۰٫۳ مایل مربع (۰٫۸ کیلومتر مربع)     |       | جفرسن          |
| گرینزبرگ، کنتاکی            | ۲٬۱۶۳    | ۴    | ۲٫۱ مایل مربع (۵٫۴ کیلومتر مربع)     | ۱۷۹۶  | گرین           |
| گریناپ، کنتاکی              | ۱٬۱۸۸    | ۵    | ۱٫۲ مایل مربع (۳٫۱ کیلومتر مربع)     | ۱۸۰۴  | گریناپ         |
| گرینویل، کنتاکی             | ۴٬۳۱۲    | ۴    | ۴٫۷ مایل مربع (۱۲٫۲ کیلومتر مربع)    | ۱۷۹۹  | مولنبرگ        |
| گاتری، کنتاکی               | ۱٬۴۱۹    | ۴    | ۱٫۷ مایل مربع (۴٫۴ کیلومتر مربع)     |       | تود            |
| هنسن، کنتاکی                | ۷۴۲      | ۶    | ۲٫۶ مایل مربع (۶٫۷ کیلومتر مربع)     |       | هاپکینز        |
| هاردن، کنتاکی               | ۶۱۵      | ۵    | ۰٫۷ مایل مربع (۱٫۸ کیلومتر مربع)     |       | مارشال         |
| هاردینسبورگ، کنتاکی         | ۲٬۳۴۳    | ۵    | ۳٫۵ مایل مربع (۹٫۱ کیلومتر مربع)     | ۱۷۸۰  | برکینریج       |
| هارلن                       | ۱٬۷۴۵    | ۴    | ۱٫۳ مایل مربع (۳٫۴ کیلومتر مربع)     | ۱۷۹۶  | هارلن          |
| هارودسبورگ                  | ۸٬۳۴۰    | ۴    | ۶٫۹ مایل مربع (۱۷٫۹ کیلومتر مربع)    | ۱۷۷۴  | مرسر           |
| هارتفرد، کنتاکی             | ۲٬۶۷۲    | ۵    | ۲٫۷ مایل مربع (۷٫۰ کیلومتر مربع)     | ۱۷۹۰  | اوهایو         |
| هاوسویل، کنتاکی             | ۹۴۵      | ۵    | ۱٫۳ مایل مربع (۳٫۴ کیلومتر مربع)     | ۱۸۲۹  | هنکاک          |
| هزرد                        | ۴٬۴۵۶    | ۳    | ۵٫۳ مایل مربع (۱۳٫۷ کیلومتر مربع)    | ۱۸۲۱  | پری            |
| هیزل، کنتاکی                | ۴۱۰      | ۶    | ۰٫۴ مایل مربع (۱٫۰ کیلومتر مربع)     |       | کلووی          |
| عبرن استیت، کنتاکی          | ۱٬۰۸۷    | ۵    | ۰٫۶ مایل مربع (۱٫۶ کیلومتر مربع)     |       | بولت           |
| هندرسن، کنتاکی              | ۲۷٬۹۵۲   | ۲    | ۱۷٫۶ مایل مربع (۴۵٫۶ کیلومتر مربع)   | ۱۷۹۷  | هندرسون        |
| هریتیج کریک، کنتاکی         | ۱٬۰۷۶    | ۵    | ۰٫۴ مایل مربع (۱٫۰ کیلومتر مربع)     |       | جفرسن          |
| هیکمن، کنتاکی               | ۲٬۳۹۵    | ۴    | ۳٫۶ مایل مربع (۹٫۳ کیلومتر مربع)     |       | فولتن          |
| هیکری هیل، کنتاکی           | ۱۱۴      | ۶    | ۰٫۱ مایل مربع (۰٫۳ کیلومتر مربع)     |       | جفرسن          |
| هایلند هایت، کنتاکی         | ۶٬۹۲۳    | ۴    | ۲٫۶ مایل مربع (۶٫۷ کیلومتر مربع)     | ۱۸۶۷  | کمبل           |
| هیل اند دیل، کنتاکی         | ۱۴۲      | ۶    | ۰٫۱ مایل مربع (۰٫۳ کیلومتر مربع)     |       | جفرسن          |
| هیلویو، کنتاکی              | ۸٬۱۷۲    | ۴    | ۳٫۳ مایل مربع (۸٫۵ کیلومتر مربع)     | ۱۹۷۴  | بولت           |
| هیندمن، کنتاکی              | ۷۷۷      | ۵    | ۳٫۱ مایل مربع (۸٫۰ کیلومتر مربع)     | ۱۸۸۴  | نات            |
| هاجنویل                     | ۳٬۲۰۶    | ۴    | ۲٫۱ مایل مربع (۵٫۴ کیلومتر مربع)     | ۱۸۱۸  | لرو            |
| هالوو کریک، کنتاکی          | ۷۸۳      | ۵    | ۰٫۲ مایل مربع (۰٫۵ کیلومتر مربع)     |       | جفرسن          |
| هالیویلا، کنتاکی            | ۵۳۷      | ۶    | ۰٫۳ مایل مربع (۰٫۸ کیلومتر مربع)     |       | جفرسن          |
| هاپکینزویل                  | ۳۱٬۵۷۷   | ۲    | ۳۰٫۸ مایل مربع (۷۹٫۸ کیلومتر مربع)   | ۱۷۹۹  | کریستین        |
| هورس کیو                    | ۲٬۳۱۱    | ۴    | ۲٫۷ مایل مربع (۷٫۰ کیلومتر مربع)     | ۱۸۶۴  | هارت           |
| هیوستن ایکر، کنتاکی         | ۵۰۷      | ۶    | ۰٫۱ مایل مربع (۰٫۳ کیلومتر مربع)     |       | جفرسن          |
| هانتر هالوو، کنتاکی         | ۳۸۶      | ۶    | ۰٫۱ مایل مربع (۰٫۳ کیلومتر مربع)     |       | بولت           |
| هارستبوورن، کنتاکی          | ۴٬۲۱۶    | ۴    | ۱٫۸ مایل مربع (۴٫۷ کیلومتر مربع)     | ۱۹۸۲  | جفرسن          |
| هارستبورن ایکر، کنتاکی      | ۱٬۸۱۱    | ۵    | ۰٫۳ مایل مربع (۰٫۸ کیلومتر مربع)     |       | جفرسن          |
| هاستنویل، کنتاکی            | ۴۰۵      | ۵    | ۱٫۰ مایل مربع (۲٫۶ کیلومتر مربع)     |       | لینکلن         |
| هیدن، کنتاکی                | ۳۶۵      | ۶    | ۱٫۳ مایل مربع (۳٫۴ کیلومتر مربع)     | ۱۸۷۸  | لسلی           |
| ایندیپندنس، کنتاکی          | ۲۴٬۷۵۷   | ۳    | ۱۷٫۷ مایل مربع (۴۵٫۸ کیلومتر مربع)   | ۱۸۴۲  | کنتون          |
| ایندین هیل، کنتاکی          | ۲٬۸۶۸    | ۴    | ۲٫۰ مایل مربع (۵٫۲ کیلومتر مربع)     | ۱۹۹۹  | جفرسن          |
| اینز، کنتاکی                | ۷۱۷      | ۶    | ۱٫۷ مایل مربع (۴٫۴ کیلومتر مربع)     | ۱۸۷۴  | مارتن          |
| اروین                       | ۲٬۷۱۵    | ۴    | ۱٫۵ مایل مربع (۳٫۹ کیلومتر مربع)     | ۱۸۱۲  | استیل          |
| اروینگتن، کنتاکی            | ۱٬۱۸۱    | ۵    | ۰٫۹ مایل مربع (۲٫۳ کیلومتر مربع)     |       | برکینریج       |
| آیلند، کنتاکی               | ۴۵۸      | ۶    | ۰٫۳ مایل مربع (۰٫۸ کیلومتر مربع)     |       | مک‌لین          |
| جکسن، کنتاکی                | ۲٬۲۴۴    | ۴    | ۲٫۷ مایل مربع (۷٫۰ کیلومتر مربع)     | ۱۸۳۹  | بریثیت         |
| جیمزتاون، کنتاکی            | ۱٬۷۹۴    | ۵    | ۳٫۰ مایل مربع (۷٫۸ کیلومتر مربع)     | ۱۸۲۷  | راسل           |
| جفرسنتاون                   | ۲۶٬۵۹۵   | ۲    | ۱۰٫۰ مایل مربع (۲۵٫۹ کیلومتر مربع)   | ۱۷۹۷  | جفرسن          |
| جفرسنویل، کنتاکی            | ۱٬۵۰۶    | ۵    | ۲٫۵ مایل مربع (۶٫۵ کیلومتر مربع)     |       | مونتگومری      |
| جنکینس، کنتاکی              | ۲٬۲۰۳    | ۴    | ۷٫۷ مایل مربع (۱۹٫۹ کیلومتر مربع)    |       | لتچر           |
| جانکشن سیتی، کنتاکی         | ۲٬۲۴۱    | ۴    | ۱٫۸ مایل مربع (۴٫۷ کیلومتر مربع)     |       | بویل           |
| کنتن ویل، کنتاکی            | ۱۱۰      | ۶    | ۰٫۱ مایل مربع (۰٫۳ کیلومتر مربع)     |       | کنتون          |
| کویل، کنتاکی                | ۳۷۶      | ۶    | ۰٫۴ مایل مربع (۱٫۰ کیلومتر مربع)     |       | بالارد         |
| کینگزلی، کنتاکی             | ۳۸۱      | ۶    | ۰٫۱ مایل مربع (۰٫۳ کیلومتر مربع)     |       | جفرسن          |
| کوتاوا، کنتاکی              | ۶۴۹      | ۵    | ۲٫۷ مایل مربع (۷٫۰ کیلومتر مربع)     |       | لیون           |
| لا سنتر، کنتاکی             | ۱٬۰۰۹    | ۵    | ۰٫۶ مایل مربع (۱٫۶ کیلومتر مربع)     |       | بالارد         |
| لا گرینج                    | ۸٬۰۸۲    | ۴    | ۷٫۱ مایل مربع (۱۸٫۴ کیلومتر مربع)    | ۱۸۲۷  | اولدهام        |
| لافایت، کنتاکی              | ۱۶۵      | ۶    | ۰٫۲ مایل مربع (۰٫۵ کیلومتر مربع)     |       | کریستین        |
| لیکساید پارک، کنتاکی        | ۲٬۶۶۸    | ۵    | ۰٫۸ مایل مربع (۲٫۱ کیلومتر مربع)     | ۱۹۳۰  | کنتون          |
| لیکویو هایت، کنتاکی         | ۱۸۵      | ۶    | ۰٫۱ مایل مربع (۰٫۳ کیلومتر مربع)     |       | روون           |
| لنکستر، کنتاکی              | ۳٬۴۴۲    | ۴    | ۱٫۹ مایل مربع (۴٫۹ کیلومتر مربع)     | ۱۷۹۷  | گررد           |
| لانگدان پلیس، کنتاکی        | ۹۳۶      | ۶    | ۰٫۲ مایل مربع (۰٫۵ کیلومتر مربع)     |       | جفرسن          |
| لارنسبرگ، کنتاکی            | ۱۰٬۵۰۵   | ۴    | ۵٫۹ مایل مربع (۱۵٫۳ کیلومتر مربع)    | ۱۸۲۰  | اندرسون        |
| لبنان، کنتاکی               | ۵٬۵۳۹    | ۴    | ۵٫۳ مایل مربع (۱۳٫۷ کیلومتر مربع)    | ۱۸۱۴  | ماریون         |
| لبنان جانکشن، کنتاکی        | ۱٬۸۱۳    | ۵    | ۵٫۷ مایل مربع (۱۴٫۸ کیلومتر مربع)    |       | بولت           |
| لیچفیلد، کنتاکی             | ۶٬۶۹۹    | ۴    | ۱۰٫۹ مایل مربع (۲۸٫۲ کیلومتر مربع)   | ۱۸۱۰  | گریسون         |
| لویسبورگ، کنتاکی            | ۸۱۰      | ۵    | ۱٫۲ مایل مربع (۳٫۱ کیلومتر مربع)     |       | لوگان          |
| لویسپورت، کنتاکی            | ۱٬۶۷۰    | ۵    | ۱٫۰ مایل مربع (۲٫۶ کیلومتر مربع)     |       | هنکاک          |
| لکزینگتون                   | ۲۹۵٬۸۰۳  | ۲    | ۲۸۵٫۶ مایل مربع (۷۳۹٫۷ کیلومتر مربع) | ۱۷۹۰  | فیت            |
| لیبرتی، کنتاکی              | ۲٬۱۶۸    | ۵    | ۱٫۹ مایل مربع (۴٫۹ کیلومتر مربع)     | ۱۸۰۸  | کیسی           |
| لینکنشیر، کنتاکی            | ۱۴۸      | ۶    | ۰٫۱ مایل مربع (۰٫۳ کیلومتر مربع)     |       | جفرسن          |
| لیورمر، کنتاکی              | ۱٬۳۶۵    | ۵    | ۱٫۰ مایل مربع (۲٫۶ کیلومتر مربع)     |       | مک‌لین          |
| لیوینگستن، کنتاکی           | ۲۲۶      | ۶    | ۰٫۳ مایل مربع (۰٫۸ کیلومتر مربع)     |       | راک کاسل       |
| لندن، کنتاکی                | ۱۰٬۰۰۳   | ۳    | ۱۰٫۳ مایل مربع (۲۶٫۷ کیلومتر مربع)   | ۱۸۲۵  | لاورل          |
| لورتو، کنتاکی               | ۷۱۳      | ۶    | ۳٫۲ مایل مربع (۸٫۳ کیلومتر مربع)     |       | ماریون         |
| لویز، کنتاکی                | ۲٬۴۶۷    | ۵    | ۱٫۶ مایل مربع (۴٫۱ کیلومتر مربع)     | ۱۸۱۸  | لارنس          |
| لویی‌ویل، کنتاکی             | ۵۹۷٬۳۳۷  | ۱    | ۳۴۲٫۲ مایل مربع (۸۸۶٫۳ کیلومتر مربع) | ۱۷۷۸  | جفرسن          |
| لویال، کنتاکی               | ۱٬۴۶۱    | ۵    | ۱٫۴ مایل مربع (۳٫۶ کیلومتر مربع)     |       | هارلن          |
| لادلوو، کنتاکی              | ۴٬۴۰۷    | ۴    | ۱٫۲ مایل مربع (۳٫۱ کیلومتر مربع)     | ۱۸۶۴  | کنتون          |
| لینچ، کنتاکی                | ۷۴۷      | ۵    | ۰٫۳ مایل مربع (۰٫۸ کیلومتر مربع)     | ۱۹۱۷  | هارلن          |
| لیندن، کنتاکی               | ۱۱٬۰۰۲   | ۴    | ۳٫۶ مایل مربع (۹٫۳ کیلومتر مربع)     | ۱۸۷۱  | جفرسن          |
| لینویو، کنتاکی              | ۹۱۴      | ۵    | ۰٫۲ مایل مربع (۰٫۵ کیلومتر مربع)     |       | جفرسن          |
| مک‌هنری، کنتاکی              | ۳۸۸      | ۶    | ۰٫۷ مایل مربع (۱٫۸ کیلومتر مربع)     |       | اوهایو         |
| مک‌کی، کنتاکی                | ۸۰۰      | ۵    | ۲٫۳ مایل مربع (۶٫۰ کیلومتر مربع)     |       | جکسون          |
| مکویل، کنتاکی               | ۲۲۲      | ۶    | ۰٫۴ مایل مربع (۱٫۰ کیلومتر مربع)     |       | واشینگتن       |
| مدسنویل، کنتاکی             | ۱۹٬۵۹۱   | ۴    | ۱۸٫۷ مایل مربع (۴۸٫۴ کیلومتر مربع)   | ۱۸۰۷  | هاپکینز        |
| منچسترر، کنتاکی             | ۱٬۲۵۵    | ۴    | ۱٫۵ مایل مربع (۳٫۹ کیلومتر مربع)     | ۱۸۰۷  | کلی            |
| منر کریک، کنتاکی            | ۱۴۰      | ۶    | ۰٫۱ مایل مربع (۰٫۳ کیلومتر مربع)     |       | جفرسن          |
| مریان، کنتاکی               | ۳٬۰۳۹    | ۴    | ۳٫۴ مایل مربع (۸٫۸ کیلومتر مربع)     | ۱۸۴۲  | کریتندن        |
| مارتین، کنتاکی              | ۶۳۴      | ۴    | ۰٫۷ مایل مربع (۱٫۸ کیلومتر مربع)     |       | فلوید          |
| مریهیل استیت، کنتاکی        | ۱۷۹      | ۶    | ۰٫۱ مایل مربع (۰٫۳ کیلومتر مربع)     |       | جفرسن          |
| میفیلد، کنتاکی              | ۱۰٬۰۲۴   | ۳    | ۱۰٫۴ مایل مربع (۲۶٫۹ کیلومتر مربع)   | ۱۸۲۳  | گریوس          |
| مایزویل                     | ۹٬۰۱۱    | ۳    | ۲۱٫۴ مایل مربع (۵۵٫۴ کیلومتر مربع)   | ۱۷۸۷  | ماسون          |
| مدوو ویل، کنتاکی            | ۷۳۶      | ۵    | ۰٫۲ مایل مربع (۰٫۵ کیلومتر مربع)     |       | جفرسن          |
| میدووبروک فارم، کنتاکی      | ۱۳۶      | ۶    | ۰٫۱ مایل مربع (۰٫۳ کیلومتر مربع)     |       | جفرسن          |
| میدووویو استیت، کنتاکی      | ۳۶۳      | ۶    | ۰٫۱ مایل مربع (۰٫۳ کیلومتر مربع)     |       | جفرسن          |
| ملبورن، کنتاکی              | ۴۰۱      | ۶    | ۰٫۸ مایل مربع (۲٫۱ کیلومتر مربع)     |       | کمبل           |
| منتر، کنتاکی                | ۱۹۳      | ۶    | ۰٫۷ مایل مربع (۱٫۸ کیلومتر مربع)     |       | کمبل           |
| میدلزبروو، کنتاکی           | ۱۰٬۳۳۴   | ۳    | ۷٫۶ مایل مربع (۱۹٫۷ کیلومتر مربع)    | ۱۸۹۰  | بل             |
| میدلتاون                    | ۷٬۲۱۸    | ۴    | ۵٫۱ مایل مربع (۱۳٫۲ کیلومتر مربع)    | ۱۷۹۷  | جفرسن          |
| میدوی                       | ۱٬۶۴۱    | ۴    | ۱٫۱ مایل مربع (۲٫۸ کیلومتر مربع)     |       | وودفورد        |
| میلرسبورگ، کنتاکی           | ۷۹۲      | ۵    | ۰٫۴ مایل مربع (۱٫۰ کیلومتر مربع)     |       | بوربن          |
| میلتن، کنتاکی               | ۵۷۴      | ۶    | ۱٫۳ مایل مربع (۳٫۴ کیلومتر مربع)     |       | تریمبل         |
| ماکینگبرد ولی، کنتاکی       | ۱۶۷      | ۶    | ۰٫۲ مایل مربع (۰٫۵ کیلومتر مربع)     |       | جفرسن          |
| مانتری، کنتاکی              | ۱۳۸      | ۶    | ۰٫۳ مایل مربع (۰٫۸ کیلومتر مربع)     |       | اوون           |
| مانتیچلوو، کنتاکی           | ۶٬۱۸۸    | ۴    | ۵٫۹ مایل مربع (۱۵٫۳ کیلومتر مربع)    | ۱۸۰۰  | وین            |
| مورلند، کنتاکی              | ۴۳۱      | ۶    | ۰٫۱ مایل مربع (۰٫۳ کیلومتر مربع)     |       | جفرسن          |
| مورهد، کنتاکی               | ۶٬۸۴۵    | ۴    | ۹٫۵ مایل مربع (۲۴٫۶ کیلومتر مربع)    | ۱۸۵۶  | روون           |
| مورگانفیلد، کنتاکی          | ۳٬۲۸۵    | ۴    | ۳٫۰ مایل مربع (۷٫۸ کیلومتر مربع)     | ۱۸۷۰  | یونیون         |
| مورگانتاون، کنتاکی          | ۲٬۳۹۴    | ۵    | ۲٫۴ مایل مربع (۶٫۲ کیلومتر مربع)     | ۱۸۱۱  | باتلر          |
| مرتن گپ، کنتاکی             | ۸۶۳      | ۵    | ۱٫۲ مایل مربع (۳٫۱ کیلومتر مربع)     |       | هاپکینز        |
| ماونت الیوت، کنتاکی         | ۲۹۹      | ۵    | ۰٫۴ مایل مربع (۱٫۰ کیلومتر مربع)     | ۱۸۵۱  | رابرتسون       |
| ماونت استرلینگ              | ۶٬۸۹۵    | ۴    | ۴٫۴ مایل مربع (۱۱٫۴ کیلومتر مربع)    | ۱۷۹۲  | مونتگومری      |
| ماونت ورنن، کنتاکی          | ۲٬۴۷۷    | ۵    | ۱٫۷ مایل مربع (۴٫۴ کیلومتر مربع)     | ۱۷۹۰  | راک کاسل       |
| ماونت واشینگتن، کنتاکی      | ۹٬۱۱۷    | ۴    | ۶٫۱ مایل مربع (۱۵٫۸ کیلومتر مربع)    | ۱۸۲۲  | بولت           |
| مولدراوو، کنتاکی            | ۹۴۷      | ۵    | ۰٫۶ مایل مربع (۱٫۶ کیلومتر مربع)     |       | مید            |
| مونفوردویل، کنتاکی          | ۱٬۶۱۵    | ۵    | ۲٫۳ مایل مربع (۶٫۰ کیلومتر مربع)     | ۱۸۱۶  | هارت           |
| مری، کنتاکی                 | ۱۷٬۷۴۱   | ۳    | ۱۱٫۳ مایل مربع (۲۹٫۳ کیلومتر مربع)   | ۱۸۴۴  | کلووی          |
| مری، ماری هیل، کنتاکی       | ۵۸۲      | ۶    | ۰٫۱ مایل مربع (۰٫۳ کیلومتر مربع)     |       | جفرسن          |
| نیبو، کنتاکی                | ۲۳۶      | ۶    | ۰٫۳ مایل مربع (۰٫۸ کیلومتر مربع)     |       | هاپکینز        |
| نیو کاسل، کنتاکی            | ۹۱۲      | ۵    | ۰٫۴ مایل مربع (۱٫۰ کیلومتر مربع)     | ۱۷۹۸  | هنری           |
| نیو هیون، کنتاکی            | ۸۵۵      | ۶    | ۰٫۶ مایل مربع (۱٫۶ کیلومتر مربع)     |       | نلسن           |
| نیوپورت، کنتاکی             | ۱۵٬۲۷۳   | ۲    | ۳٫۰ مایل مربع (۷٫۸ کیلومتر مربع)     | ۱۷۹۴  | کمبل           |
| نیکلاسویل                   | ۲۸٬۰۱۵   | ۳    | ۱۳٫۱ مایل مربع (۳۳٫۹ کیلومتر مربع)   | ۱۸۱۲  | جسامین         |
| ناربورن استیت، کنتاکی       | ۴۴۱      | ۶    | ۰٫۱ مایل مربع (۰٫۳ کیلومتر مربع)     |       | جفرسن          |
| میدلتاون شمالی، کنتاکی      | ۶۴۳      | ۵    | ۰٫۳ مایل مربع (۰٫۸ کیلومتر مربع)     |       | بوربن          |
| نرتفیلد، کنتاکی             | ۱٬۰۲۰    | ۵    | ۰٫۵ مایل مربع (۱٫۳ کیلومتر مربع)     |       | جفرسن          |
| نورتونویل، کنتاکی           | ۱٬۲۰۴    | ۵    | ۱٫۱ مایل مربع (۲٫۸ کیلومتر مربع)     |       | هاپکینز        |
| نروود، کنتاکی               | ۳۷۰      | ۶    | ۰٫۱ مایل مربع (۰٫۳ کیلومتر مربع)     |       | جفرسن          |
| اوک گروو، کنتاکی            | ۷٬۴۸۹    | ۴    | ۱۰٫۸ مایل مربع (۲۸٫۰ کیلومتر مربع)   | ۱۸۲۸  | کریستین        |
| اوکلند، کنتاکی              | ۲۲۵      | ۶    | ۱٫۴ مایل مربع (۳٫۶ کیلومتر مربع)     |       | وارن           |
| اولد برونسبورو پلیس، کنتاکی | ۳۵۳      | ۶    | ۰٫۱ مایل مربع (۰٫۳ کیلومتر مربع)     |       | جفرسن          |
| الیو هیل، کنتاکی            | ۱٬۵۹۹    | ۴    | ۱٫۸ مایل مربع (۴٫۷ کیلومتر مربع)     | ۱۸۶۱  | کارتر          |
| ارچرد گرس هیل، کنتاکی       | ۱٬۵۹۵    | ۵    | ۰٫۴ مایل مربع (۱٫۰ کیلومتر مربع)     |       | اولدهام        |
| اوونزبروو، کنتاکی           | ۵۷٬۲۶۵   | ۲    | ۲۰٫۴ مایل مربع (۵۲٫۸ کیلومتر مربع)   | ۱۸۱۶  | دیویس          |
| اوونتون                     | ۱٬۳۲۷    | ۵    | ۱٫۱ مایل مربع (۲٫۸ کیلومتر مربع)     | ۱۸۲۲  | اوون           |
| اووینگسویل                  | ۱٬۵۳۰    | ۴    | ۲٫۴ مایل مربع (۶٫۲ کیلومتر مربع)     | ۱۸۲۹  | بث             |
| پدوک                        | ۲۵٬۰۲۴   | ۲    | ۲۰٫۰ مایل مربع (۵۱٫۸ کیلومتر مربع)   | ۱۸۳۰  | مک‌کراکن        |
| پینتسویل                    | ۳٬۴۵۹    | ۴    | ۲٫۸ مایل مربع (۷٫۳ کیلومتر مربع)     | ۱۸۳۴  | جانسون         |
| پاریس                       | ۸٬۵۵۳    | ۳    | ۶٫۰ مایل مربع (۱۵٫۵ کیلومتر مربع)    | ۱۷۸۹  | بوربن          |
| پارک سیتی، کنتاکی           | ۵۳۷      | ۵    | ۱٫۵ مایل مربع (۳٫۹ کیلومتر مربع)     |       | برن            |
| پارک هیل، کنتاکی            | ۲٬۹۷۰    | ۴    | ۰٫۸ مایل مربع (۲٫۱ کیلومتر مربع)     | ۱۹۲۷  | کنتون          |
| پارکوی ویلیج، کنتاکی        | ۶۵۰      | ۶    | ۰٫۱ مایل مربع (۰٫۳ کیلومتر مربع)     |       | جفرسن          |
| پمبروک، کنتاکی              | ۸۶۹      | ۶    | ۱٫۱ مایل مربع (۲٫۸ کیلومتر مربع)     |       | کریستین        |
| پریویل، کنتاکی              | ۷۵۱      | ۵    | ۰٫۸ مایل مربع (۲٫۱ کیلومتر مربع)     |       | بویل           |
| پیوی ولی، کنتاکی            | ۱٬۴۵۶    | ۵    | ۲٫۰ مایل مربع (۵٫۲ کیلومتر مربع)     |       | اولدهام        |
| پیکویل                      | ۶٬۹۰۳    | ۴    | ۲۱٫۱ مایل مربع (۵۴٫۶ کیلومتر مربع)   | ۱۸۲۳  | پایک           |
| پاینویل                     | ۱٬۷۳۲    | ۴    | ۱٫۷ مایل مربع (۴٫۴ کیلومتر مربع)     | ۱۷۸۱  | بل             |
| پاینیر ویلیج، کنتاکی        | ۲٬۰۳۰    | ۴    | ۰٫۷ مایل مربع (۱٫۸ کیلومتر مربع)     |       | بولت           |
| پیپا پیسس، کنتاکی           | ۵۳۳      | ۶    | ۰٫۵ مایل مربع (۱٫۳ کیلومتر مربع)     |       | نات            |
| پلنتیشن، کنتاکی             | ۸۳۲      | ۵    | ۰٫۲ مایل مربع (۰٫۵ کیلومتر مربع)     |       | جفرسن          |
| پلیزورویل، کنتاکی           | ۸۳۴      | ۶    | ۰٫۵ مایل مربع (۱٫۳ کیلومتر مربع)     |       | هنری شلبی      |
| پلام اسپرینگز، کنتاکی       | ۴۵۳      | ۶    | ۰٫۳ مایل مربع (۰٫۸ کیلومتر مربع)     |       | وارن           |
| پاپلر هیل، کنتاکی           | ۳۶۲      | ۶    | ۰٫۱ مایل مربع (۰٫۳ کیلومتر مربع)     |       | جفرسن          |
| پوودرلی، کنتاکی             | ۷۴۵      | ۵    | ۱٫۶ مایل مربع (۴٫۱ کیلومتر مربع)     |       | مولنبرگ        |
| پرستونسبورگ، کنتاکی         | ۳٬۲۵۵    | ۴    | ۱۲٫۹ مایل مربع (۳۳٫۴ کیلومتر مربع)   | ۱۷۹۷  | فلوید          |
| پرستونویل، کنتاکی           | ۱۶۱      | ۶    | ۰٫۲ مایل مربع (۰٫۵ کیلومتر مربع)     |       | کرول           |
| پرینستون، کنتاکی            | ۶٬۳۲۹    | ۴    | ۹٫۰ مایل مربع (۲۳٫۳ کیلومتر مربع)    | ۱۸۱۷  | کالدول         |
| پراسپکت، کنتاکی             | ۴٬۶۹۸    | ۳    | ۳٫۹ مایل مربع (۱۰٫۱ کیلومتر مربع)    | ۱۹۷۴  | جفرسن اولدهام  |
| پراویدنس، کنتاکی            | ۳٬۱۹۳    | ۴    | ۶٫۱ مایل مربع (۱۵٫۸ کیلومتر مربع)    | ۱۸۲۸  | وبستر          |
| ریسلند، کنتاکی              | ۲٬۴۲۴    | ۵    | ۲٫۵ مایل مربع (۶٫۵ کیلومتر مربع)     |       | گریناپ         |
| ردکلیف، کنتاکی              | ۲۱٬۶۸۸   | ۲    | ۱۲٫۴ مایل مربع (۳۲٫۱ کیلومتر مربع)   | ۱۹۱۹  | هاردین         |
| رونا، کنتاکی                | ۶۰۵      | ۵    | ۰٫۳ مایل مربع (۰٫۸ کیلومتر مربع)     |       | استیل          |
| ریویک، کنتاکی               | ۱۳۴      | ۶    | ۰٫۹ مایل مربع (۲٫۳ کیلومتر مربع)     |       | ماریون         |
| ریچلاون، کنتاکی             | ۴۰۵      | ۶    | ۰٫۱ مایل مربع (۰٫۳ کیلومتر مربع)     |       | جفرسن          |
| ریچمند، کنتاکی              | ۳۱٬۳۶۴   | ۲    | ۲۳٫۱ مایل مربع (۵۹٫۸ کیلومتر مربع)   | ۱۷۹۸  | مدیسون         |
| ریور بلاف، کنتاکی           | ۴۰۳      | ۶    | ۰٫۲ مایل مربع (۰٫۵ کیلومتر مربع)     |       | اولدهام        |
| ریوروود، کنتاکی             | ۴۴۶      | ۶    | ۰٫۲ مایل مربع (۰٫۵ کیلومتر مربع)     |       | جفرسن          |
| روباردس، کنتاکی             | ۵۱۵      | ۶    | ۳٫۰ مایل مربع (۷٫۸ کیلومتر مربع)     |       | هندرسون        |
| راچستر، کنتاکی              | ۱۵۲      | ۶    | ۰٫۵ مایل مربع (۱٫۳ کیلومتر مربع)     |       | باتلر          |
| راکپورت، کنتاکی             | ۲۶۶      | ۶    | ۰٫۷ مایل مربع (۱٫۸ کیلومتر مربع)     |       | اوهایو         |
| روولینگ فیلدز، کنتاکی       | ۶۴۶      | ۶    | ۰٫۲ مایل مربع (۰٫۵ کیلومتر مربع)     |       | جفرسن          |
| روولینگ هیل، کنتاکی         | ۹۵۹      | ۵    | ۰٫۲ مایل مربع (۰٫۵ کیلومتر مربع)     |       | جفرسن          |
| راسل، کنتاکی                | ۳٬۳۸۰    | ۴    | ۳٫۰ مایل مربع (۷٫۸ کیلومتر مربع)     | ۱۸۶۹  | گریناپ         |
| راسل اسپرینگز، کنتاکی       | ۲٬۴۴۱    | ۵    | ۴٫۵ مایل مربع (۱۱٫۷ کیلومتر مربع)    |       | راسل           |
| راسلویل، کنتاکی             | ۶٬۹۶۰    | ۴    | ۱۰٫۸ مایل مربع (۲۸٫۰ کیلومتر مربع)   | ۱۷۹۸  | لوگان          |
| ریلند هایت، کنتاکی          | ۱٬۰۲۲    | ۶    | ۵٫۳ مایل مربع (۱۳٫۷ کیلومتر مربع)    |       | کنتون          |
| اسکرمنتوو، کنتاکی           | ۴۶۸      | ۶    | ۰٫۴ مایل مربع (۱٫۰ کیلومتر مربع)     |       | مک‌لین          |
| سدیویل، کنتاکی              | ۳۰۳      | ۵    | ۱٫۱ مایل مربع (۲٫۸ کیلومتر مربع)     |       | اسکات          |
| سنت. چارلز، کنتاکی          | ۲۷۷      | ۶    | ۱٫۰ مایل مربع (۲٫۶ کیلومتر مربع)     |       | هاپکینز        |
| سنت. متیوز، کنتاکی          | ۱۷٬۴۷۲   | ۴    | ۴٫۳ مایل مربع (۱۱٫۱ کیلومتر مربع)    | ۱۸۰۰  | جفرسن          |
| سنت. ریجیس پارک، کنتاکی     | ۱٬۴۵۴    | ۴    | ۰٫۴ مایل مربع (۱٫۰ کیلومتر مربع)     |       | جفرسن          |
| سیلم، کنتاکی                | ۷۵۲      | ۶    | ۰٫۹ مایل مربع (۲٫۳ کیلومتر مربع)     |       | لیوینگستون     |
| سالت لیک، کنتاکی            | ۳۰۳      | ۶    | ۰٫۸ مایل مربع (۲٫۱ کیلومتر مربع)     |       | بث             |
| سلیرسویل، کنتاکی            | ۱٬۸۸۳    | ۴    | ۲٫۵ مایل مربع (۶٫۵ کیلومتر مربع)     | ۱۸۶۱  | مگافین         |
| سندر، کنتاکی                | ۲۳۸      | ۶    | ۰٫۳ مایل مربع (۰٫۸ کیلومتر مربع)     |       | کرول           |
| سندی هوک، کنتاکی            | ۶۷۵      | ۵    | ۱٫۰ مایل مربع (۲٫۶ کیلومتر مربع)     | ۱۸۶۹  | الیوت          |
| اساردیس، کنتاکی             | ۱۰۳      | ۶    | ۱٫۰ مایل مربع (۲٫۶ کیلومتر مربع)     |       | ماسون رابرتسون |
| سینس هیل، کنتاکی            | ۶۹۳      | ۶    | ۰٫۶ مایل مربع (۱٫۶ کیلومتر مربع)     |       | پلسکی          |
| اسکاتسویل، کنتاکی           | ۴٬۲۲۶    | ۴    | ۵٫۷ مایل مربع (۱۴٫۸ کیلومتر مربع)    | ۱۸۱۶  | آلن            |
| سبری، کنتاکی                | ۱٬۶۰۳    | ۵    | ۲٫۹ مایل مربع (۷٫۵ کیلومتر مربع)     |       | وبستر          |
| اسنیکا گاردن، کنتاکی        | ۶۹۶      | ۶    | ۰٫۲ مایل مربع (۰٫۵ کیلومتر مربع)     |       | جفرسن          |
| شارپسبرگ، کنتاکی            | ۳۲۳      | ۶    | ۰٫۲ مایل مربع (۰٫۵ کیلومتر مربع)     |       | بث             |
| شلبیویل، کنتاکی             | ۱۴٬۰۴۵   | ۴    | ۸٫۲ مایل مربع (۲۱٫۲ کیلومتر مربع)    | ۱۷۹۲  | شلبی           |
| شپهردسویل، کنتاکی           | ۱۱٬۲۲۲   | ۴    | ۱۰٫۰ مایل مربع (۲۵٫۹ کیلومتر مربع)   | ۱۷۹۳  | بولت           |
| شایولی، کنتاکی              | ۱۵٬۲۶۴   | ۳    | ۴٫۶ مایل مربع (۱۱٫۹ کیلومتر مربع)    | ۱۸۳۱  | جفرسن          |
| سیلور گروو، کنتاکی          | ۱٬۱۰۲    | ۵    | ۱٫۷ مایل مربع (۴٫۴ کیلومتر مربع)     |       | کمبل           |
| سیمپسونویل، کنتاکی          | ۲٬۴۸۴    | ۵    | ۲٫۲ مایل مربع (۵٫۷ کیلومتر مربع)     |       | شلبی           |
| اسلتر، کنتاکی               | ۲۱۶      | ۶    | ۰٫۲ مایل مربع (۰٫۵ کیلومتر مربع)     |       | وبستر          |
| اسمیتفیلد، کنتاکی           | ۱۰۶      | ۶    | ۰٫۱ مایل مربع (۰٫۳ کیلومتر مربع)     |       | هنری           |
| اسمیتلند، کنتاکی            | ۳۰۱      | ۶    | ۰٫۵ مایل مربع (۱٫۳ کیلومتر مربع)     | ۱۸۰۵  | لیوینگستون     |
| اسمیت گروو، کنتاکی          | ۷۱۴      | ۵    | ۰٫۸ مایل مربع (۲٫۱ کیلومتر مربع)     |       | وارن           |
| سامرست، کنتاکی              | ۱۱٬۱۹۶   | ۳    | ۱۱٫۳ مایل مربع (۲۹٫۳ کیلومتر مربع)   | ۱۸۰۱  | پلسکی          |
| سونورا، کنتاکی              | ۵۱۳      | ۶    | ۱٫۱ مایل مربع (۲٫۸ کیلومتر مربع)     |       | هاردین         |
| کرلتن جنوبی، کنتاکی         | ۱۸۴      | ۶    | ۰٫۳ مایل مربع (۰٫۸ کیلومتر مربع)     |       | مولنبرگ        |
| پارک ویو حنوبی، کنتاکی      | ۷        | ۶    | ۰٫۱ مایل مربع (۰٫۳ کیلومتر مربع)     |       | جفرسن          |
| شور جنوبی، کنتاکی           | ۱٬۱۲۲    | ۵    | ۰٫۹ مایل مربع (۲٫۳ کیلومتر مربع)     |       | گریناپ         |
| سوتگیت، کنتاکی              | ۳٬۸۰۳    | ۴    | ۱٫۴ مایل مربع (۳٫۶ کیلومتر مربع)     | ۱۹۰۷  | کمبل           |
| اسپارتا، کنتاکی             | ۲۳۱      | ۶    | ۵٫۹ مایل مربع (۱۵٫۳ کیلومتر مربع)    |       | گالتین اوون    |
| اسپرینگ میل، کنتاکی         | ۲۸۷      | ۶    | ۰٫۱ مایل مربع (۰٫۳ کیلومتر مربع)     |       | جفرسن          |
| اسپرینگ ولی، کنتاکی         | ۶۵۴      | ۶    | ۰٫۲ مایل مربع (۰٫۵ کیلومتر مربع)     |       | جفرسن          |
| اسپرینگفیلد، کنتاکی         | ۲٬۵۱۹    | ۴    | ۳٫۷ مایل مربع (۹٫۶ کیلومتر مربع)     | ۱۷۹۳  | واشینگتن       |
| استمپ گرند، کنتاکی          | ۶۴۳      | ۶    | ۰٫۴ مایل مربع (۱٫۰ کیلومتر مربع)     |       | اسکات          |
| استنفرد، کنتاکی             | ۳٬۴۸۷    | ۴    | ۳٫۱ مایل مربع (۸٫۰ کیلومتر مربع)     | ۱۷۸۶  | لینکلن         |
| استنتن، کنتاکی              | ۲٬۷۳۳    | ۴    | ۲٫۱ مایل مربع (۵٫۴ کیلومتر مربع)     | ۱۸۵۴  | پاول           |
| استراتمور منر، کنتاکی       | ۳۳۷      | ۶    | ۰٫۱ مایل مربع (۰٫۳ کیلومتر مربع)     |       | جفرسن          |
| استراتمور ویلیج، کنتاکی     | ۶۴۸      | ۶    | ۰٫۱ مایل مربع (۰٫۳ کیلومتر مربع)     |       | جفرسن          |
| استرجیس، کنتاکی             | ۱٬۸۹۸    | ۴    | ۱٫۶ مایل مربع (۴٫۱ کیلومتر مربع)     |       | یونیون         |
| سیکمر، کنتاکی               | ۱۶۰      | ۶    | ۰٫۱ مایل مربع (۰٫۳ کیلومتر مربع)     |       | جفرسن          |
| تیلر میل، کنتاکی            | ۶٬۶۰۴    | ۴    | ۶٫۳ مایل مربع (۱۶٫۳ کیلومتر مربع)    | ۱۸۱۰  | کنتون          |
| تایلورسویل                  | ۷۶۳      | ۵    | ۰٫۳ مایل مربع (۰٫۸ کیلومتر مربع)     | ۱۷۹۰  | اسپنسر         |
| تن بروک، کنتاکی             | ۱۰۳      | ۶    | ۰٫۲ مایل مربع (۰٫۵ کیلومتر مربع)     |       | جفرسن          |
| ثورنهیل، کنتاکی             | ۱۷۸      | ۶    | ۰٫۱ مایل مربع (۰٫۳ کیلومتر مربع)     |       | جفرسن          |
| تامپکینسویل، کنتاکی         | ۲٬۴۰۲    | ۵    | ۳٫۶ مایل مربع (۹٫۳ کیلومتر مربع)     | ۱۸۰۹  | مونروو         |
| ترنتن، کنتاکی               | ۳۸۴      | ۶    | ۰٫۶ مایل مربع (۱٫۶ کیلومتر مربع)     |       | تود            |
| انیون، کنتاکی               | ۵٬۳۷۹    | ۴    | ۳٫۳ مایل مربع (۸٫۵ کیلومتر مربع)     |       | بون            |
| انیونتاون، کنتاکی           | ۱٬۰۰۲    | ۵    | ۰٫۹ مایل مربع (۲٫۳ کیلومتر مربع)     |       | یونیون         |
| آپتن، کنتاکی                | ۶۸۳      | ۶    | ۱٫۴ مایل مربع (۳٫۶ کیلومتر مربع)     |       | هاردین لرو     |
| ونسبورگ، کنتاکی             | ۱٬۵۱۸    | ۴    | ۱٫۳ مایل مربع (۳٫۴ کیلومتر مربع)     | ۱۸۲۷  | لوئیس          |
| ورسایلس، کنتاکی             | ۸٬۵۶۸    | ۴    | ۴٫۴ مایل مربع (۱۱٫۴ کیلومتر مربع)    | ۱۷۹۲  | وودفورد        |
| ویکو، کنتاکی                | ۳۳۴      | ۶    | ۰٫۸ مایل مربع (۲٫۱ کیلومتر مربع)     |       | پری            |
| ویلا هیل، کنتاکی            | ۷٬۴۸۹    | ۴    | ۴٫۴ مایل مربع (۱۱٫۴ کیلومتر مربع)    | ۱۹۲۱  | کنتون          |
| واین گروو، کنتاکی           | ۴٬۵۲۰    | ۴    | ۴٫۷ مایل مربع (۱۲٫۲ کیلومتر مربع)    | ۱۸۵۰  | هاردین         |
| والینس کریک، کنتاکی         | ۱۵۶      | ۶    | ۰٫۳ مایل مربع (۰٫۸ کیلومتر مربع)     |       | هارلن          |
| ولتن، کنتاکی                | ۳٬۶۳۵    | ۵    | ۴٫۳ مایل مربع (۱۱٫۱ کیلومتر مربع)    |       | بون کنتون      |
| وارفیلد، کنتاکی             | ۲۶۹      | ۶    | ۰٫۸ مایل مربع (۲٫۱ کیلومتر مربع)     |       | مارتن          |
| ورسو، کنتاکی                | ۱٬۶۱۵    | ۴    | ۰٫۷ مایل مربع (۱٫۸ کیلومتر مربع)     | ۱۷۹۸  | گالتین         |
| واتر ولی، کنتاکی            | ۲۷۹      | ۶    | ۰٫۶ مایل مربع (۱٫۶ کیلومتر مربع)     |       | گریوس          |
| واترسن پارک، کنتاکی         | ۹۷۶      | ۵    | ۱٫۴ مایل مربع (۳٫۶ کیلومتر مربع)     |       | جفرسن          |
| ویورلی، کنتاکی              | ۳۰۸      | ۶    | ۰٫۳ مایل مربع (۰٫۸ کیلومتر مربع)     |       | یونیون         |
| ویلند، کنتاکی               | ۴۲۶      | ۶    | ۲٫۶ مایل مربع (۶٫۷ کیلومتر مربع)     |       | فلوید          |
| ولینگتن، کنتاکی             | ۵۶۵      | ۶    | ۰٫۱ مایل مربع (۰٫۳ کیلومتر مربع)     |       | جفرسن          |
| وست بوچل، کنتاکی            | ۱٬۲۳۰    | ۵    | ۰٫۶ مایل مربع (۱٫۶ کیلومتر مربع)     |       | جفرسن          |
| وست لیبرتی                  | ۳٬۴۳۵    | ۴    | ۴٫۴ مایل مربع (۱۱٫۴ کیلومتر مربع)    | ۱۸۱۶  | مورگان         |
| وست پوینت، کنتاکی           | ۷۹۷      | ۵    | ۰٫۶ مایل مربع (۱٫۶ کیلومتر مربع)     |       | هاردین         |
| وستوود                      | ۶۳۴      | ۶    | ۰٫۱ مایل مربع (۰٫۳ کیلومتر مربع)     |       | جفرسن          |
| ویتکرفت، کنتاکی             | ۱۶۰      | ۶    | ۰٫۳ مایل مربع (۰٫۸ کیلومتر مربع)     |       | وبستر          |
| ویلرایت، کنتاکی             | ۷۸۰      | ۶    | ۱٫۸ مایل مربع (۴٫۷ کیلومتر مربع)     |       | فلوید          |
| وایت پلین، کنتاکی           | ۸۸۴      | ۵    | ۳٫۲ مایل مربع (۸٫۳ کیلومتر مربع)     |       | هاپکینز        |
| ویتسبورگ، کنتاکی            | ۲٬۱۳۹    | ۴    | ۳٫۲ مایل مربع (۸٫۳ کیلومتر مربع)     | ۱۸۴۲  | لتچر           |
| ویتسویل، کنتاکی             | ۵۵۲      | ۶    | ۰٫۴ مایل مربع (۱٫۰ کیلومتر مربع)     |       | دیویس          |
| ویتلی سیتی، کنتاکی          | ۱٬۱۷۰    | CDP  | ۲٫۳ مایل مربع (۶٫۰ کیلومتر مربع)     | ۱۹۰۲  | مک‌کرری         |
| ویکلیف، کنتاکی              | ۶۸۸      | ۵    | ۱٫۱ مایل مربع (۲٫۸ کیلومتر مربع)     | ۱۸۸۰  | بالارد         |
| ویلدر، کنتاکی               | ۳٬۰۳۵    | ۵    | ۳٫۸ مایل مربع (۹٫۸ کیلومتر مربع)     |       | کمبل           |
| ویلدوود، کنتاکی             | ۲۶۱      | ۶    | ۰٫۱ مایل مربع (۰٫۳ کیلومتر مربع)     |       | جفرسن          |
| ویلیامزبرگ                  | ۵٬۲۴۵    | ۴    | ۴٫۹ مایل مربع (۱۲٫۷ کیلومتر مربع)    | ۱۸۱۹  | ویتلی          |
| ویلیامزتاون                 | ۳٬۹۲۵    | ۵    | ۱۷٫۰ مایل مربع (۴۴٫۰ کیلومتر مربع)   | ۱۸۲۰  | گرنت پندلتن    |
| ویلیسبورگ                   | ۲۸۲      | ۶    | ۰٫۷ مایل مربع (۱٫۸ کیلومتر مربع)     |       | واشینگتن       |
| ویلمور، کنتاکی              | ۳٬۶۸۶    | ۴    | ۰٫۹ مایل مربع (۲٫۳ کیلومتر مربع)     |       | جسامین         |
| وینچستر                     | ۱۸٬۳۶۸   | ۳    | ۷٫۹ مایل مربع (۲۰٫۵ کیلومتر مربع)    | ۱۷۹۲  | کلارک          |
| ویندی هیل، کنتاکی           | ۲٬۳۸۵    | ۵    | ۰٫۹ مایل مربع (۲٫۳ کیلومتر مربع)     |       | جفرسن          |
| وینگو، کنتاکی               | ۶۳۲      | ۶    | ۱٫۰ مایل مربع (۲٫۶ کیلومتر مربع)     |       | گریوس          |
| وودبرن، کنتاکی              | ۳۵۵      | ۶    | ۰٫۴ مایل مربع (۱٫۰ کیلومتر مربع)     |       | وارن           |
| وودبری، کنتاکی              | ۹۰       | ۶    | ۰٫۱ مایل مربع (۰٫۳ کیلومتر مربع)     |       | باتلر          |
| وودلند هیل، کنتاکی          | ۶۹۶      | ۶    | ۰٫۲ مایل مربع (۰٫۵ کیلومتر مربع)     |       | جفرسن          |
| وودلاون، کنتاکی             | ۲۲۹      | ۶    | ۰٫۱ مایل مربع (۰٫۳ کیلومتر مربع)     |       | کمبل           |
| وودلاون پارک، کنتاکی        | ۹۴۲      | ۵    | ۰٫۳ مایل مربع (۰٫۸ کیلومتر مربع)     |       | جفرسن          |
| وردینگتن، کنتاکی            | ۱٬۶۰۹    | ۵    | ۱٫۲ مایل مربع (۳٫۱ کیلومتر مربع)     |       | گریناپ         |
| وردینگتن هیل، کنتاکی        | ۱٬۴۴۶    | ۶    | ۰٫۳ مایل مربع (۰٫۸ کیلومتر مربع)     |       | جفرسن          |
| وورثویل، کنتاکی             | ۱۸۵      | ۶    | ۰٫۳ مایل مربع (۰٫۸ کیلومتر مربع)     |       | کرول           |
| وورتلند، کنتاکی             | ۹۹۵      | ۵    | ۱٫۸ مایل مربع (۴٫۷ کیلومتر مربع)     |       | گریناپ         |

- A^  All but two of Kentucky's county seats are cities. The exceptions are Whitley City, seat of McCreary County and Burlington, seat of Boone County. Two Kentucky counties have two seats each—the seats of کمبل County are Alexandria and Newport, and the seats of کنتون County are Covington and Independence.[۴]
- B^  Population and area are as of 2010.[۵]
- C^  For municipalities located in more than one county, the primary county (according to U.S. Census) is listed first.